# Rafael Nadal
Rafael Nadal Parera (Manacor, 3 de junho de 1986), é um ex-tenista profissional espanhol. É considerado um dos maiores tenistas de todos os tempos.
No número total de títulos é o 4° tenista com mais títulos, o 2° em Masters 1000 e 2° em Grand Slams.
Primeiro tenista masculino a vencer vinte e dois títulos individuais de Grand Slam e um dos quatro tenistas a conquistar no mínimo duas vezes cada um dos Grand Slams. — quatorze foram em Roland Garros, dois no torneio de Wimbledon de 2008 e 2010, quatro no Open dos Estados Unidos de 2010, 2013, 2017 e 2019, e dois no Open da Austrália de 2009 e 2022. Foi o sétimo tenista da história a conquistar todos os quatro Grand Slams, o Carrer Slam, e o mais jovem na Era Open a realizar tal feito. É o segundo tenista a conquistar ao menos dois títulos em cada Grand Slam, o primeiro é Novak Djokovic com três títulos em cada. É o segundo a completar o Golden Slam (vencer os quatro Grand Slams e também os Jogos Olímpicos), o primeiro foi Andre Agassi. É o único tenista a ter conquistado o Década Slam, o que seria vencer ao menos um dos torneios Grand Slam durante dez temporadas consecutivas. No Grand Slam de Roland Garros, de 116 partidas que disputou, venceu 112, tendo um percentual de vitórias de 96.55%, um recorde.
Conquistou 103 títulos nível ATP, 92 dos quais foram em simples e 11 em duplas. Em torneios ATP Masters 1000 conquistou 36 títulos em simples e 3 em duplas. Teve uma sequência de 32 de vitórias em 2008, começando-a no Masters de Hamburgo e acabando no Masters de Cincinnati, o que incluiu títulos no Masters de Hamburgo, Open da França (edição esta em que não perdeu nenhum set), Queen's Club, Torneio de Wimbledon, e o Masters do Canadá. Já em 2012, ao vencer o Masters de Monte Carlo, tornou-se o único tenista a ter vencido oito edições consecutivas de um torneio ATP.
Conquistou também duas medalhas de ouro olímpica, a primeira em simples nas Olimpíadas de 2008 em Pequim, já a segunda nas duplas dos Jogos Olímpicos do Rio de Janeiro em 2016. Também fez parte da Equipe Espanhola de Copa Davis que venceu os títulos nas temporadas de 2004, 2008, 2009, 2011 e 2019.
Seu maior sucesso foi nas quadras de saibro, também conhecido como terra batida, o fez ganhar o apelido de rei do saibro. Ex-jogadores e especialistas consideram-no o maior jogador de tênis da história nesta superfície, superando até mesmo o sueco Björn Borg.
Era o número 2 do ranking mundial atrás de Roger Federer, com um recorde de 160 semanas consecutivas na sombra, antes de assumir a liderança, que teve de 18 de agosto de 2008 a 5 de julho de 2009. Recuperou a primeira colocação em 7 de junho de 2010, após vencer o seu quinto título de Roland Garros. Se manteve na posição até o dia 3 de julho de 2011, quando Novak Djokovic assumiu a liderança do ranking. Voltou ao topo do ranking em 14 de outubro de 2013 até meados de 2014. Depois de 3 anos recuperou-o em 2017 e posteriormente e pela última vez em 2019.

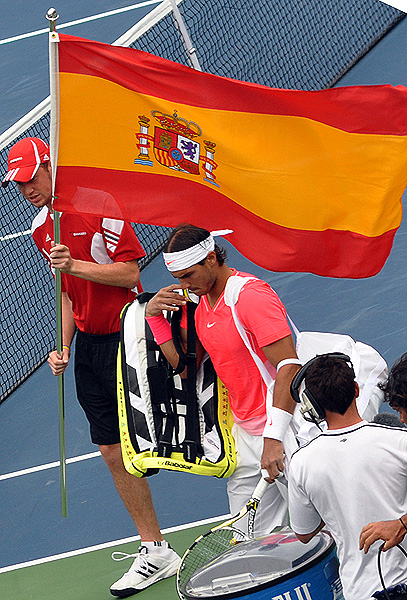
Rafael Nadal representando a Espanha

## Biografia
Nascido nas Ilhas Baleares, a 3 de junho de 1986, Rafael Nadal é filho de Sebastián Nadal e Ana María Parera. Ele também é agnóstico. Nascido e criado na cidade de Manacor, em Maiorca, em uma família de esportistas de sucesso (ele é sobrinho de Miguel Ángel Nadal, que foi zagueiro do Barcelona e da seleção espanhola de futebol na década de 1990), Rafael começou a jogar com 3 anos; aos 5 ele ia ao clube de tênis duas vezes por semana. Com 12 anos ele conseguiu títulos espanhóis e europeus jogando contra tenistas da mesma idade. Aos 16 anos entrou para o ranking dos 50 primeiros da ATP.
É um dos únicos três jogadores que conseguiu ganhar o Torneio de Roland Garros e Wimbledon no mesmo ano.
O tenista vive até hoje com sua família, em Mallorca. Em junho de 2009 os jornais La Vanguardia e New York Times noticiaram que os pais de Rafael, Ana Maria e Sebastian, estavam se divorciando. Esta notícia veio após semanas de muita especulação na internet sobre questões pessoais de Nadal como a causa de sua derrota no torneio de Roland Garros daquele ano. Em 2013, o próprio Rafael admitiu em entrevista que seus pais estavam juntos novamente.
Em 2009, Rafael Nadal se permitiu ao luxo de realizar um capricho depois de ganhar seu primeiro título no Open da Austrália. O tenista na época com 22 anos e então número 1 do ranking mundial masculino de simples, não resistiu à tentação de dirigir um potente carro. O modelo escolhido foi um Aston Martin DBS, com o poderoso motor V12 de 517cv (que também é utilizado em modelos Ferrari). O modelo escolhido por Nadal é o mesmo usado pelo famoso personagem 007 no filme "Quantum of Solace".
Em 2010, o tenista espanhol participou do videoclipe Gypsy (canção de Shakira), da cantora colombiana Shakira. No videoclipe musical, Shakira faz par romântico com Rafael Nadal. O vídeo liderou a lista do Top 10 semanal de vídeos da Billboard.
Em novembro de 2014, o espanhol lançou a pedra fundamental para a Rafa Nadal Academy que fora construída em sua cidade natal de Manacor, na ilha de Mallorca, sendo referência na formação de novos talentos; "É um dia especial para mim. Estou trabalhando há muitos anos neste projeto e finalmente é uma realidade", disse Nadal, em entrevista coletiva concedida após a cerimônia. O CT deverá atender jovens de 8 a 17 anos que queiram aperfeiçoar a prática do tênis. A academia também incluí uma escola onde novas promessas do tênis poderão continuar os seus estudos regulares.
Em fevereiro de 2015, ao disputar o ATP 500 do Rio Open, Rafael Nadal desfilou no pelotão de frente da escola de samba Unidos da Viradouro, a primeira do Grupo Especial a entrar na Marquês de Sapucaí na noite de domingo. Ao ritmo de "Veias do Brasil", ele pareceu empolgado durante os minutos da festa. "Existia uma energia positiva inacreditável. Todo mundo cantando e dançando, foi fantástico experimentar isso", afirmou o supercampeão de Grand Slam.

## Vida pessoal
Nadal é discreto e não costuma ter sua vida pessoal comentada. O único relacionamento afetivo conhecido é o que mantém desde 2005 com a jovem estudante Maria Francisca Perello, amiga da irmã do tenista, Maria Isabel Nadal.

## Carreira

### 2001–2004: Primeiros anos
Em 2001, Rafael Nadal se torna um profissional ATP.
Em 2002, ganhou o seu primeiro jogo em Maiorca contra Ramon Delgado, com apenas quinze anos, tornando-se o nono jogador a ganhar uma partida no circuito Associação de Tenistas Profissionais (ATP) da era Open com menos de 16 anos. No segundo semestre, venceu seis futures e chegou à semifinal de um challenger, terminando o ano como número 200 do ranking.
Em 2003, venceu dois challengers e chegou à final de outros quatro, além da primeira semifinal de um torneio ATP, em Umag. Ao vencer o Challenger de Barletta, tornou-se o quinto (o sexto considerando o histórico até 2014) tenista mais jovem a vencer um challenger, aos 16 anos e 9 meses. Encerrou o ano na posição 49 do ranking.
Em 28 de março de 2004 ele derrotou o então número 1 do mundo Roger Federer, em partida válida pela terceira rodada do Masters de Miami. Essa foi a primeira vez que ele (Nadal) e Federer duelaram frente a frente.
Já no dia 15 de agosto de 2004 o ainda promissor garoto Rafael Nadal conquistou o primeiro de uma longa série de títulos no circuito internacional. Ele decidiu o ATP 250 de Sopot, na Polônia, e derrotou o experiente argentino José Acasuso, por 6–3 e 6–4. O canhoto tinha apenas 18 anos e dois meses e se tornava o mais jovem campeão de um ATP desde o australiano Lleyton Hewitt, em 1999. Na campanha sobre o saibro polonês, ele se destacou pela intensidade que competiu nas cinco partidas, em que não cedeu um único set aos adversários, assim como pela camisa sem mangas que enaltecia seu porte físico. A vitória de Nadal em Sopot não chegou a ser uma surpresa, pois ele já havia disputado a final do ATP 250 de Auckland daquele ano, onde perdeu o título para o eslovaco Dominik Hrbatý pelas parciais de 4–6, 6–2, 7–5. O título em Sopot foi apenas o primeiro passo de uma hegemonia arrebatadora sobre as quadras de saibro.
Sobre a superfície, Rafael obteve marcas insuperáveis de vitórias, invencibilidade e principalmente os quatorze troféus que já ergueu no Torneio de Roland Garros, número que nenhum outro jogador de tênis obteve num único Grand Slam. Seu sucesso no saibro ou terra batida o fez ganhar o apelido de "rei do saibro"/"rei da terra batida", levando muitos especialistas a considerá-lo o maior jogador da história nesta superfície, superando até mesmo Björn Borg.
Ainda em 2004, o espanhol Rafael Nadal foi semifinalista em duplas no Grand Slam do Open dos Estados Unidos.

### 2005: Vence Roland Garros com 19 anos de idade
Já em 2005 conseguiu chegar ao top 5 do ranking depois de ter ganho dez títulos, incluindo quatro ATP Master Series (Monte Carlo, Roma, Montreal e Madrid), derrotando Guillermo Coria nas finais de Monte Carlo e Roma, Andre Agassi em Montreal e o croata Ivan Ljubičić em Madrid. Já em Roland Garros, conquistou o título na sua primeira participação após derrotar o então número um do mundo, Roger Federer, na semifinal, no dia do seu 19.º aniversário. Com 19 anos e dois dias, transformou-se no sexto mais novo vencedor de um torneio do Grand Slam, e no quarto campeão mais novo de Roland-Garros na era Open. Transformou-se no sétimo jogador a ganhar um torneio do Grand Slam na sua primeira aparição no evento, e o primeiro desde Andre Agassi no Open da Austrália de 1995. Transformou-se no primeiro adolescente a ganhar um Grand Slam desde que Pete Sampras ganhou os US Open em 1990 com 19 anos. Nadal é o primeiro a ganhar seis títulos em um ano desde Agassi em 1988 com dezoito anos.

### 2006: Vence Roland Garros pela segunda vez
No dia 30 de abril de 2006, Rafael Nadal conquistou o Torneio de Barcelona ao bater na final o compatriota Tommy Robredo por 2 sets a 0, com duplo 6–4. De quebra, Nadal tornou-se o segundo jogador com mais vitórias seguidas no saibro, uma a mais que o sueco Björn Borg. Com título na Espanha, além de faturar o bi no ATP de Barcelona e atingir a incrível marca de 47 vitórias consecutivas no saibro — passando o lendário Borg -, o espanhol pode comemorar mais uma posição ganha no ranking da Corrida dos Campeões, divulgado pela ATP. Passou o croata Ivan Ljubicic e assumiu a segunda colocação, atrás apenas do suíço Roger Federer.

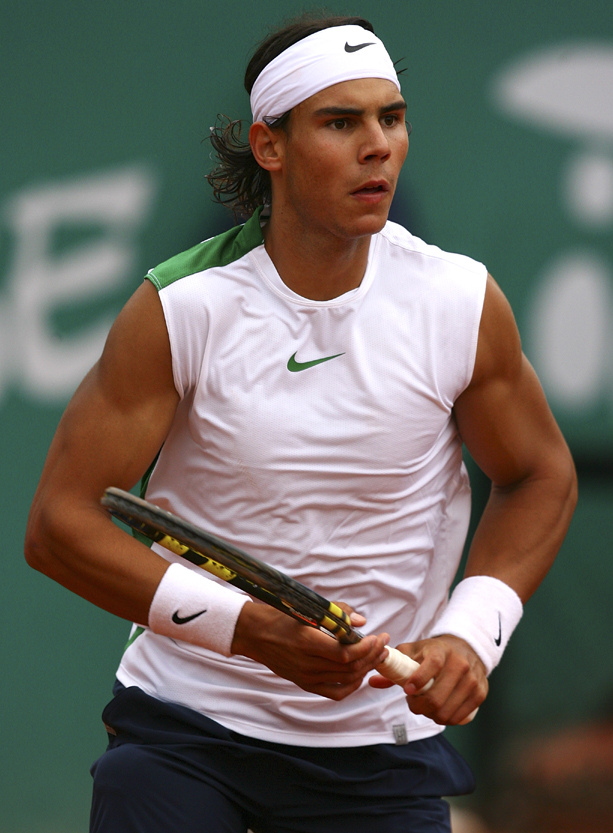
Rafael Nadal durante o Torneio de Barcelona (ATP de Barcelona) de 2006

Em 2006, venceu novamente o Torneio de Roland-Garros ao derrotar o número 1 do mundo, Roger Federer, na final. Bateu o recorde de vitórias seguidas em quadras de saibro, que pertencia havia décadas ao argentino Guillermo Vilas.

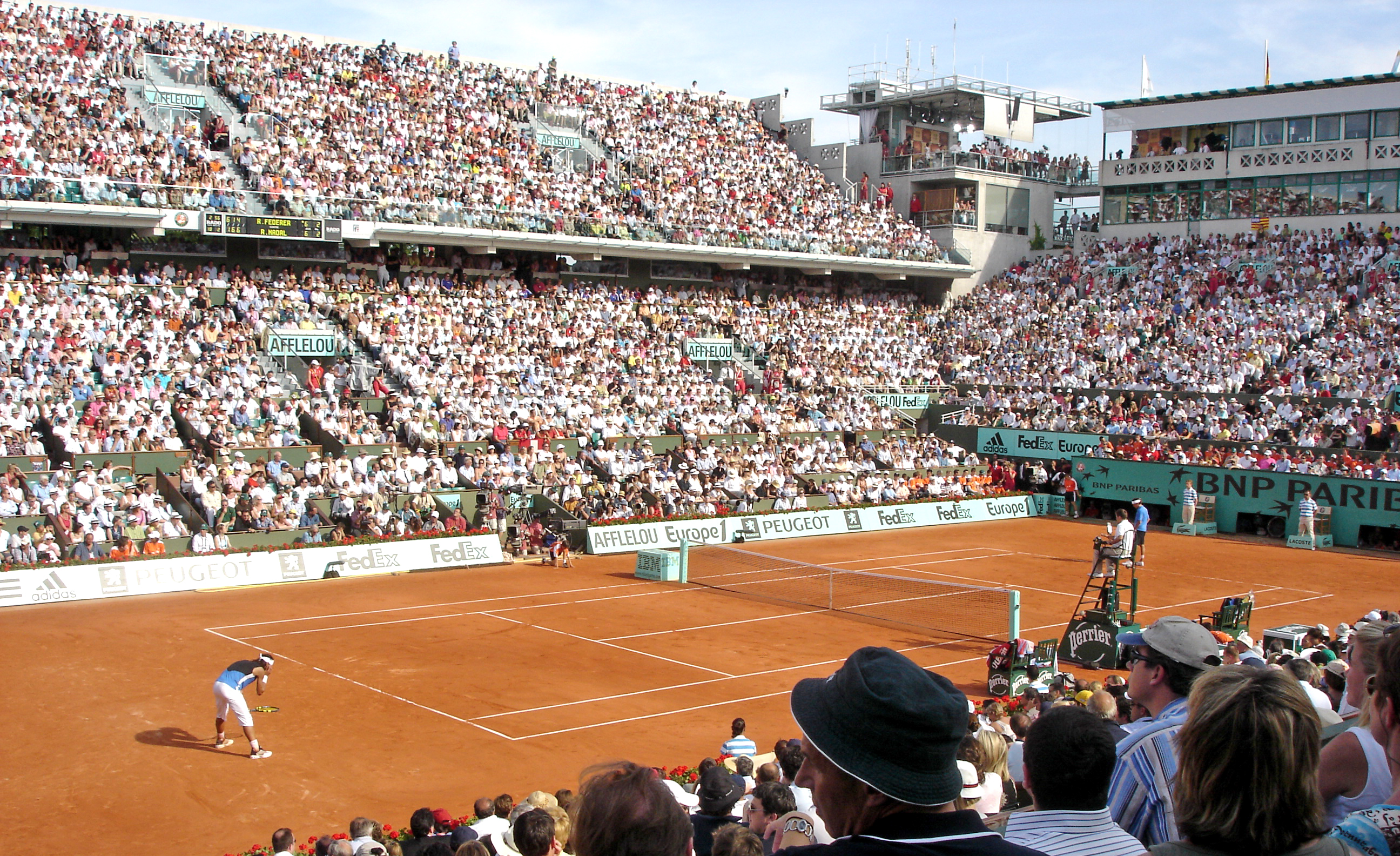
Partida entre Rafael Nadal e Roger Federer pelo Torneio de Roland Garros de 2006

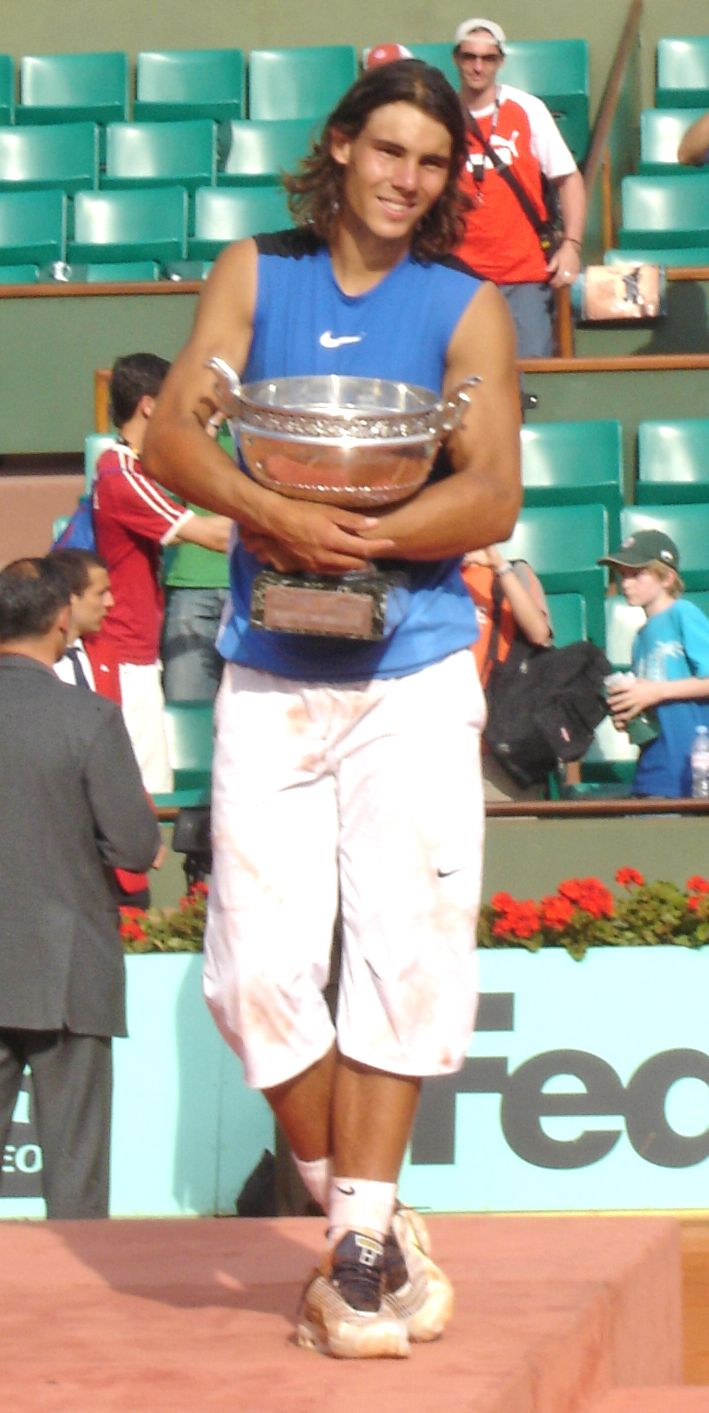
Nadal com o troféu do Torneio de Roland Garros de 2006

Além disso, conseguiu chegar à final do torneio de Wimbledon (foi derrotado por Federer por 3–1 sets), disputado em quadras de grama.
No dia 18 de agosto de 2006, Rafael Nadal, então o segundo melhor tenista do mundo, e Juan Carlos Ferrero, também espanhol e então o número 31 do mundo, travaram um grande duelo por vaga nas semifinais do Masters Series de Cincinnati. E pela primeira vez em cinco confrontos diretos, Ferrero levou a melhor sobre Nadal ao vencer a partida, que teve a duração de 2h43min, por 2 sets a 0, com parciais de 7–6 (7–2) e 7–6 (7–3).

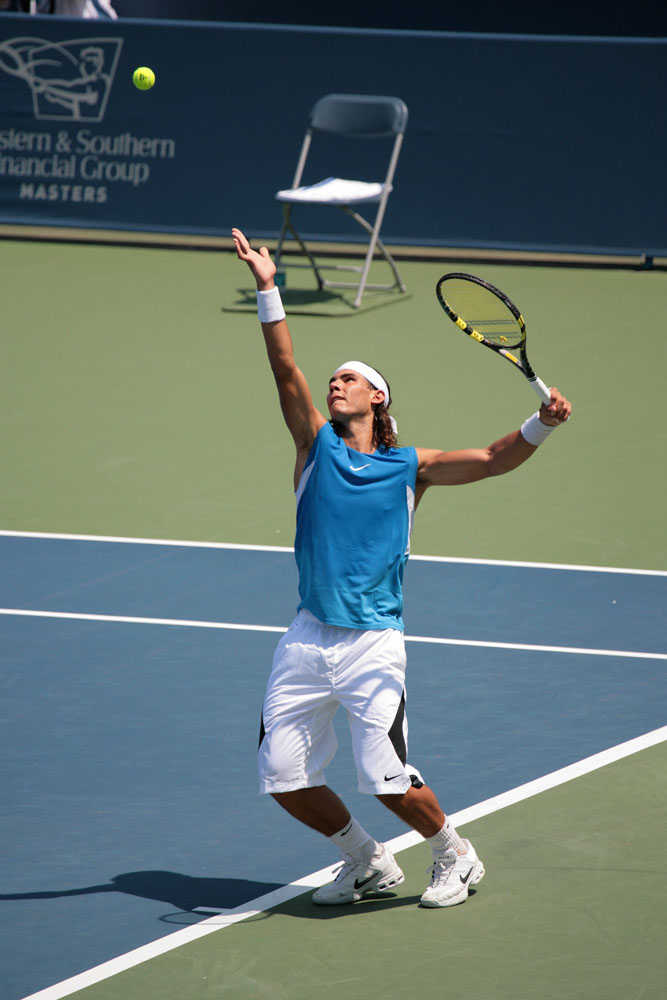
Rafael Nadal durante o Masters Series de Cincinnati de 2006

Em 6 de setembro de 2006, o espanhol Rafael Nadal, então número 2 do mundo, foi eliminado do US Open, último Grand Slam da temporada, ao perder a partida que valia vaga nas semifinais para o tenista russo Mikhail Youzhny por 3 sets a 1, parciais de 6–3, 5–7, 7–6 e 6–1, em 3h17min.

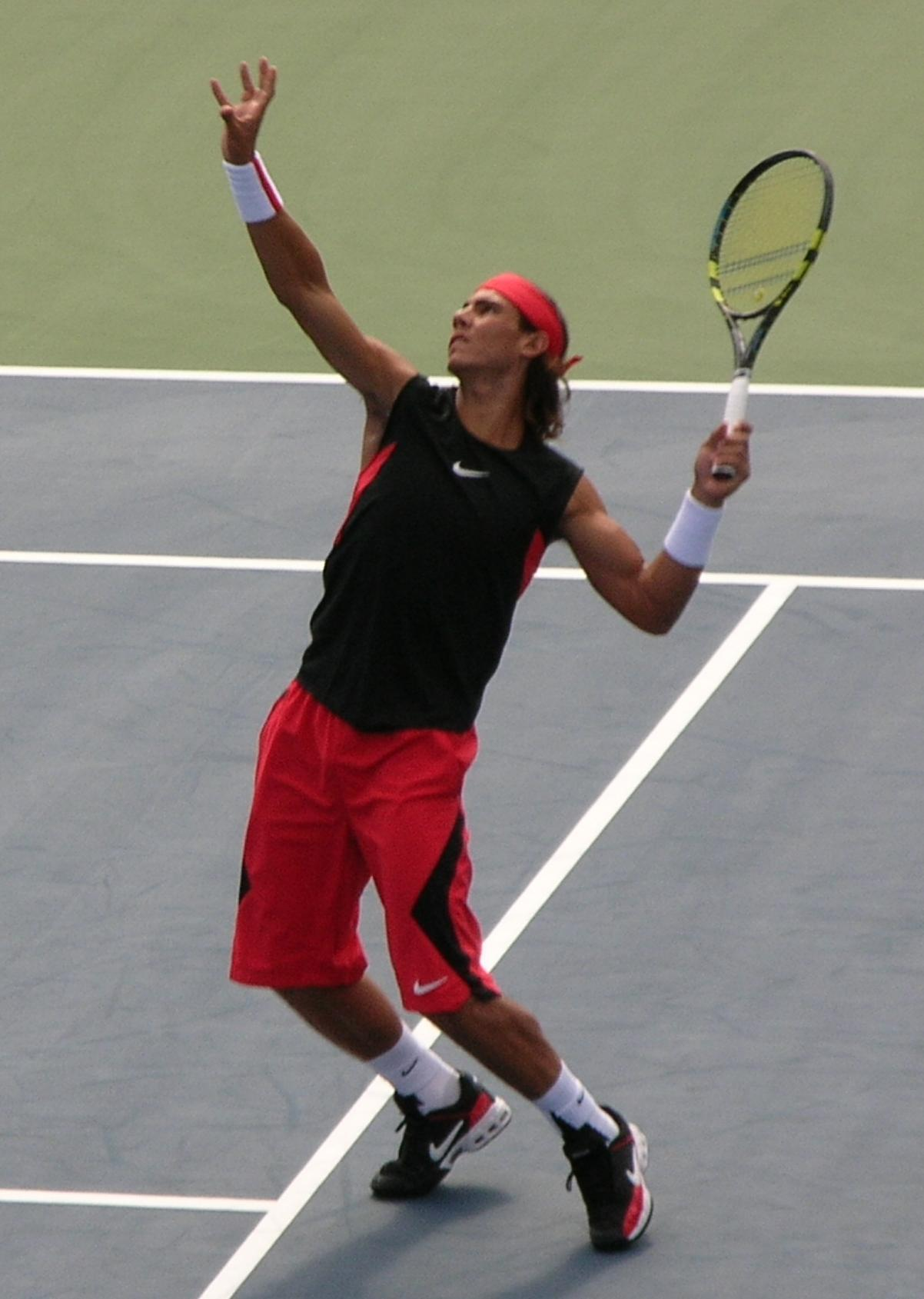
Rafael Nadal durante o US Open de 2006

No dia 20 de outubro de 2006, Rafael Nadal, então número 2 do mundo, foi eliminado nas quartas de final do Masters Series de Madri pelo tcheco Tomas Berdych, à época 11.º no ranking da ATP, por 2 a 0, com parciais de 6–3 e 7–6 (8–6).

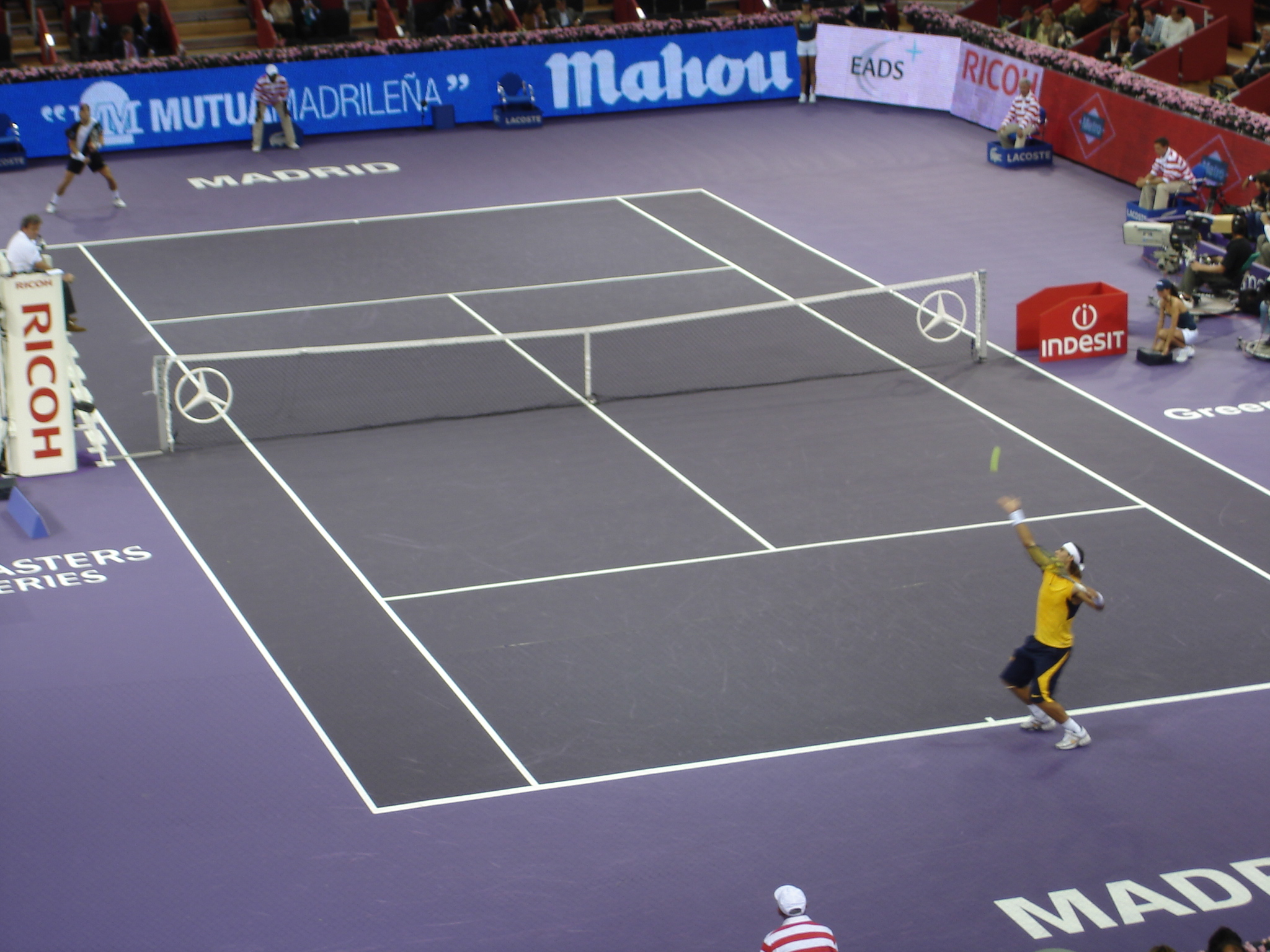
Rafael Nadal servindo durante o Masters Series de Madri de 2006

Nadal tem como principal característica o potente jogo de fundo de quadra e golpes com muito top spin, tendo preferência pelas quadras de saibro. Como resultado, jogou sua primeira Masters Cup, disputada em Xangai, na China — ele havia se classificado em 2005, mas não jogou por conta de contusão —, onde foi semifinalista, sendo derrotado novamente por Federer.

### 2007: Vence Roland Garros pela terceira vez
Em 2007, Rafael Nadal segue imbatível no saibro com títulos em Monte Carlo, Barcelona e Roma, mas viu sua marca de 81 vitórias seguidas no piso ser interrompida em Hamburgo, na final diante de Roger Federer.

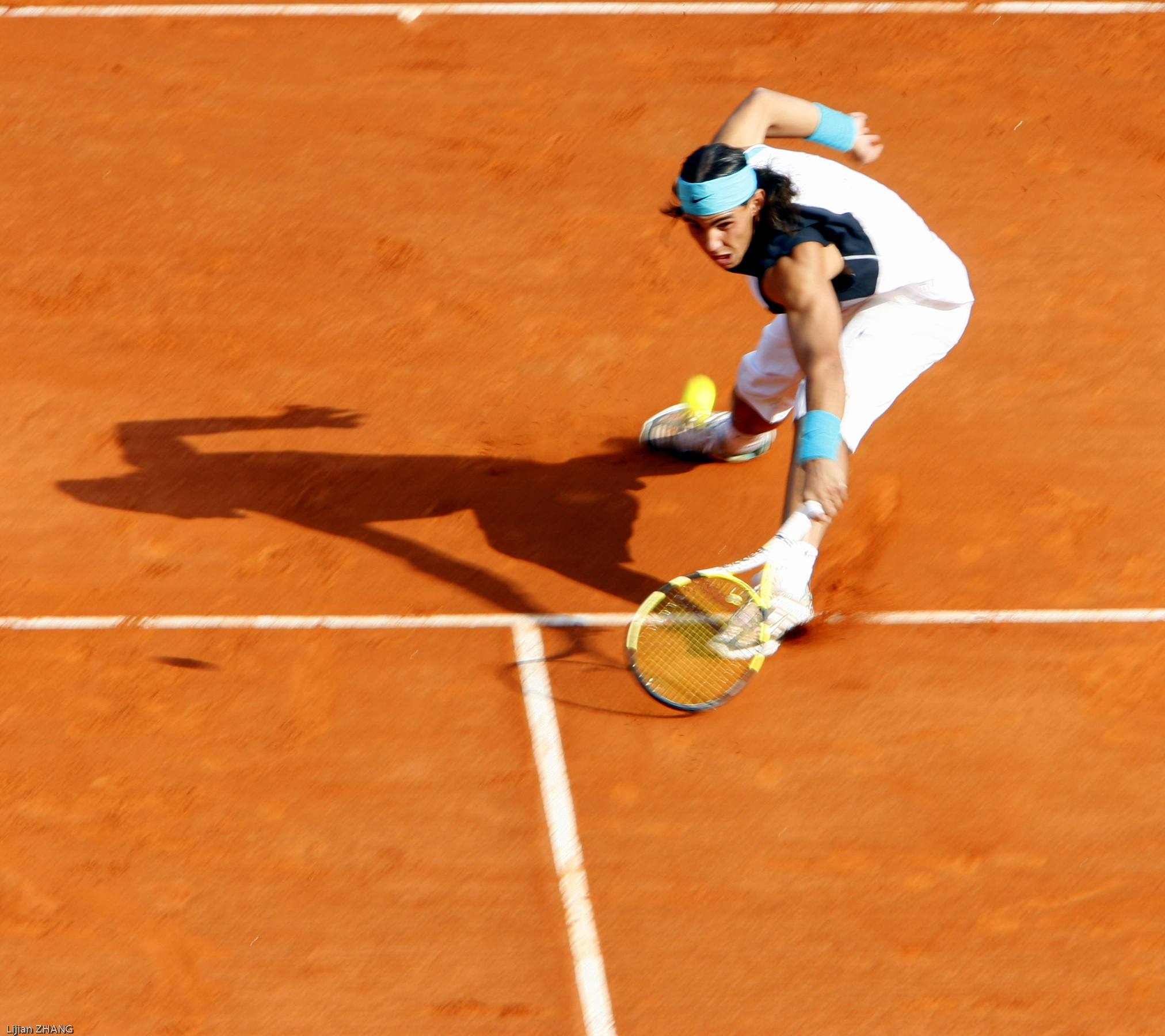
Rafael Nadal durante a edição 2007 de Monte Carlo

Em 2007, vence novamente o Torneio de Roland-Garros ao derrotar Roger Federer, à época, o número um do mundo, na final por 3 sets a 1, com os parciais de 6–3; 4–6; 6–3; 6–4.

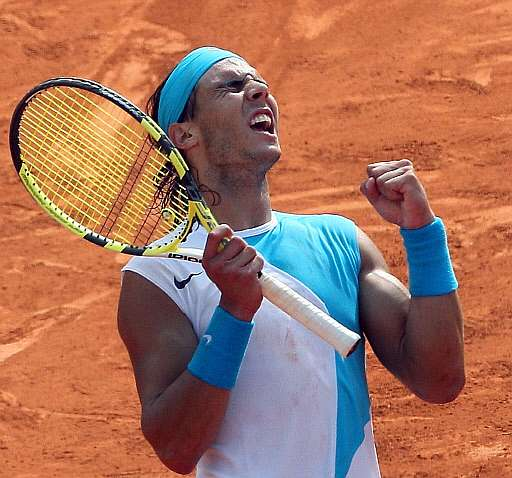
Rafael Nadal durante o Torneio de Roland Garros de 2007

### 2008: Alcança o número um mundial e conquista Wimbledon
No dia 22 de março de 2008, Rafael Nadal e o sérvio Novak Djokovic estiveram frente a frente no Masters Series de Indian Wells, nos Estados Unidos. Nadal, no entanto, viu o adversário fechar o jogo, garantindo vaga para a decisão, ao vencer por 2 sets a 0. As parciais da partida foram 6–3 e 6–2.

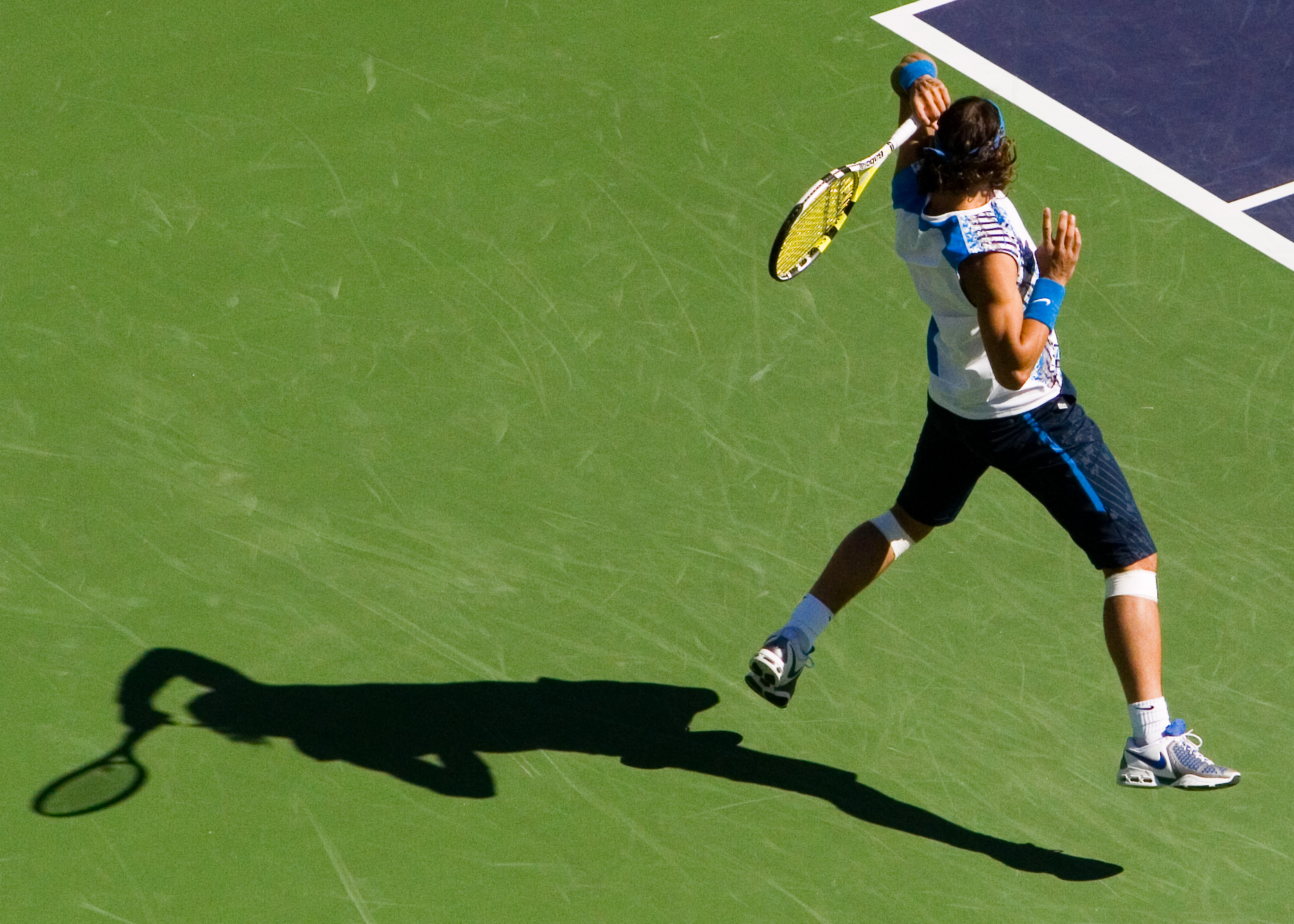
Nadal no Masters Series de Indian Wells de 2008

Em 2008, vence o Master Series de Hamburgo, derrotando Federer, que o vencera neste mesmo Torneio o ano anterior, com parciais de 7–5, 6–7 (3–7) e 6–3. Vencer em Hamburgo significou duas coisas para Nadal: a primeira foi se igualar a Pete Sampras em número de Master Series conquistadas, num total de 11. A segunda foi entrar para o seleto grupo de seis jogadores que conquistaram o chamado Grand Slam do Saibro, que significa vencer, ao menos uma vez, os torneios de Monte Carlo, Roma, Hamburgo e Roland-Garros. O último a conseguir esse feito foi o brasileiro Gustavo Kuerten.

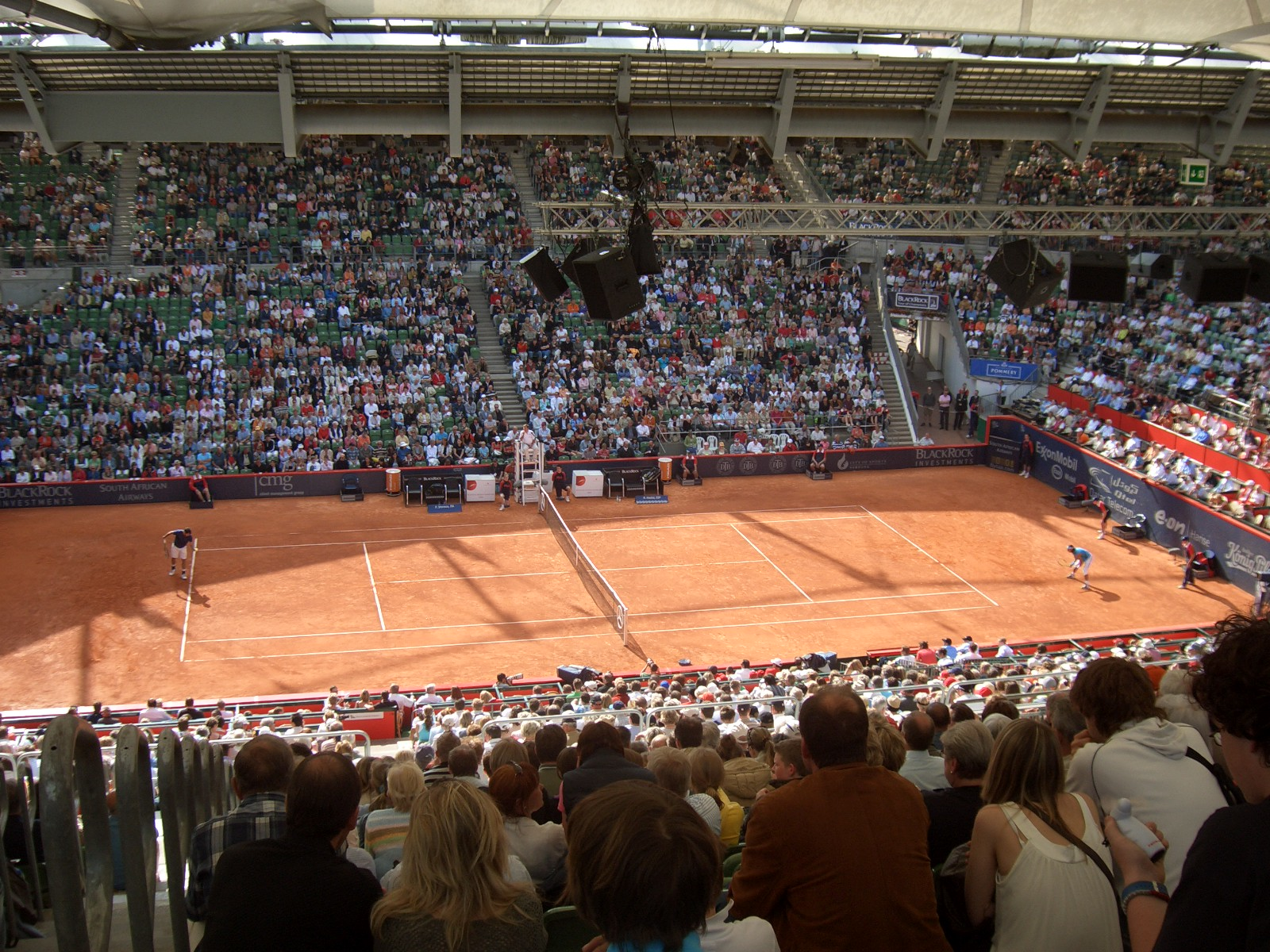
Partida entre Rafael Nadal e Potito Starace pelo Master Series de Hamburgo de 2008

Venceu novamente o Torneio de Roland-Garros ao derrotar Roger Federer, na final por 3 sets a 0, com parciais de 6–1; 6–3; 6–0. Com isso ele iguala a mesma supremacia que outrora Björn Borg tivera ao também ganhar 4 vezes seguidas Roland-Garros.

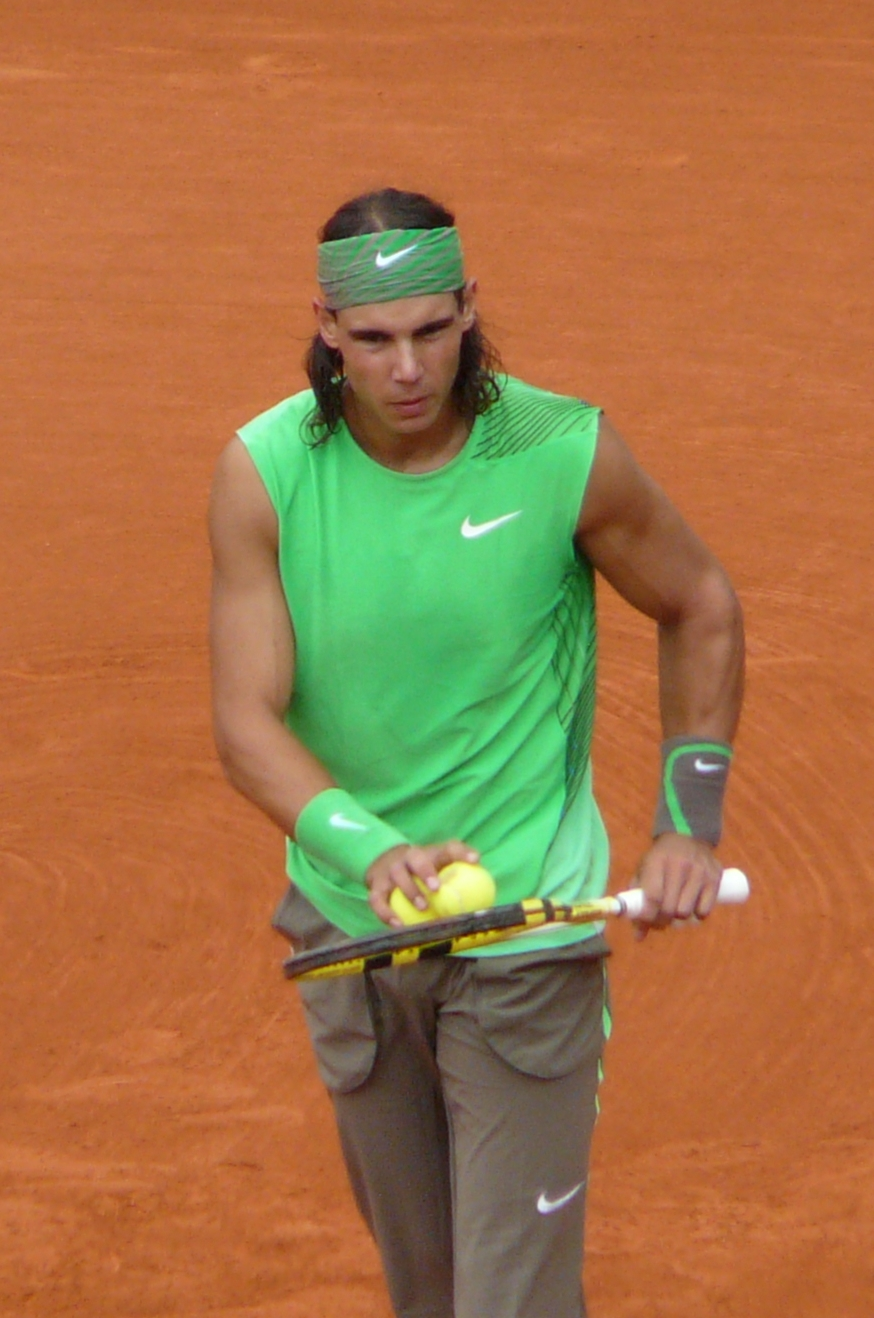
Rafael Nadal durante o Torneio de Roland Garros de 2008

Se preparando para Wimbledon, ele vence o Torneio de Queen's, derrotando o sérvio Novak Djokovic por 2 sets a 0, parciais de 7–6 (8–6) e 7–5, conquistando assim seu primeiro torneio na grama e quebrando um tabu de 36 anos sem conquistas de tenistas espanhóis nesta superfície.
Duas semanas depois, torna-se o primeiro tenista (desde Björn Borg) a vencer Roland-Garros e Wimbledon na mesma temporada, após uma grande vitória em 5 sets, na final, contra Roger Federer.

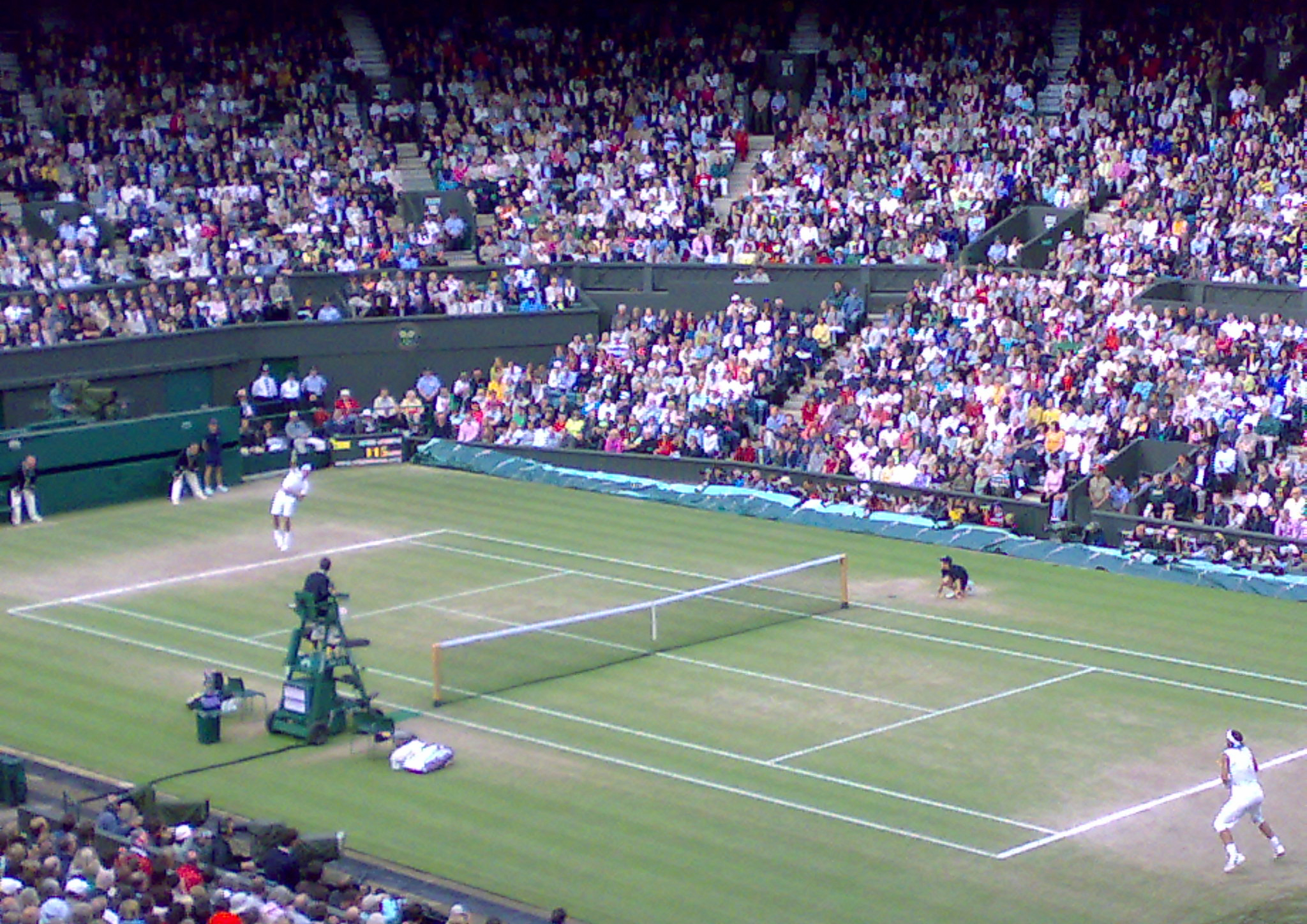
Partida entre Rafael Nadal e Roger Federer pelo Torneio de Wimbledon de 2008

Em 27 de julho de 2008 vence pela segunda vez o Masters do Canadá, em Toronto, contra Nicolas Kiefer.

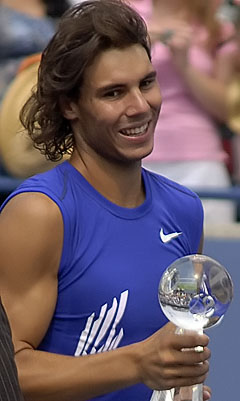
Nadal comemora o título do Masters do Canadá de 2008

Em agosto de 2008 assumiu a 1.ª posição do ranking da ATP, desbancando o até então nº 1 Roger Federer, que estava na liderança durante 237 semanas consecutivas. Entretanto, em sua primeira partida após desbancar Federer na liderança do ranking, Rafael Nadal foi derrotado pelo sérvio Novak Djokovic por 2 sets a 0 na semifinal do Masters Series de Cincinnati, adiando em duas semanas sua confirmação no topo da ATP após quatro anos e meio de soberania do suíço. A vitória de Djokovic no Masters norte-americano de Cincinnati, em Ohio, encerrou uma incrível série invicta de Nadal que já durava 32 partidas. Depois de perder na estreia do Masters de Roma para o compatriota Juan Carlos Ferrero, o espanhol havia vencido na seqüência o Masters de Hamburgo, Roland Garros, o Torneio de Queen’s, Wimbledon e o Masters de Toronto.

### 2009: Vence o Australian Open pela primeira vez

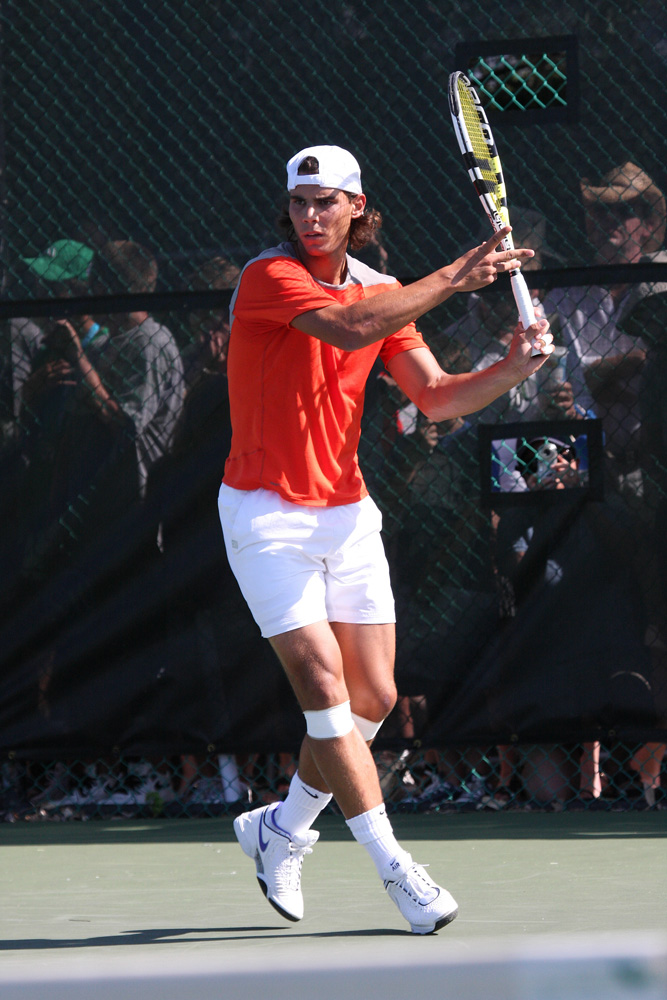
Rafael Nadal durante o Masters Series de Cincinnati de 2008

No início de 2009 confirmou ainda mais a sua versatilidade nos diferentes pisos ao vencer o título na quadra sintética do Australian Open, derrotando o suíço Roger Federer na final e levando a taça da competição para a Espanha pela primeira vez na história.

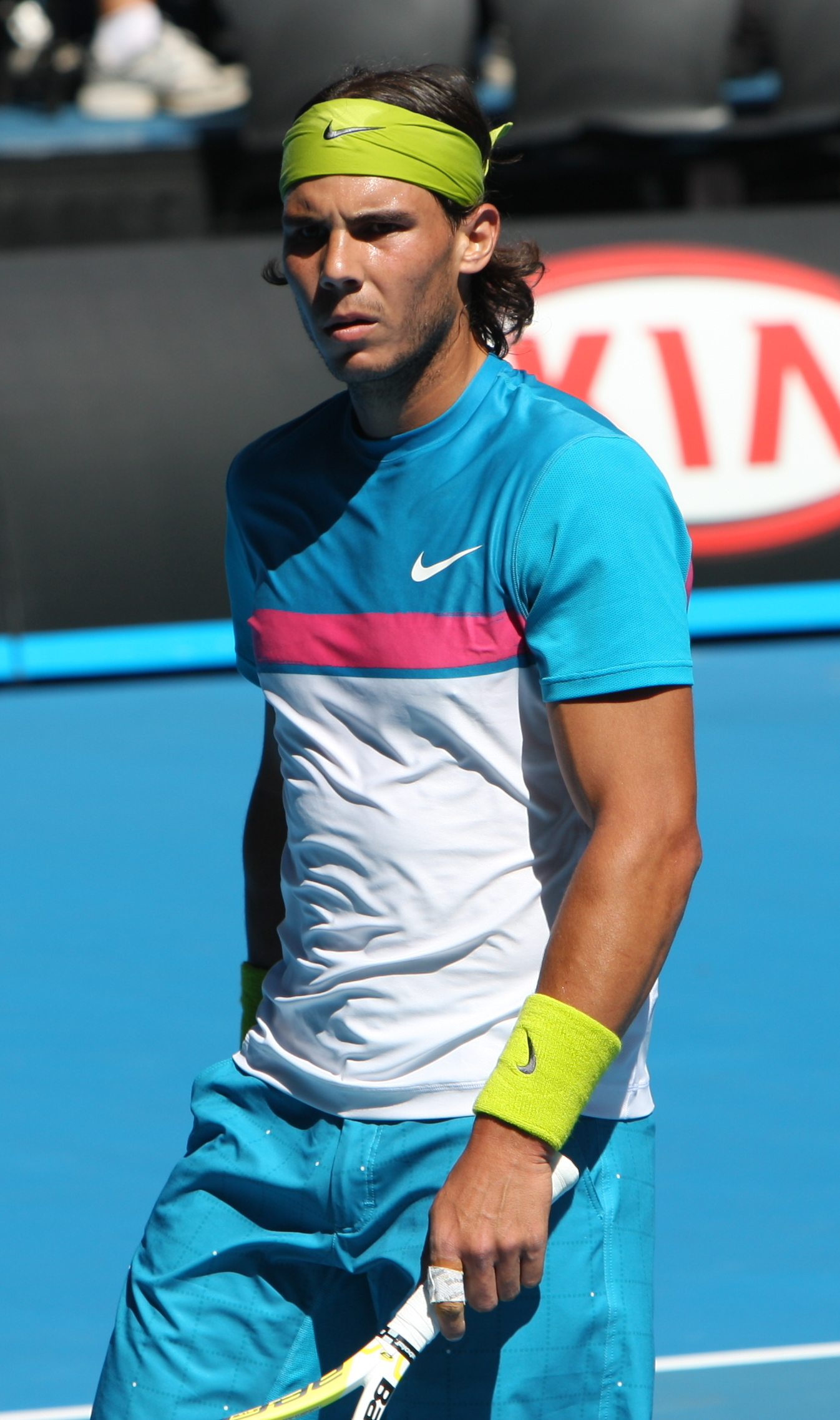
Rafael Nadal durante o Australian Open de 2009

Em abril de 2009, o argentino Juan Martin Del Potro superou o número 1 Rafael Nadal nas quartas de final do Masters 1000 de Miami por 2 sets a 1 e parciais de 6–4, 3–6 e 7–6 (7–3), após três horas de disputa, e conseguiu vencer Nadal pela 1.ª vez ao evitar a quinta derrota seguida para o espanhol.

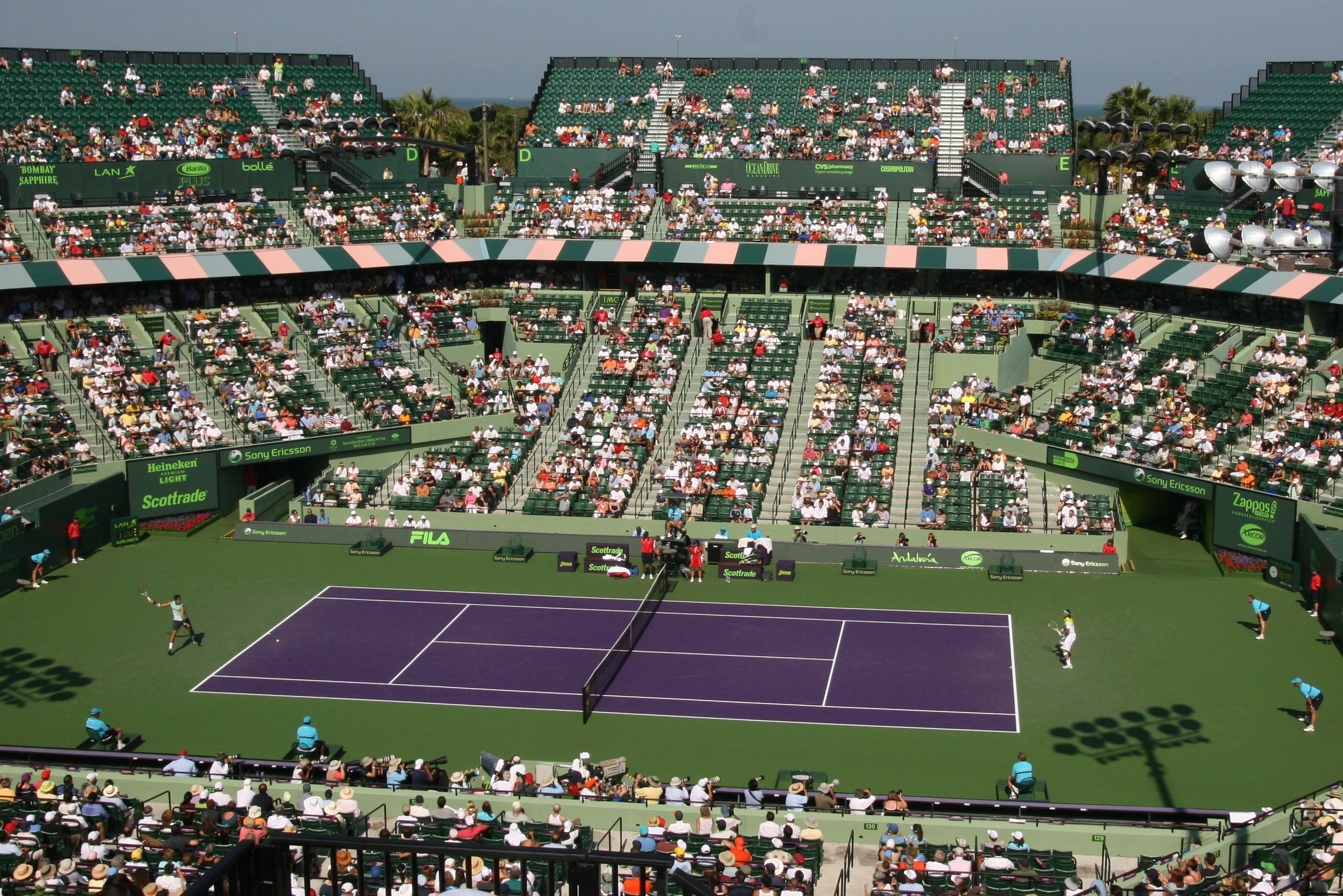
Partida entre Rafael Nadal e Juan Martin Del Potro pelo Masters 1000 de Miami de 2009

Em 31 de maio de 2009 perde sua primeira partida em Roland Garros para Robin Soderling, número 25 do ranking, em parciais de 6–2, 6–7 (2–7), 6–4 e 7–6 (7–2) nas oitavas de final. Primeira derrota do espanhol em uma partida melhor de 5 sets no saibro. Torneio o qual teve como vencedor masculino o suíço Roger Federer.

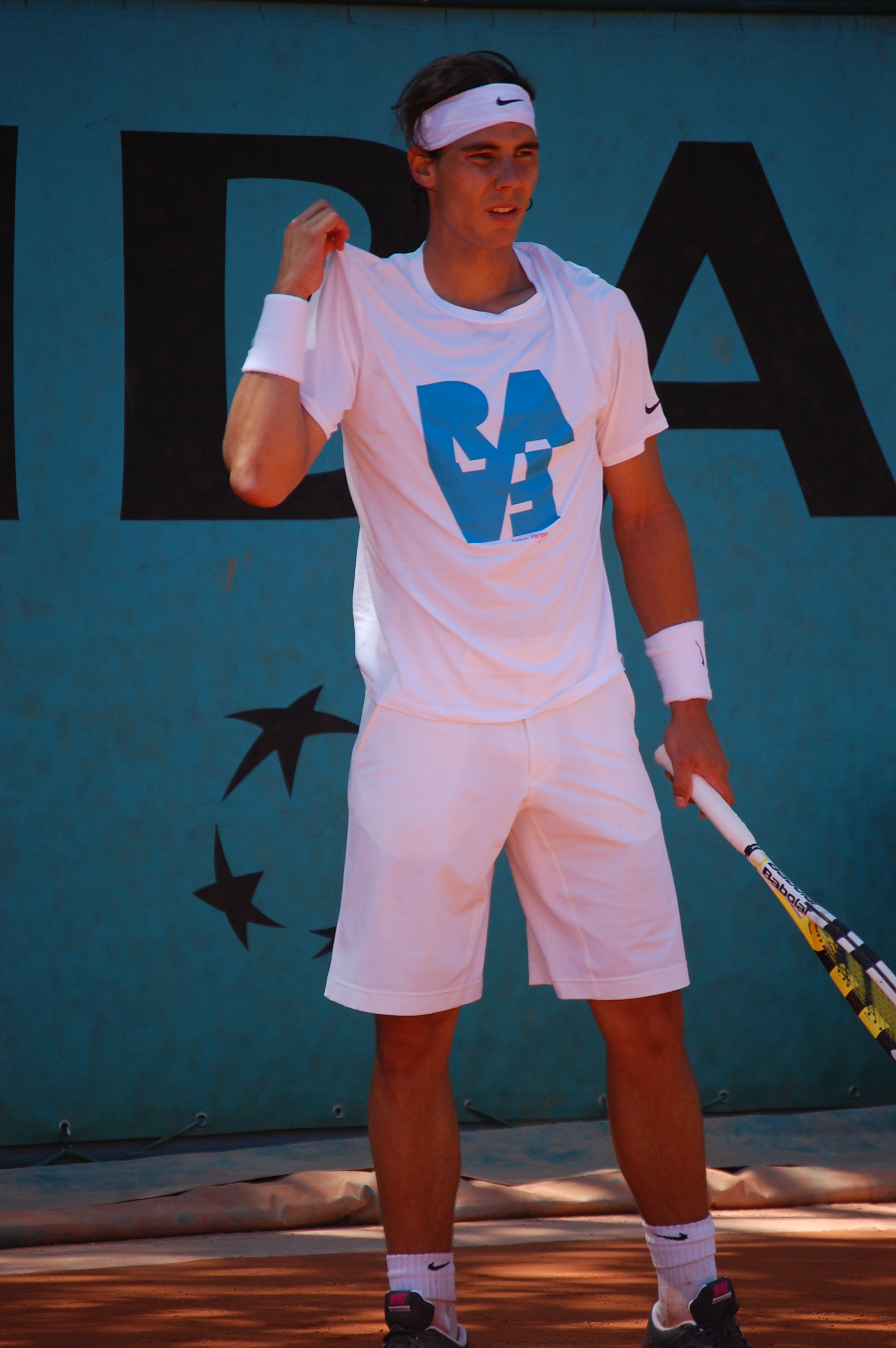
Treinamento de Nadal durante o Torneio de Roland Garros de 2009

Enfrentando problemas de contusão não defende o título conquistado no torneio de Wimbledon em 2008, perdendo para Roger Federer o posto de número 1 do mundo, após 10 meses.
Em 17 de agosto de 2009, caiu para a terceira posição no ranking. No US Open de 2009, alcançou as semifinais pela segunda vez consecutiva, sendo eliminado em três sets pelo futuro vencedor do torneio, o argentino Juan Martín del Potro, mas retomando a segunda posição da classificação mundial, atrás do suíço Roger Federer.

### 2010: 3 Grand Slams em um ano
Chegou às semifinais dos Masters 1000 de Indian Wells e Miami, e venceu de forma contundente o Masters 1000 de Monte Carlo: em 3 dos 5 jogos, perdeu apenas 1 game.
Em maio, igualou o recorde de títulos de Masters de André Agassi, conquistando seu 17.º título e se tornando pentacampeão do ATP Masters 1000 de Roma.
Logo após, o espanhol Rafael Nadal conquistou o Masters 1000 de Madrid e alcançou mais um feito histórico. Pois, ao superar o suíço Roger Federer na final, por 2 sets a 0, com parciais de 6–4 e 7–6(5), ele conquistou seu 18° título de torneios ATP Masters 1000, superando os 17 do norte-americano André Agassi.

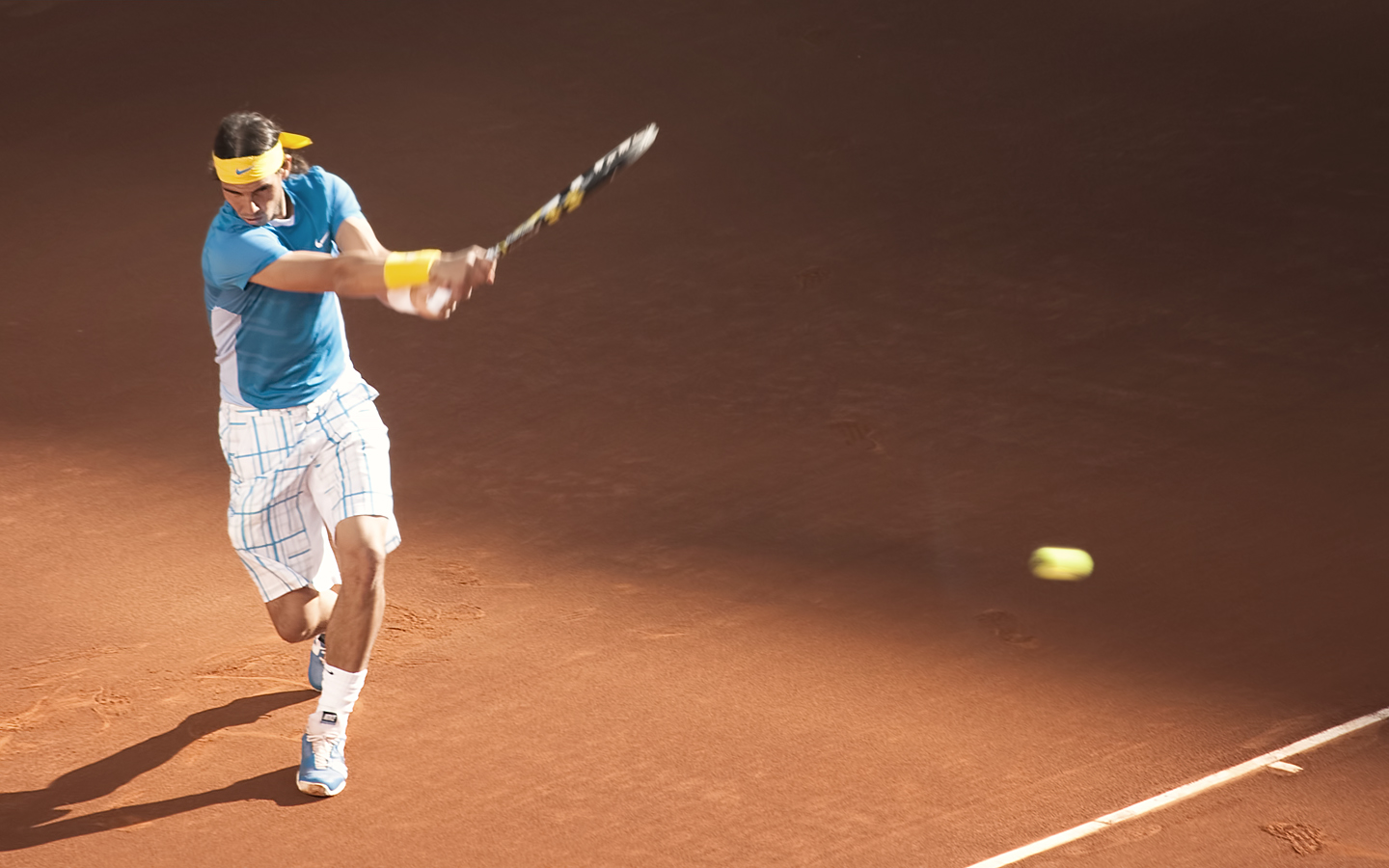
Nadal no Masters 1000 de Madrid de 2010

Além do recorde, Nadal tornou-se o primeiro tenista a vencer os três ATP Masters 1000 no saibro de forma consecutiva e no mesmo ano. E ele chegou a essa marca depois de erguer as taças dos Masters 1000 de Roma e Masters 1000 de Monte Carlo, nas semanas anteriores.
Em junho, Nadal conquistou o pentacampeonato do Open da França e se igualou a Björn Borg como os maiores vencedores deste torneio.
Já em julho, conquistou seu segundo título de Grand Slam do Torneio de Wimbledon. Na grande final bateu o tcheco Tomas Berdych.

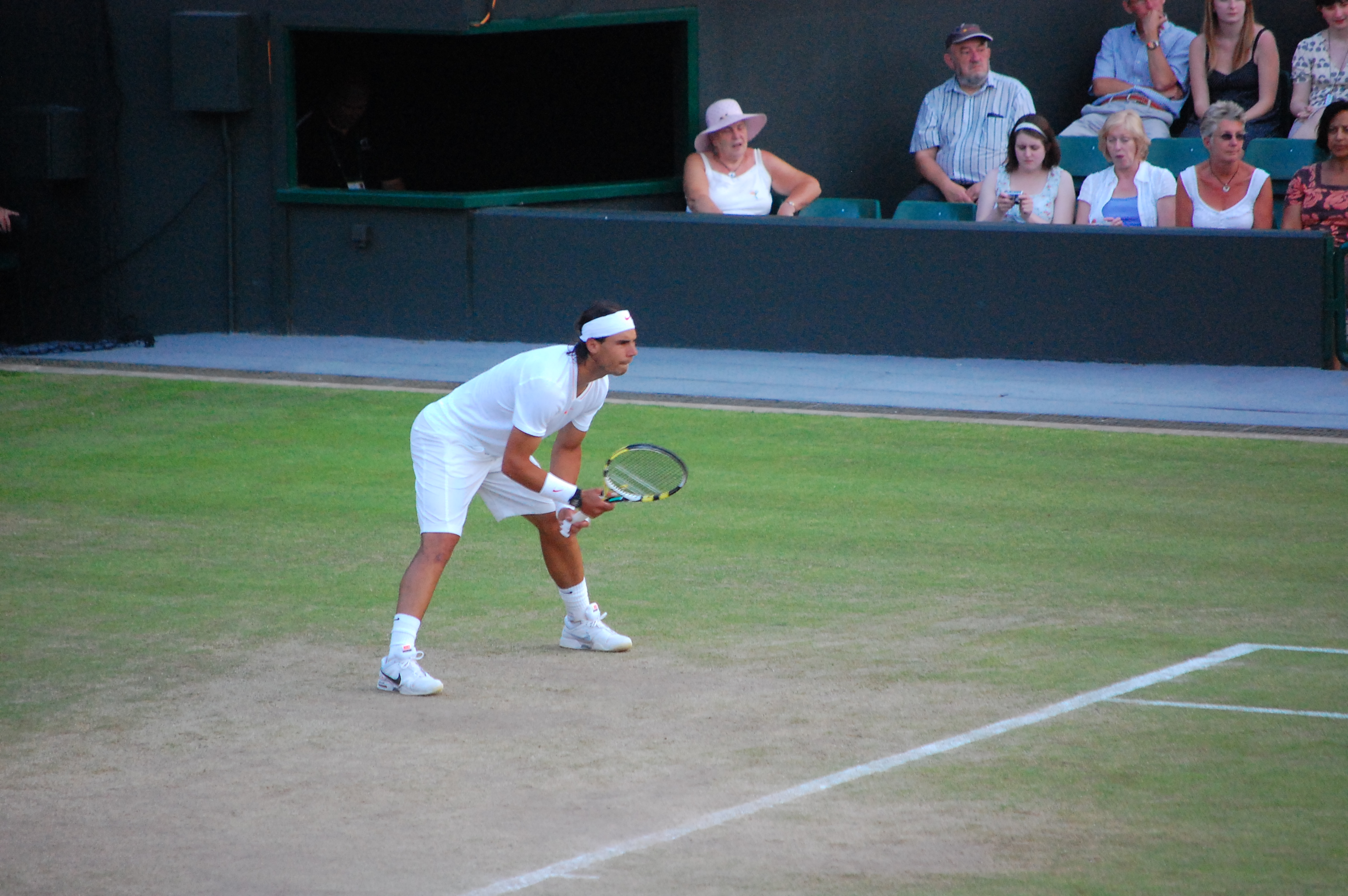
Rafael Nadal durante o Torneio de Wimbledon de 2010

Em agosto de 2010, Rafael Nadal era o líder do ranking mundiale Novak Đjoković o segundo. E eles uniram forças para disputar a chave de duplas do Masters 1000 de Toronto e foram chamados de Dream Team do tênis. Afinal, desde 1976, quando Jimmy Connors e Arthur Ashe atuaram juntos, os números 1 e 2 do ranking não formavam uma parceria. Mas logo na estreia, o espanhol e o sérvio acabaram eliminados do torneio pelos canadenses Vasek Pospisil e Milos Raonic.
Em 13 de setembro de 2010, na quadra central Arthur Ashe em Nova York, Rafael Nadal derrota o sérvio Novak Đjoković por 3 sets a 1 (parciais de 6–4, 5–7, 6–4 e 6–2, em jogo interrompido pela chuva; no somatório dos tempos: 3h43min). Conquista assim, pela primeira vez, o Aberto dos Estados Unidos.

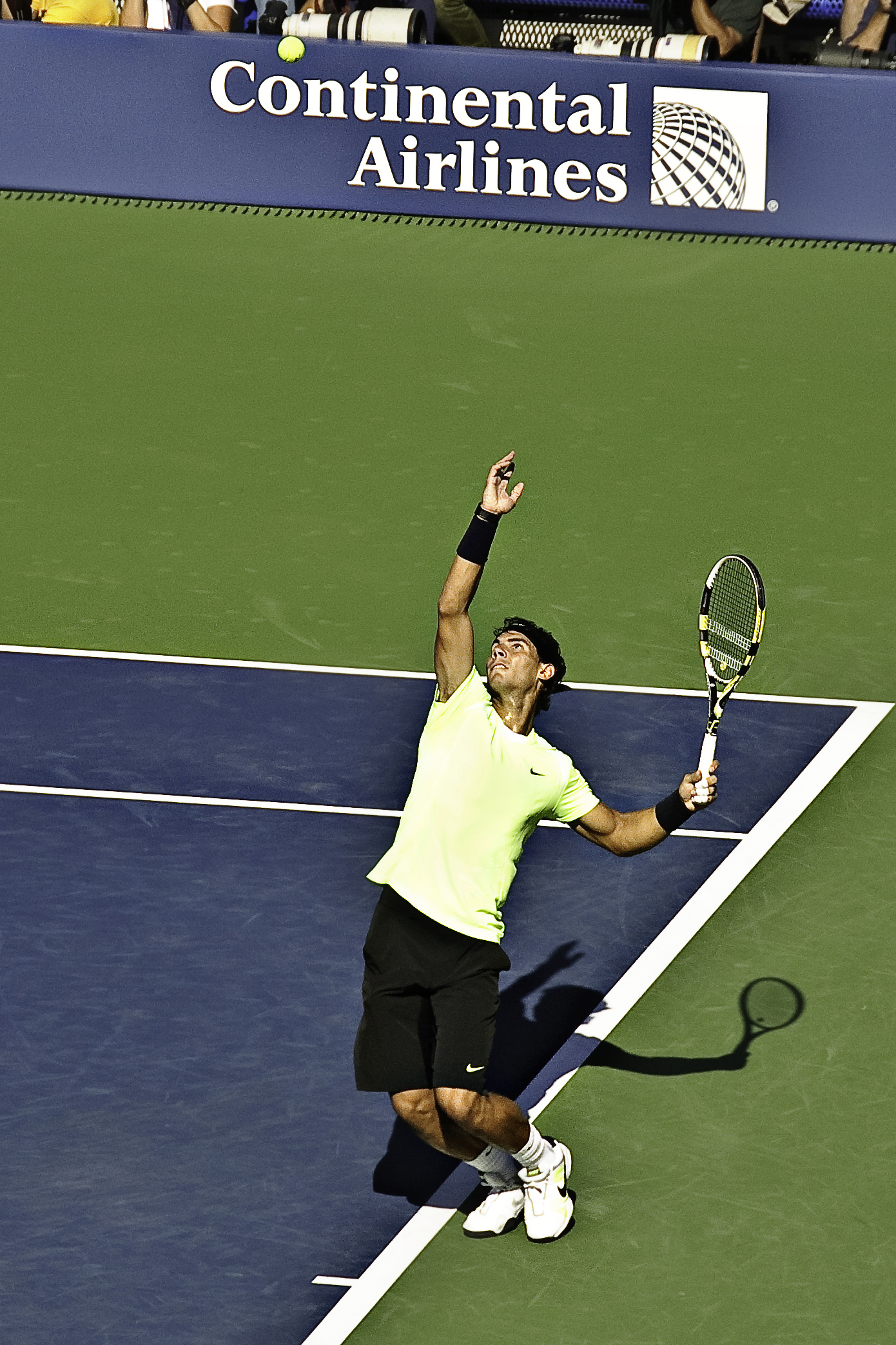
Nadal no Aberto dos Estados Unidos de 2010

Após a vitória no torneio do Japan Open em cima do número 15 do ranking Gael Monfils por 6–1 e 7–5, sem ceder break points durante o confronto, Nadal atingiu o 43° título na carreira.

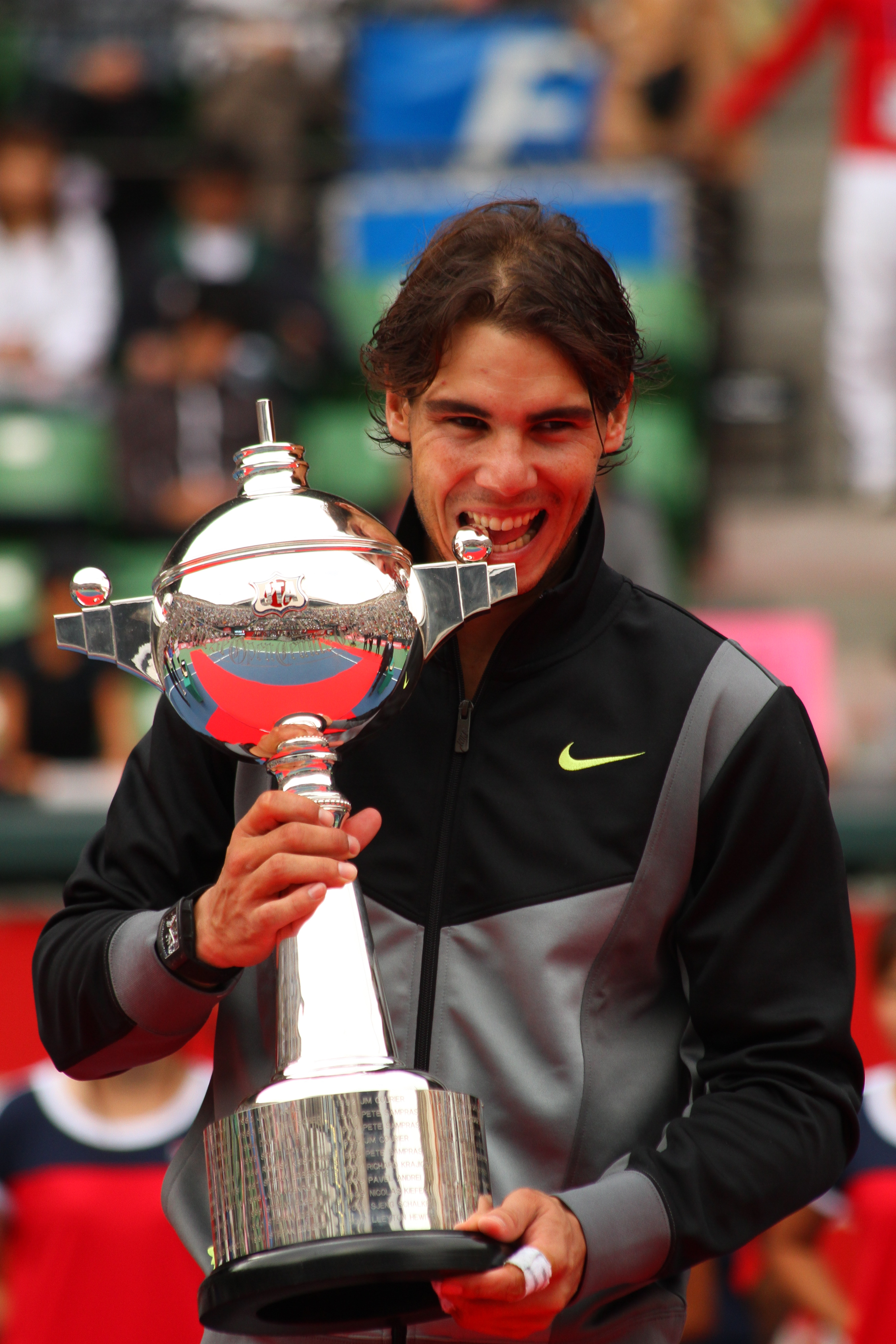
Nadal com o troféu do Japan Open de 2010

No Shanghai Masters, Nadal perdeu na terceira rodada pelas parciais de 6–1, 3–6 e 6–3, para Jurgen Melzer, este que nunca havia ganho um set nos três confrontos anteriores.
No ATP Tour World Finals de 2010, realizado em Londres, Nadal classificou em primeiro no grupo B após ganhar de Andy Roddick em três sets, Novak Đoković e Tomas Berdych em dois sets diretos. Na semifinal contra Andy Murray, Nadal precisou de mais de 3 horas para vencê-lo numa partida emocionante por 7–6(5), 3–6 e 7–(6), que teve um rali de 36 bolas, vencido enfim por Murray. Ao encontrar Federer na final e apesar de derrotado em três sets 6–3, 3–6 e 6–1, Nadal terminou o ano de 2010 na liderança do ranking mundial.

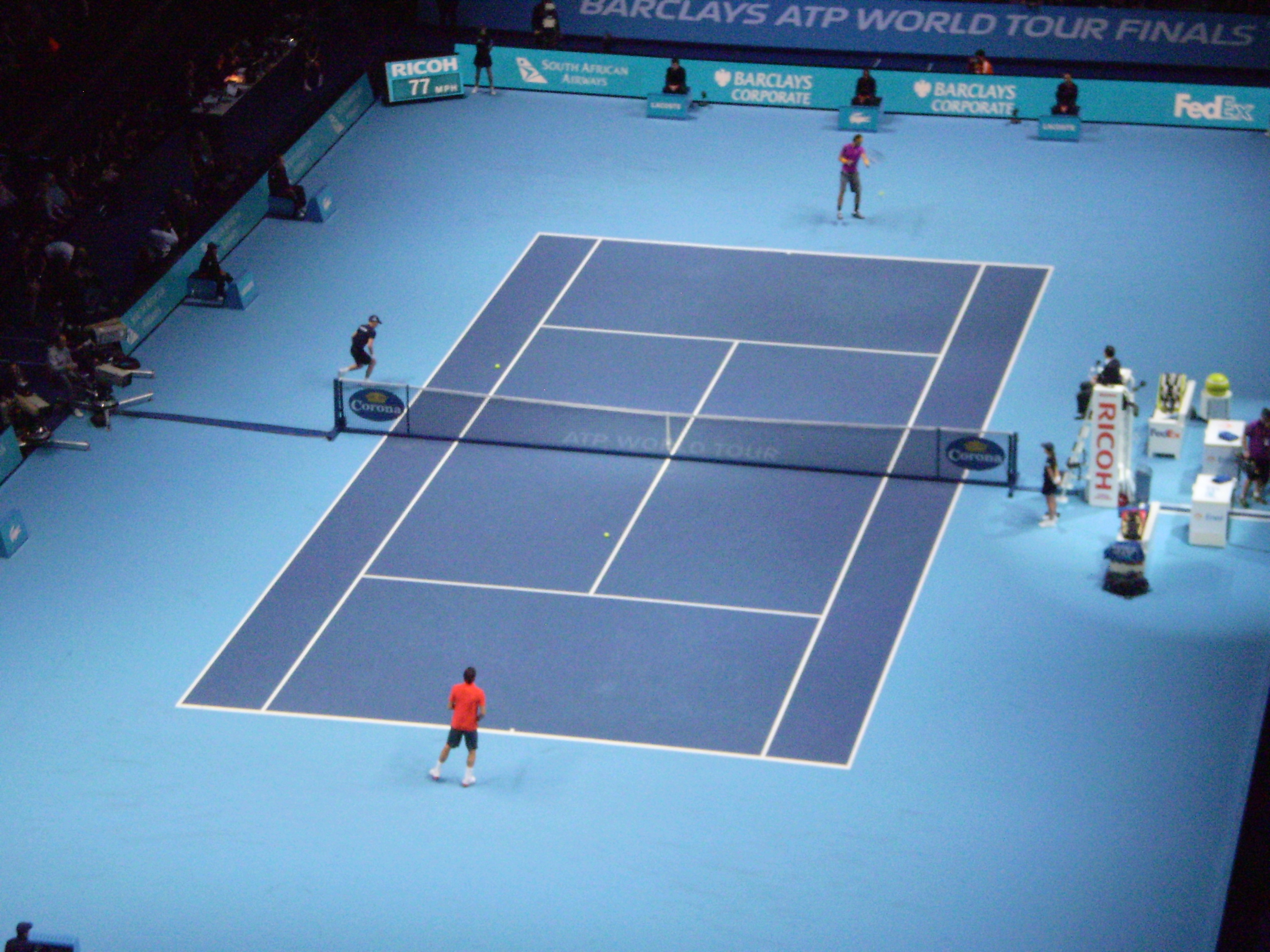
partida entre Rafael Nadal e Roger Federer pelo ATP Tour World Finals de 2010

### 2011: Sexto título em Roland Garros, problemas com Djokovic
O início de 2011 não foi animador. Nadal perdeu na semifinal do torneio de Doha para Nikolay Davydenko e nas quartas-de-final do Australian Open para David Ferrer.

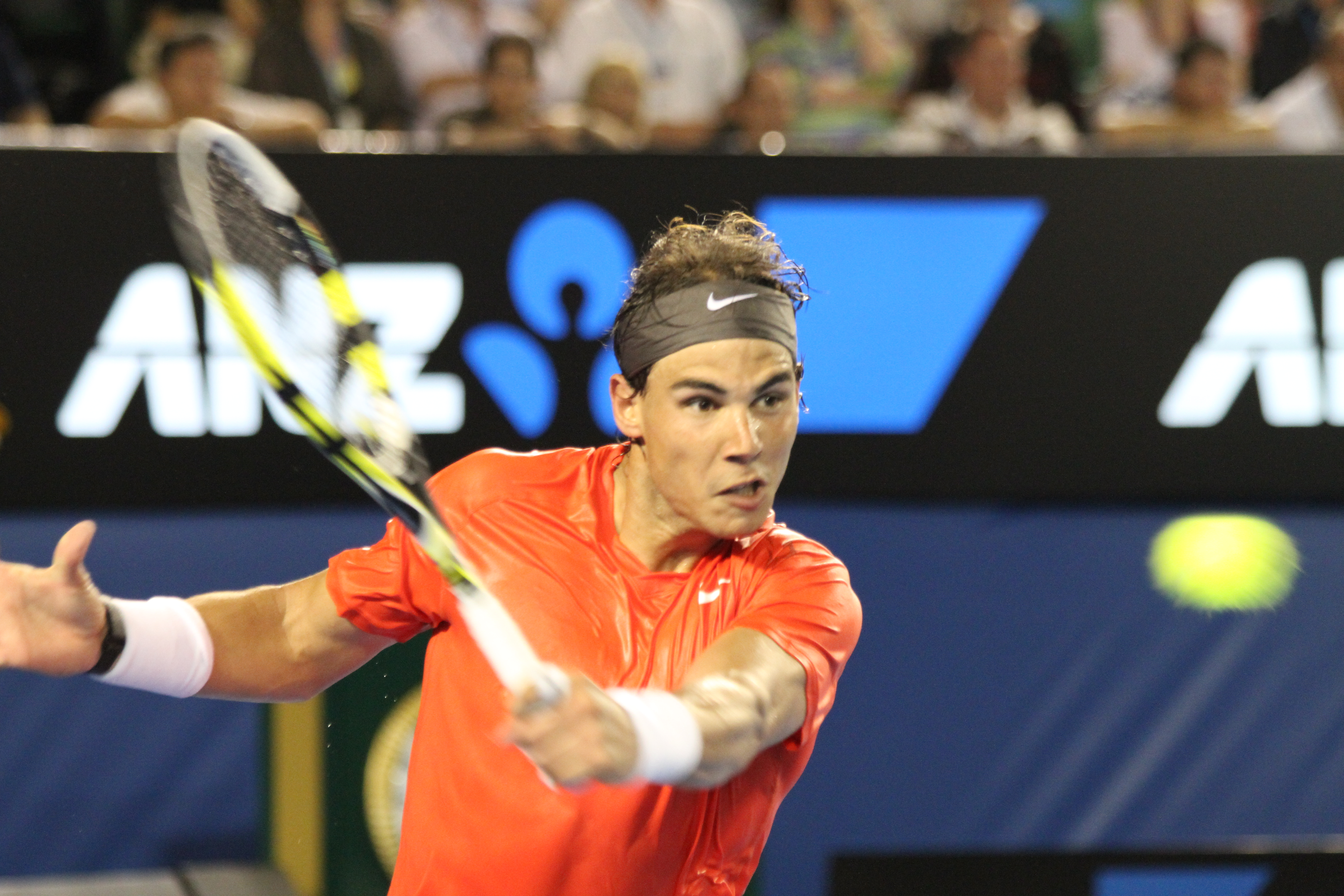
Rafael Nadal durante o Australian Open de 2011

Em seguida, por duas vezes, cai nas finais de Master Series de Indian Wells e Miami para Novak Djokovic.
Em abril, no início da temporada de saibro, Nadal conquista o seu sétimo título consecutivo em Monte Carlo (2005–2011) e o sexto título não consecutivo em Barcelona (2005–2009 e 2011), ao vencer David Ferrer por dois sets diretos em ambas as finais.
Nos Masters 1000 de Madrid e Roma, Nadal perde novamente as duas finais para Djokovic e não consegue quebrar a invencibilidade de 37 jogos do rival neste ano.
Em Roland Garros, Nadal consegue seu hexacampeonato, igualando ao Borg, em cima do seu eterno rival, Roger Federer, em 7–5,7–6(3),5–7 e 6–1 e com a derrota de Novak Djokovic para Roger Federer na semifinal, consegue manter-se como número 1 do mundo.

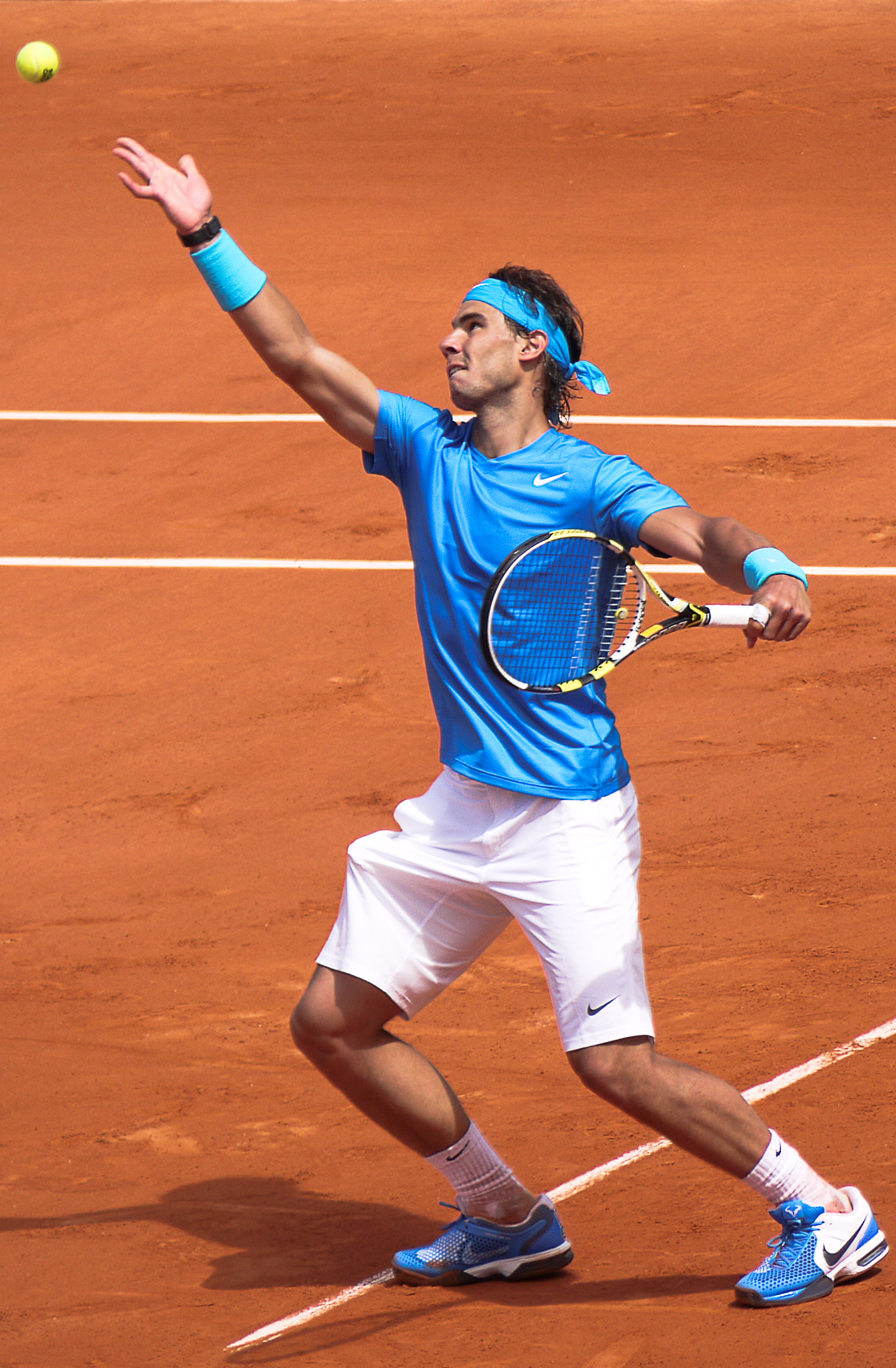
Rafael Nadal durante o Torneio de Roland Garros de 2011

No dia 1 de julho de 2011, após 57 semanas consecutivas no topo do ranking da ATP, Rafael Nadal deixa de ser o número 1 do mundo perdendo este posto e o título de Wimbledon para o sérvio Novak Djokovic por 6–4, 6–1, 1–6 e 6–3.

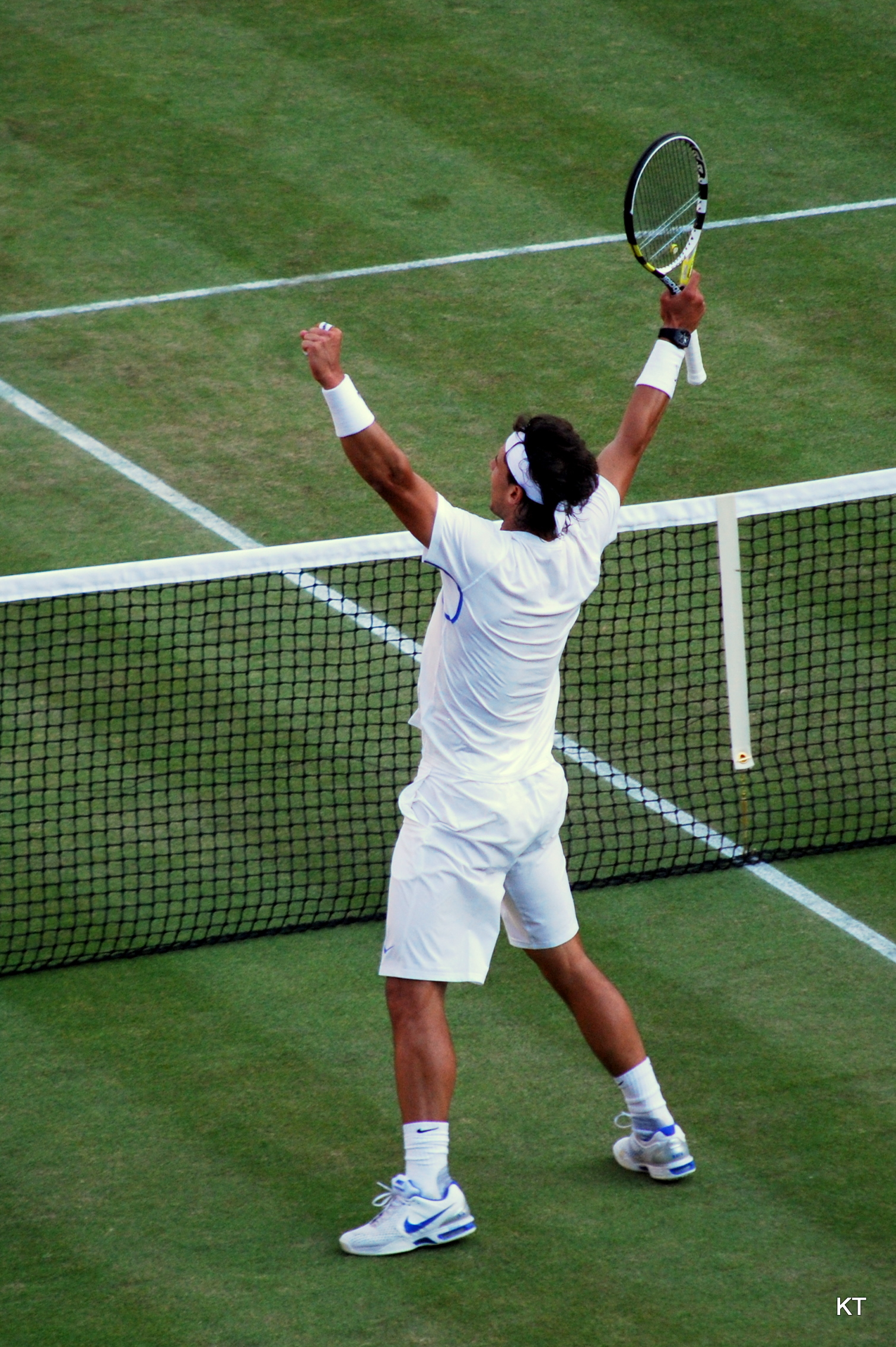
Nadal durante o Torneio de Wimbledon de 2011

Em setembro de 2011, o espanhol Rafael Nadal perdeu para o sérvio Novak Djokovic na final do US Open, nos Estados Unidos, por 3 sets a 1, parciais de 6–2, 6–4, 6–7 (4–7) e 6–1, em 4h09min de jogo.

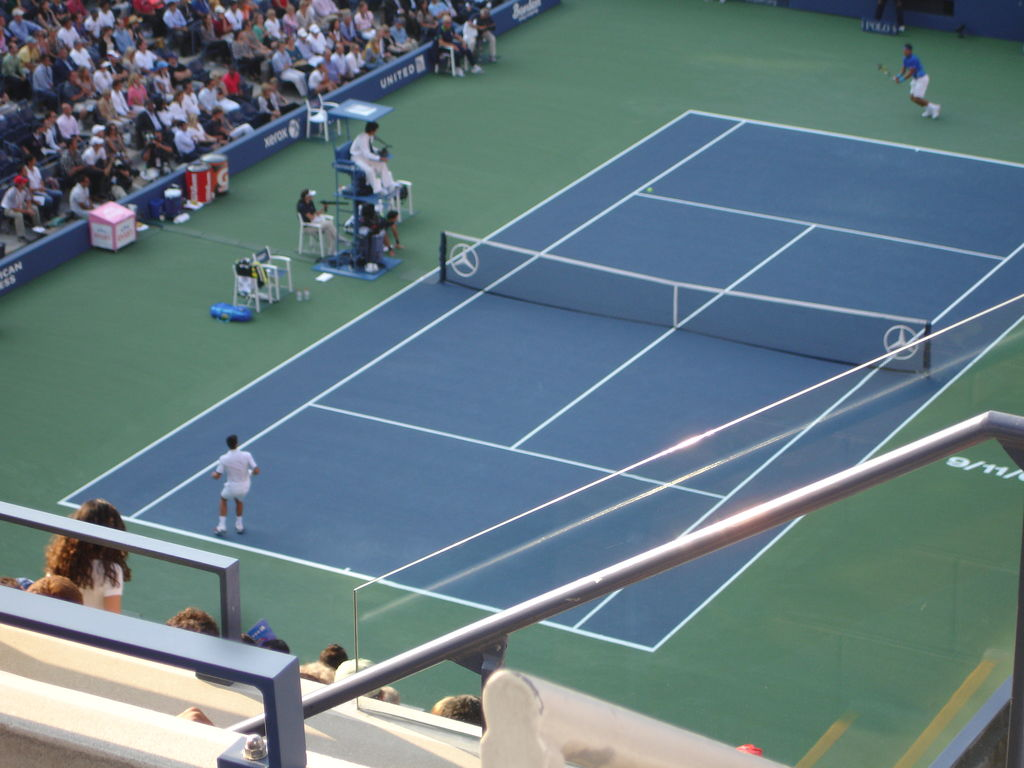
partida entre Rafael Nadal e Novak Djokovic pelo US Open de 2011

Em 9 de outubro de 2011, Rafael Nadal, então número dois do mundo e defensor do título em Tóquio, começou muito forte a decisão do torneio japonês e envolveu seu rival no primeiro set, mas o escocês Andy Murray, então número quatro do mundo e segundo cabeça-de-chave, deu um show de tênis e de virada venceu o ATP 500 de Tóquio depois de mais de duas horas de partida ao bater o espanhol em 2 sets a 1, parciais de 3–6, 6–2 e 6–0.

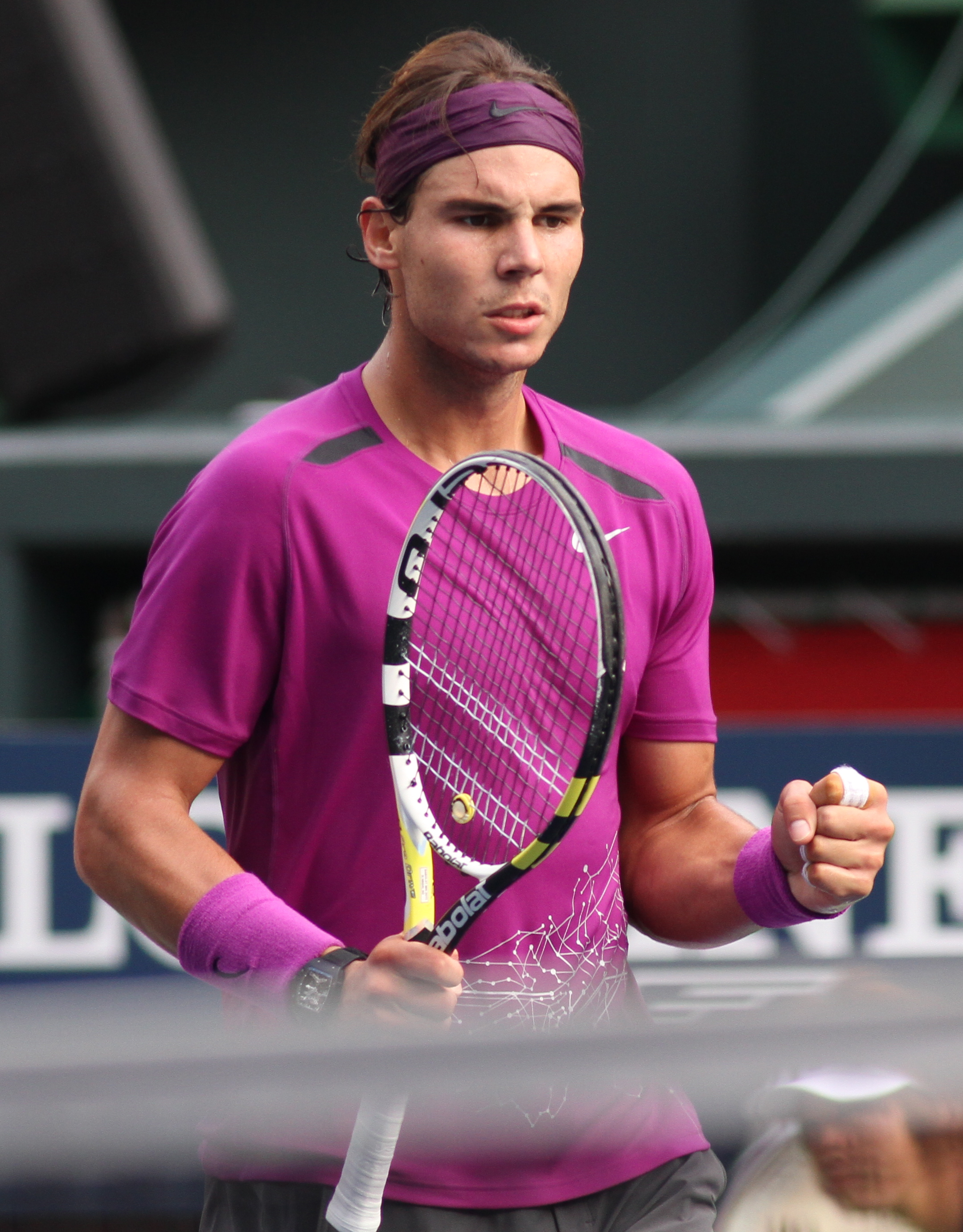
Rafael Nadal durante o ATP 500 de Tóquio de 2011

Em 4 de dezembro, após aproximadamente 4 horas de jogo contra o argentino Juan Martin Del Potro, Nadal foi campeão da Copa Davis pela Espanha, com o placar exaustivo de 3x1, 7 a 0 no tiebreak.
Nadal encerrou o ano de 2011 como o número 2 do mundo.

### 2012: Vence Roland Garros, mas acaba por terminar a temporada mais cedo por lesão
Nadal começou a temporada de 2012 disputando o torneio de Doha. Nas duas primeiras rodadas, derrotou os alemães Philipp Kohlschreiber e Denis Gremelmayr. Na rodada seguinte, derrotou o cabeça de chave número sete Mikhail Jużnego em dois sets. No entanto, na semifinal enfrentou o francês Gael Monfis, perdendo os dois sets por um duplo 6–4.

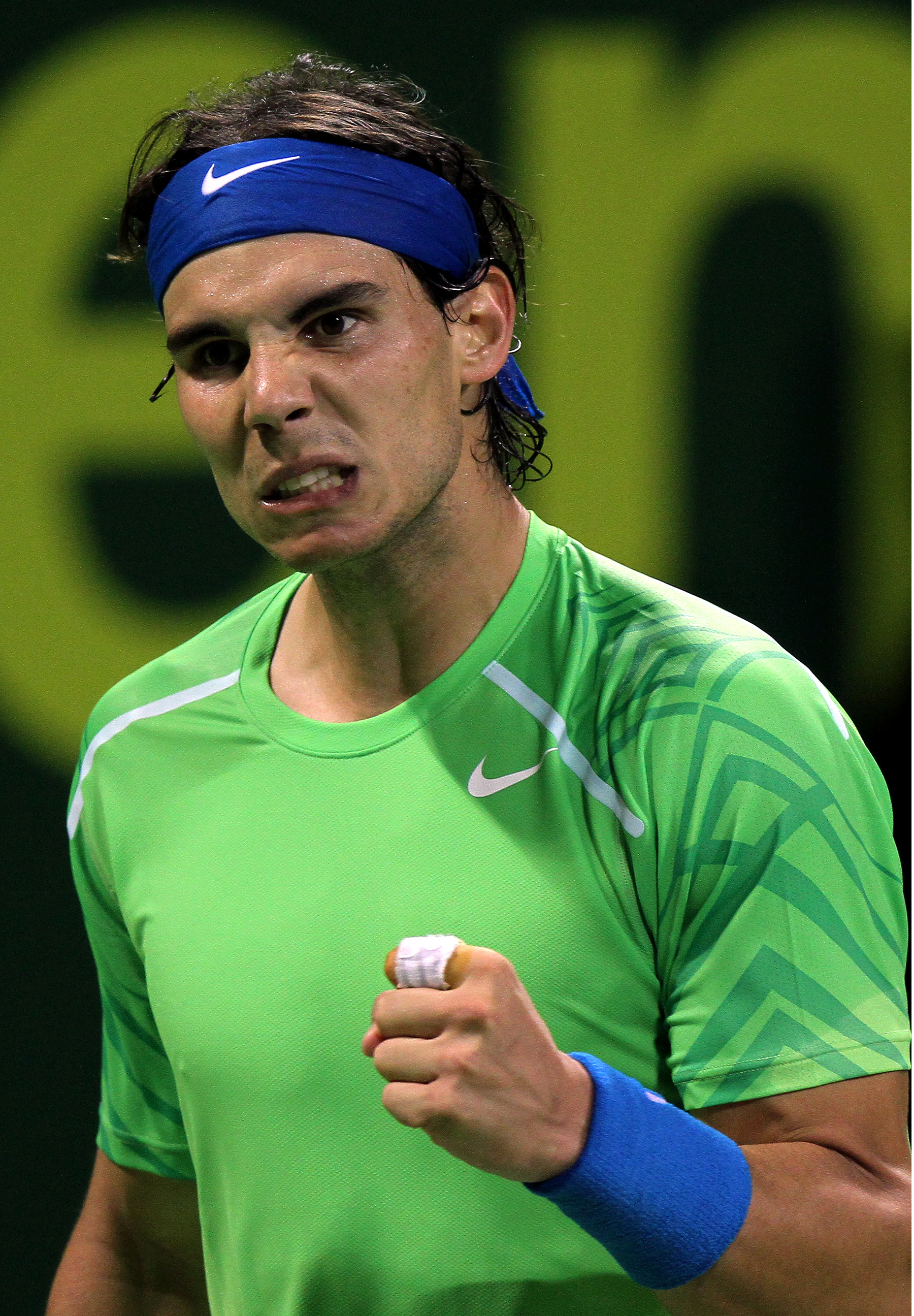
Rafael Nadal durante o torneio de Doha, no Catar, em 2012

No Australian Open, Nadal chegou nas quartas de final sem perder um set, enfrentando Tomas Berdych. A partida terminou com a vitória de Nadal por 3 sets a 1, 6–7(5), 7–6(6), 6–4, 6–3. Durante o primeiro set, no momento crucial, o juiz negou a Nadal o pedido de desafio. Ele explicou que os regulamentos exigem notificação imediata no caso de desafio, e que Nadal demorou demais para pedir. Na semifinal, Nadal enfrentou Roger Federer. Nadal venceu por 6–7(5), 6–2, 7–6(5), 6–4. Na final, Nadal enfrentou o campeão do ano anterior, Novak Djokovic. A partida no Melbourne Park durou cinco horas e 53 minutos e foi a mais longa final de Grand Slam da história. O sérvio derrotou Nadal por 5–7, 6–4, 6–2, 6–7(5), 7–5.
Depois de mais de um mês de descanso (o espanhol se retirou do torneio em Dubai) Nadal voltou as quadras em Indian Wells, onde foi até a semifinal, sendo derrotado por Roger Federer 3–6, 4–6.
Uma semana depois, o espanhol Rafael Nadal que se encontrava com uma tendinite no joelho, perdeu para o escocês Andy Murray pelo Masters 1000 de Miami, nos Estados Unidos.
No saibro, Nadal ganhou pela oitava vez consecutiva o torneio de Monte Carlo e se tornou o primeiro tenista da era aberta a vencer um torneio por oito vezes consecutivas. Na final, Nadal quebrou a sequência de sete derrotas consecutivas para o sérvio Novak Djokovic derrotando-o por 6–3, 6–1.

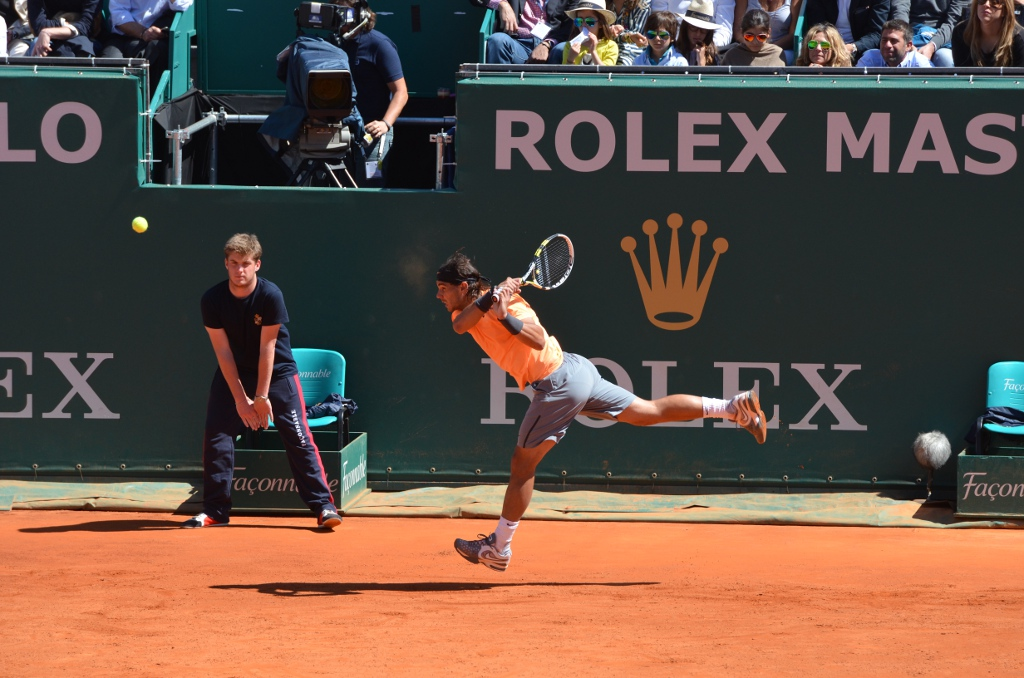
Rafael Nadal durante a final do torneio de Monte Carlo de 2012

Em Barcelona manteve o título, triunfando pela sétima vez em sua carreira, e tornando-se o primeiro jogador a ter vencido pelo menos sete vezes dois torneios diferentes.
Em junho, participou do aberto da França, vencendo pela sétima vez em sua carreira. Nadal chegou à final sem perder um set, derrotando Novak Djokovic por 6–4, 6–3, 2–6, 7–5.

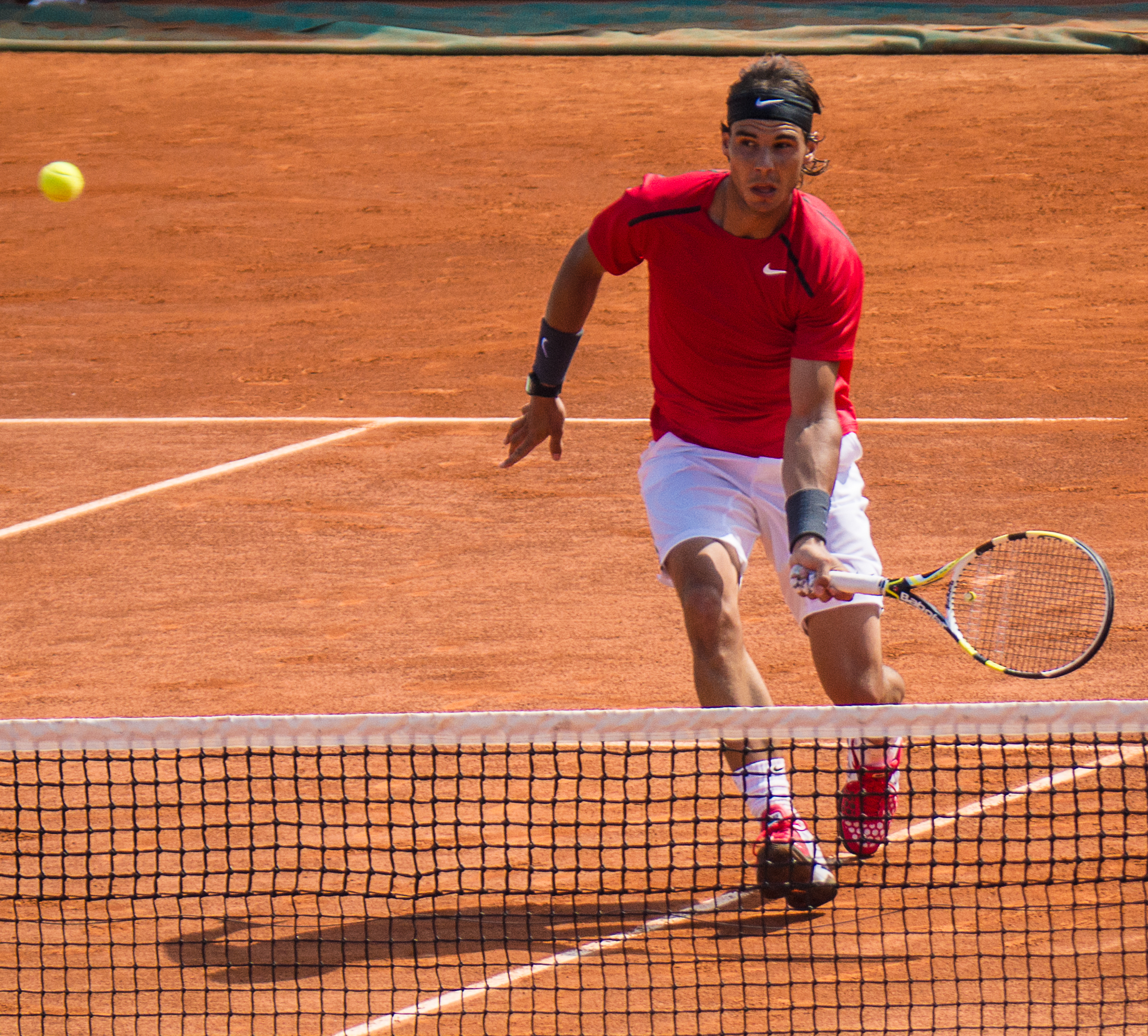
Rafael Nadal durante o Aberto da França de 2012

Depois, participou do torneio de Halle, na Alemanha. E o tenista espanhol foi eliminado nas quartas de final, ao perder para o alemão Philipp Kohlschreiber pelas parciais de 3–6 e 4–6.
Pelo Grand Slam do Torneio de Wimbledon, Nadal chegou a segunda rodada da competição. Mas após cinco sets disputados, ele foi eliminado pelo tcheco Lukas Rosol.
Devido a uma lesão no joelho, se retirou dos Jogos Olímpicos. Pouco depois, anunciou sua ausência nos torneios Masters Series de Toronto e Cincinnati, e para o Aberto dos EUA. Nadal não jogou mais nenhuma partida em 2012.

### 2013: Reencontra as vitórias, vence dois Grand Slams e termina o ano como número um
No final de Dezembro de 2012, Nadal anunciou sua ausência no ATP 250 de Doha e no Grand Slam do Austrálian Open. Nadal alegou uma doença viral, que o impediu que tivesse uma preparação adequada para os torneios. Devido a sua ausência nos torneios da ATP desde Wimbledon, Nadal caiu para o quinto lugar no ranking, algo que não ocorria desde a temporada de 2005.
Em fevereiro, após ficar afastado do circuito profissional de tênis por aproximadamente sete meses para se recuperar de uma lesão no joelho, o espanhol Rafael Nadal retornou oficialmente às quadras no ATP 250 de Viña del Mar, no Chile. E durante o torneio ele derrotou Federico Delbonis, Daniel Gimeno-Traver e Jeremy Chardy para ser finalista, mas perdeu o título na decisão para o argentino Horacio Zeballos por 7–6(2), 6–7(6), 4–6. Já na competição de duplas, jogou com o argentino Juan Monaco, e também chegou à final, mas perdeu o título para a parceria formada pelos italianos Paolo Lorenzi e Potito Starace por 2–6 e 4–6.
Na semana seguinte, Rafael Nadal disputou o ATP 250 do Brasil Open, no Brasil. E ele acabou conquistando o título do torneio após derrotar João Souza "o Feijão", Carlos Berlocq, Martín Alund e o argentino David Nalbandian na decisão por 6–2 e 6–3. Com esse título, Rafael Nadal que não conquistava um troféu desde junho de 2012, quando conquistou o troféu em Roland Garros, foi bicampeão do torneio brasileiro, já que o espanhol também foi campeão da competição em 2005, quando era disputado na Costa do Sauípe, na Bahia. Todos os jogos do espanhol no torneio brasileiro contaram com a presença de um enorme público que lotou o Ginásio do Ibirapuera.
Depois, entre o final de fevereiro e início de março, o espanhol Rafael Nadal jogou o ATP 500 de Acapulco, no México. E durante a competição ele derrotou Diego Schwartzman, Martín Alund, Leonardo Mayer, e Nicolas Almagro para alcançar a final do torneio mexicano, onde na decisão venceu o compatriota David Ferrer em sets diretos, pelas parciais de 6–0 e 6–2.
Já em março, Rafael Nadal disputou o Masters 1000 de Indian Wells, nos EUA. E ele derrotou o norte-americano Ryan Harrison, na estreia do torneio. Avançando assim para a próxima rodada, onde deveria enfrentar o argentino Leonardo Mayer, mas o adversário abandonou a competição devido a uma lesão nas costas e com isso o espanhol avançou por W.O. Em seguida, Nadal venceu Ernests Gulbis nas oitavas de final, Roger Federer nas quartas de final, Tomáš Berdych na semifinal e o argentino Juan Martin del Potro na final, por 2 sets a 1 e parciais de 4–6, 6–3 e 6–4. Esse foi o 22.º título de ATP Masters 1000 da carreira de Nadal.

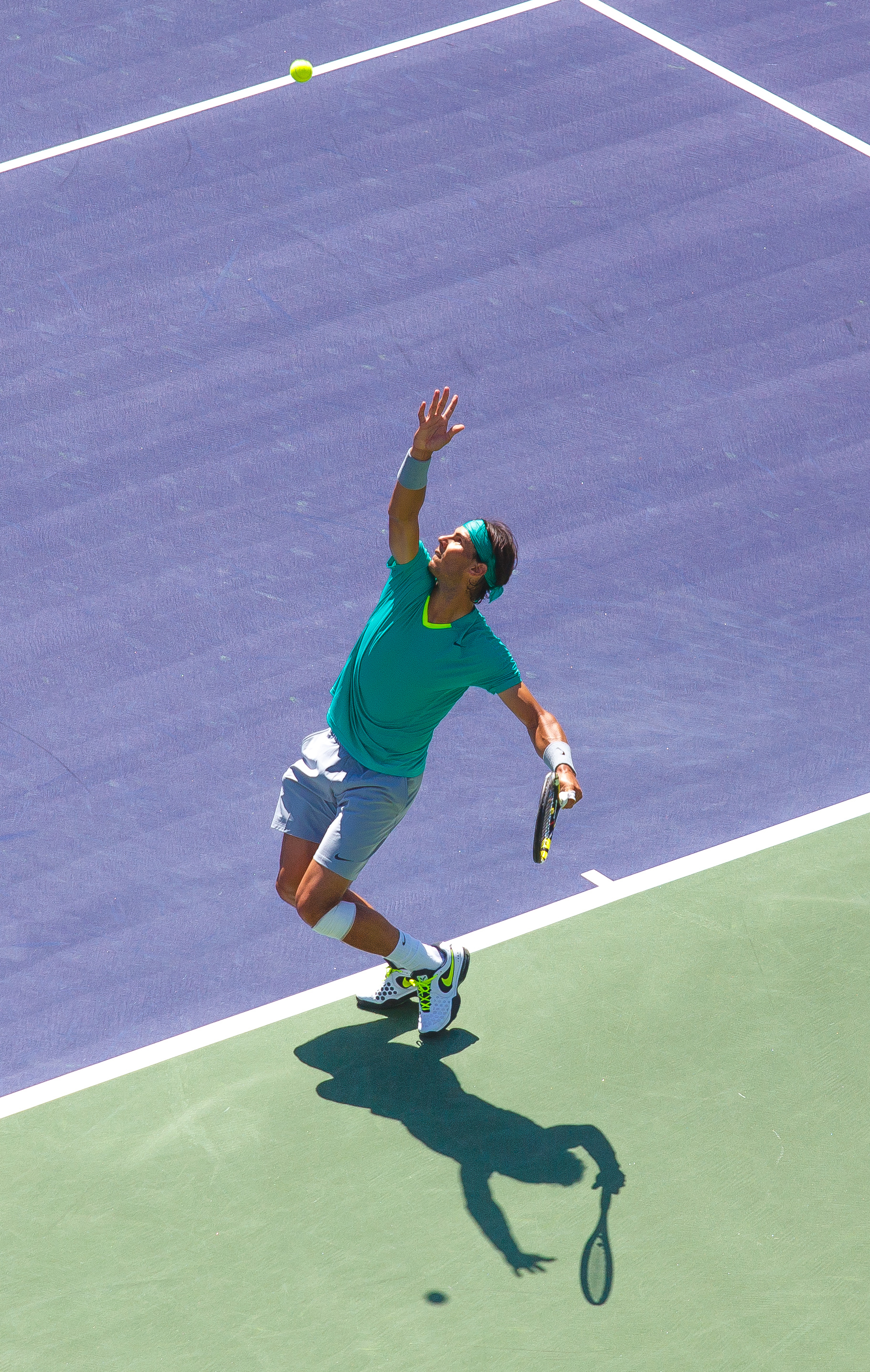
Rafael Nadal durante o Masters 1000 de Indian Wells de 2013

Logo depois, Nadal não participou do Masters 1000 de Miami. Mas, em seguida, começou com tudo a série europeia de torneios no saibro. Octacampeão do Masters 1000 de Monte Carlo, em Mônaco, o espanhol estreou sem muitos problemas na edição de 2013, onde ele derrotou o australiano Marinko Matosevic em sets diretos, por 6–1 e 6–2. Logo depois, em duelo válido pelas oitavas de final, o espanhol derrotou o alemão Philipp Kohlschreiber por 2 sets a 0, com as parciais de 6–2 e 6–4. Em seguida, pelas quartas de final, ele enfrentou o búlgaro Grigor Dimitrov, este que fez uma grande apresentação, venceu um set do espanhol, mas não conseguiu impedir a 45.ª vitória seguida de Nadal no torneio, caindo em três sets, com parciais de 6–2, 2–6 e 6–4. Já nas semifinais, Nadal teve pela frente o francês Jo-Wilfried Tsonga. E o espanhol venceu Tsonga e garantiu vaga na decisão do Masters 1000 de Monte Carlo pela nona vez consecutiva. Mas, na decisão, Rafael Nadal acabou perdendo o título para o sérvio Novak Djokovic por 2 sets a 0 e pelas parciais de 2–6 e 6–7(1).
Em abril, ele ganhou o ATP 500 de Barcelona, na Espanha. E no caminho do título, ele derrotou o argentino Carlos Berlocq na estreia por 2 sets a 0, com parciais de 6–4 e 6–2. Depois, por causa da forte chuva que castigou o saibro da quadra, Rafael Nadal foi obrigado a jogar duas vezes em um mesmo dia. E sem dificuldades, o espanhol venceu as duas partidas. Primeiro, Nadal passou pelo francês Benoit Paire, em jogo adiado das oitavas de final. A vitória foi tranquila, por 2 sets a 0, com parciais de 7–6(2) e 6–2. O segundo duelo, válido pelas quartas de final, foi contra o compatriota Albert Ramos, então 65.º do ranking, que também enfrentava uma jornada dupla. E novamente Nadal venceu facilmente por 2 sets a 0, com parciais de 6–3 e 6–0. Em seguida, depois de ter mais um jogo atrasado por conta das chuvas, Nadal venceu sem dificuldades o canadense Milos Raonic por 2 sets a 0, com parciais de 6–4 e 6–0, e garantiu vaga na final do torneio espanhol. Já na busca pelo título da competição, Rafael Nadal enfrentou o compatriota Nicolás Almagro, então 12.º do ranking mundial. E Nadal venceu Almagro na decisão por 2 sets a 0, com parciais de 6–4 e 6–3. Este foi o oitavo título consecutivo de Nadal no ATP 500 de Barcelona, tornando-se o primeiro tenista masculino a vencer dois torneios diferentes oito ou mais vezes. Foi também seu quarto título da temporada e sua sexta final consecutiva.
Depois do título em Barcelona, ele só retornou às quadras em maio para a disputa do Masters 1000 de Madrid, também na Espanha. E Rafael Nadal começou a campanha vencendo pela segunda vez no ano o francês Benoit Paire, já que o derrotara também no ATP 500 de Barcelona. Depois, assim como em sua estreia, ele não teve dificuldades para avançar. Pois, o espanhol precisou de pouco mais de uma hora para superar o russo Mikhail Youzhny nas oitavas de final, por 2 sets a 0, com parciais de 6–2 e 6–3. Logo depois, ele enfrentou o compatriota David Ferrer nas quartas de final. E após perder primeiro set e vencer o segundo no tie-break, ele conquistou a vaga na próxima fase com um "pneu" no terceiro set. As parciais foram de 4–6, 7–6(3) e 6–0 a favor de Nadal. Em seguida, ele não teve problemas para se classificar à final do torneio. Pois, dominou completamente seu compatriota Pablo Andujar e venceu o duelo por 2 sets a 0, com parciais de 6–0 e 6–4. Já na decisão, Nadal enfrentou o suíço Stanislas Wawrinka. E ele venceu a partida em sets diretos, pelas parciais de 6–2 e 6–4. Esse foi o 23.º título de Masters 1000 da carreira de Nadal e o terceiro título dele no Masters 1000 de Madrid, os outros foram em 2005 e 2010. Foi também sua sétima final consecutiva e seu quinto título da temporada.

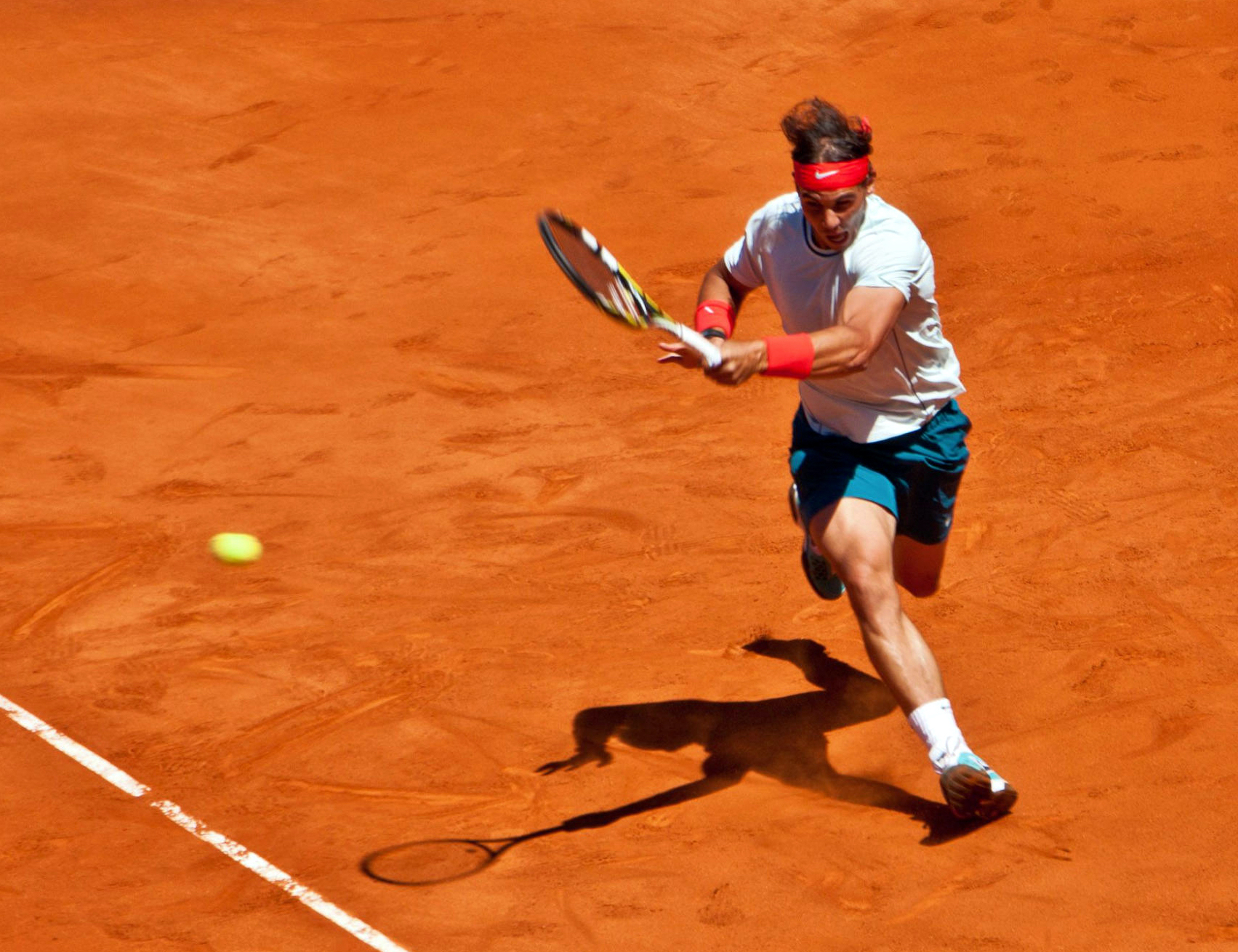
Nadal durante o Masters 1000 de Madrid de 2013

Ainda em maio, ele disputou o Masters 1000 de Roma, na Itália. E Nadal atropelou o italiano Fabio Fognini na estreia da competição por 2 sets a 0, com parciais de 6–1 e 6–3. Em seu próximo jogo, válido pelas oitavas de final, ele venceu o letão Ernests Gulbis, de virada, por 2 sets a 1, com parciais de 1–6, 7–5 e 6–4. Logo depois, em partida válida pelas quartas de final, repetindo o que aconteceu em Madri, na semana anterior, ele levou a melhor em dura partida diante do compatriota David Ferrer e avançou no torneio após uma batalha de 2 horas e 46 minutos, finalizada após três sets, com parciais de 6–4, 4–6 e 6–2 a favor de Nadal. Em seguida, pela semifinal, assim como aconteceu em Indian Wells, Rafael Nadal, então número 5 do mundo, venceu o tcheco Tomas Berdych, então 6° do ranking mundial, pelo placar de 2 sets a 0, com parciais de 6–2 e 6–4. Já na final, no 30.º duelo entre dois grandes nomes do tênis mundial, o espanhol Rafael Nadal levou a melhor sobre o suíço Roger Federer e ganhou o título do Masters 1000 de Roma, ao aplicar as parciais de 6–1 e 6–3. Com a vitória, Nadal conquistou seu sétimo título em Roma e levantou seu sexto troféu na temporada. A conquista do título em Roma também estabeleceu o recorde de 24 Masters 1000.
Em seguida, ele jogou em Paris na França, pelo Grand Slam de Roland Garros. E em busca do oitavo título no Grand Slam francês, Rafael Nadal, então número 4 do mundo, superou o alemão Daniel Brands na primeira rodada, de virada, por 3 sets a 1 e parciais de 4–6, 7–6(4), 6–4 e 6–3. Logo depois, ele venceu o eslovaco Martin Klizan na segunda rodada, também de virada, por 3 sets 1, com parciais de 4–6, 6–3, 6–3 e 6–3 e garantiu vaga na terceira rodada da competição, onde enfrentou o italiano Fabio Fognini. E Nadal confirmou o favoritismo diante do italiano, vencendo a partida por 3 sets a 0 (7–6(5), 6–4 e 6–4) e garantindo vaga nas oitavas de final, onde jogou contra o japonês Kei Nishikori, então 15.º do ranking. E o espanhol eliminou o japonês em três sets por 6–4, 6–1 e 6–3. Depois, ele derrotou o suíço Stanislas Wawrinka nas quartas de final da competição. Onde, o espanhol dominou o suíço desde o início e confirmou a vitória por 3 sets a 0, com parciais de 6–2, 6–3 e 6–1. Na partida seguinte, ele venceu um duelo épico de 5 sets contra o sérvio Novak Djokovic na semifinal. As parciais foram de 6–4, 3–6, 6–1, 6–7 (3–7) e 9–7, em 4 horas e 37 minutos de confronto. Já na final, ele enfrentou o compatriota David Ferrer, e venceu o jogo e o torneio de Roland Garros por 6–3, 6–2 e 6–3, conquistando o oitavo título em nove finais disputadas e se tornando o primeiro tenista a ganhar o mesmo torneio do Grand Slam oito vezes.
Logo depois, Nadal perdeu na primeira rodada do torneio de Grand Slam de Wimbledon para o belga Steve Darcis (N° 135 do mundo), tornando-se a segunda vez consecutiva que ele não conseguiu chegar à terceira rodada em Wimbledon e pela primeira vez Nadal havia perdido na primeira rodada de um Grand Slam. O belga Darcis é o tenista com o o pior ranking a ter vencido um jogo de Nadal em um torneio de Grand Slam.
Em agosto, Nadal disputou o Masters 1000 de Montreal, no Canadá. E ele venceu o canadense Jesse Levine na estreia do torneio, por 2 sets a 0 e parciais de 6–2 e 6–0. Logo depois, pelas oitavas de final, ele teve mais trabalho, mas venceu o polonês Jerzy Janowicz por 2 sets a 0, com parciais de 7–6(6) e 6–4. Com o triunfo, Nadal avançou às quartas de final do torneio canadense, onde seu adversário foi o australiano Marinko Matosevic. E ele jogou com bastante regularidade e avançou ao vencer o australiano em sets diretos, por 6–2 e 6–4. Em seguida, o espanhol venceu o sérvio Novak Djokovic na semifinal, em uma partida épica, por 2 sets a 1, com parciais de 6–4, 3–6 e 7–6(2). Já na decisão, Rafael Nadal ganhou o título depois de vencer o canadense Milos Raonic, em dois sets, por duplo 6–2. Este foi o 25.º título de Masters 1000 de Nadal e o terceiro título dele no torneio canadense.
Uma semana depois de conquistar o Masters 1000 de Montreal, o espanhol Rafael Nadal fez uma ótima estreia no Masters 1000 de Cincinnati, nos Estados Unidos. Onde ele, então terceiro colocado do ranking, superou sem dificuldades o alemão Benjamin Becker (então 100.º do mundo), por um duplo 6–2. Na partida seguinte, pelas oitavas de final do torneio, ele mediu forças com o búlgaro Grigor Dimitrov (então 29.º do mundo). E Nadal manteve a sequência de vitórias ao vencer o búlgaro, de virada, por 6–2, 5–7 e 6–2. Logo depois, pelas quartas de final, Nadal teve que jogar muito para vencer de virada o suíço Roger Federer (então 5.º do mundo), por 2 sets a 1 e parciais de 5–7, 6–4 e 6–3. Em seguida, ele teve pela frente o tcheco Tomas Berdych na semifinal. E Nadal manteve seu bom jogo e venceu o tcheco em sets diretos por 7–5 e 7–6(4), e chegou assim pela primeira vez em sua carreira, à final do Masters 1000 de Cincinnati. Onde ele derrotou o norte-americano John Isner na decisão, em dois sets, por 7–6(8) e 7–6(3), e conquistou seu primeiro título no torneio. Após vencer o Masters de Cincinnati, Nadal retornou ao posto de número dois do ranking mundial, atrás apenas do sérvio Novak Djokovic. E com a conquista, ele ganhou seu nono título na temporada em 11 finais disputadas e alcançou o 26.º título de Masters 1000 da carreira.
Após conquistar o o Masters 1000 de Cincinnati, nos Estados Unidos, ele sagrou-se bicampeão do Grand Slam do US Open, após derrotar o então número 1 do mundo Novak Djokovic, por 6–2, 3–6, 6–4 e 6–1, em mais de 3 horas de partida. Esse foi seu 13.º título de Grand Slam de Nadal.
No início de outubro, ele jogou o ATP 500 de Pequim, na China. E Nadal venceu o colombiano Santiago Giraldo na estreia, por 2 sets a 0, parciais de 6–2 e 6–4. Em seguida, pelas oitavas de final, ele venceu o alemão Philipp Kohlschreiber, por 2 sets a 0, com parciais de 6–4 e 7–6(3). Logo depois, pelas quartas de final, ele sofreu para confirmar o seu favoritismo, mas venceu o italiano Fabio Fognini por 2 sets a 1, de virada, com parciais de 2–6, 6–4 e 6–1. Com o triunfo sobre Fognini, Nadal se credenciou para enfrentar o tcheco Tomáš Berdych nas semifinais, onde o espanhol contou com o abandono do tcheco no primeiro set da semifinal do torneio chinês para avançar a mais uma decisão na temporada e assegurar pontuação suficiente para voltar a ser o tenista número 1 do ranking mundial. Já na final, ele perdeu em sets diretos para o sérvio Novak Djokovic por 6–3 e 6–4.
Ainda em outubro, Rafael Nadal disputou o Masters 1000 de Xangai, na China. Onde ele venceu o ucraniano Alexandr Dolgopolov na estreia, em sua primeira partida após reassumir a liderança do ranking mundial da ATP. Na partida seguinte, pelas oitavas de final, ele bateu o argentino Carlos Berlocq, em sets diretos, pelo placar final de 6–1 e 7–6(5). Em seguida, ele derrotou o suíço Stanislas Wawrinka, nas quartas de final da competição, em sets diretos, pelas parciais de 7–6(10) e 6–1. Já na semifinal, ele acabou sendo surpreendido pelo argentino Juan Martín Del Potro e foi eliminado ao perder por dois sets a zero, com parciais de 6–2 e 6–4.
Entre o final de outubro e início de novembro, o espanhol Rafael Nadal jogou o Masters 1000 de Paris, na França. E ele foi bem-sucedido na estreia da competição, ao vencer o compatriota Marcel Granollers por 2 sets a 0, com um duplo 7–5. Em seguida, pelas oitavas de final, ele derrotou o polonês Jerzy Janowicz, em sets diretos, pelas parciais de 7–5 e 6–3. Depois, pelas quartas de final, o espanhol não tomou conhecimento do tenista francês Richard Gasquet e venceu tranquilamente a partida em 2 sets, com parciais de 6–4 e 6–1. Já na semifinal, Nadal é surpreendido e perde para seu "freguês" e compatriota David Ferrer por 2 sets a 0 (parciais de 6–3 e 7–5).
Nadal terminou a temporada com o vice-campeonato no ATP World Tour Finals. Mas mesmo assim garantiu o número 1 do mundo no fim do ano ao vencer o tcheco Tomáš Berdych na fase de grupos.

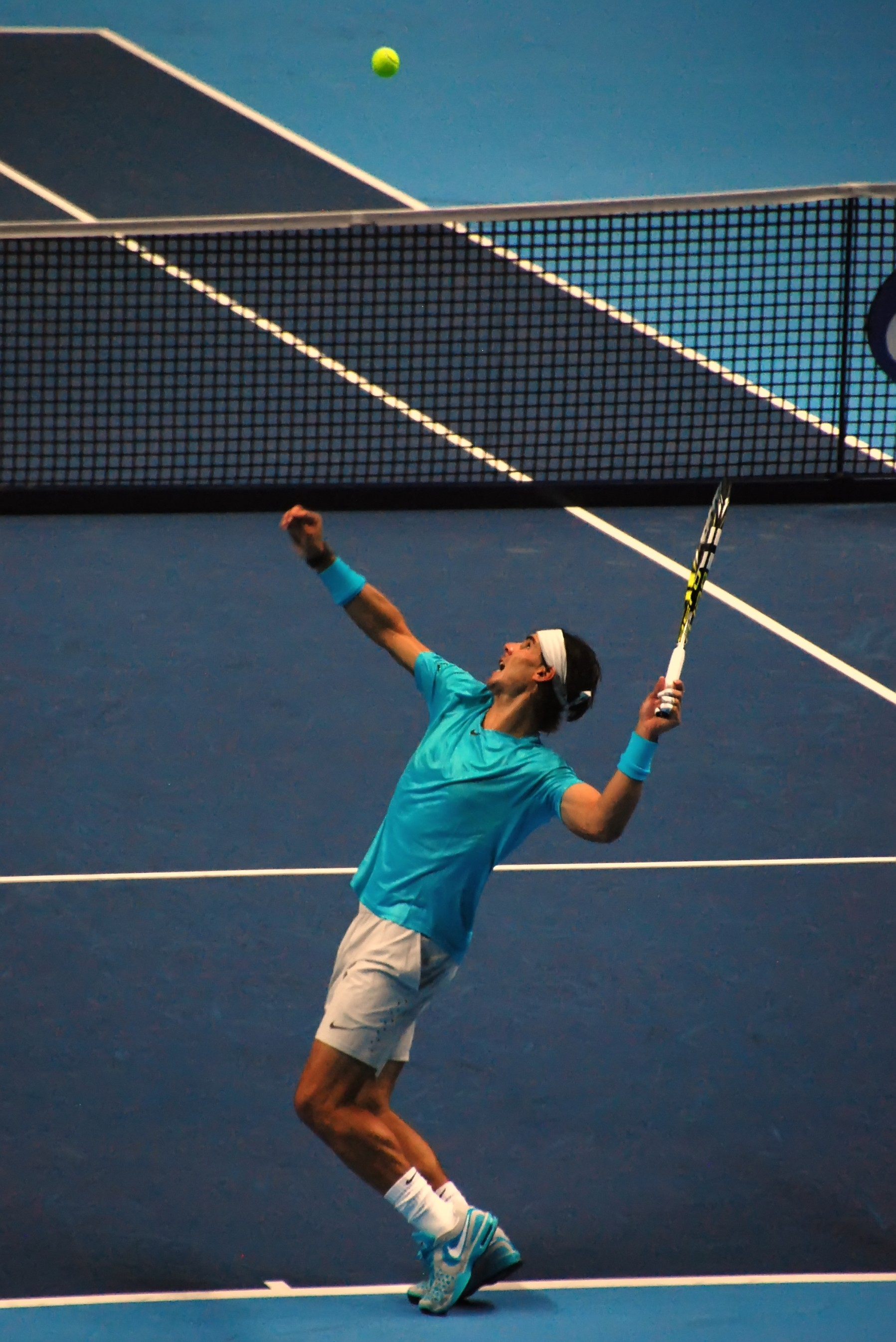
Nadal durante o ATP World Tour Finals de 2013

### 2014: Campeão de Roland Garros pela nona vez
Rafael Nadal começou a temporada de 2014 mostrando porque era o tenista número 1 do mundo naquele momento. E no primeiro torneio oficial do ano, o espanhol derrotou Lukas Rosol, Tobias Kamke, Ernests Gulbis e Peter Gojowczyk para chegar a final do ATP 250 de Doha. Onde na decisão, ele venceu o francês Gaël Monfils por 2 sets a 1, com parciais de 6–1, 6–7(5) e 6–2.
Após conquistar o ATP 250 de Doha, Rafael Nadal, então n° 1 do ranking mundial, estreou no Grand Slam do Austrálian Open vencendo o australiano Bernard Tomic, este que desistiu após perder o primeiro set pela parcial de 6–4. Pela segunda rodada ele enfrentou o jovem tenista australiano Thanasi Kokkinakis, e venceu em sets diretos, com parciais de 6–2, 6–4 e 6–2. Na terceira rodada, Nadal encarou o francês Gaël Monfils e venceu o confronto em três sets a 0, por 6–1, 6–2 e 6–3. Na próxima rodada, válida pelas oitavas de final, o espanhol enfrentou o japonês Kei Nishikori. E o asiático quebrou o seu serviço pela primeira vez no torneio e fez Nadal jogar muito para derrotá-lo por três sets a zero, com parciais 7–6(3), 7–5 e 7–6(3). Já nas quartas de final, Nadal chegou a perder o primeiro set para o búlgaro Grigor Dimitrov, porém reagiu e fechou o jogo em 3 a 1, com parciais de 3–6, 7–6(3), 7–6(7) e 6–2. Em sua próxima partida, válida pela semifinal, ele não teve grandes dificuldades e venceu o suíço Roger Federer por 3 sets a 0, parciais de 7–6(4), 6–3 e 6–3 e se garantiu na decisão do Austrálian Open de 2014. Já na final, Rafael Nadal perdeu o jogo e o título para o suíço Stanislas Wawrinka, então 8° do mundo, por 3 sets a 1 e parciais de 3–6, 2–6, 6–3 e 3–6. O resultado foi inesperado porque Wawrinka era um dos maiores fregueses da carreira de Nadal, onde nos 12 jogos anteriores contra o suíço, o espanhol não havia perdido sequer um set.
Em fevereiro, Rafael Nadal disputou o ATP 500 do Rio Open, no Brasil. E ele acabou conquistando o título do torneio após derrotar Daniel Gimeno-Traver, Albert Montañés, João Sousa, Pablo Andújar e o ucraniano Alexandr Dolgopolov na decisão por 6–3 e 7–6. Essa foi a competição que marcou o retorno de Nadal às quadras após se recuperar de uma lesão nas costas sofrida na campanha que culminou com o vice-campeonato do Austrálian Open de 2014, vencido pelo suíço Stanislas Wawrinka.
Em seguida, Rafael Nadal não foi longe no primeiro torneio Masters 1000 da temporada. Pois, depois de vencer o tcheco Radek Stepanek na estreia, o seu próximo adversário foi o ucraniano Alexandr Dolgopolov, e este deu o troco (vítima do espanhol na decisão do Rio Open no Brasil) e o eliminou do Masters 1000 de Indian Wells. O espanhol que era o atual campeão do torneio venceu o primeiro set, mas levou a virada e foi derrotado em três sets, com parciais de 6–3, 3–6 e 7–6(5). E essa eliminação precoce foi histórica, pois desde a sua estreia no torneio, em 2004, que Nadal não era eliminado antes das semifinais do Masters 1000 de Indian Wells, sendo que o espanhol também nunca tinha perdido para o ucraniano em confrontos anteriores.
No final de março, Rafael Nadal estreou no Masters 1000 de Miami, nos E.U.A. Então líder do ranking mundial e cabeça de chave n° 1 da competição, ele precisou de apenas 69 minutos para vencer o australiano Lleyton Hewitt, três vezes semifinalista do torneio, por 2 sets a 0, parciais de 6–1 e 6–3. Em seguida, ele venceu o uzbeque Denis Istomin com extrema facilidade em dois sets e com direito a "pneu" pelas parciais de 6–1 e 6–0, numa partida de apenas 59 minutos. Depois, ele e o italiano Fabio Fognini se enfrentaram pelas oitavas de final da competição. E Nadal não deu chances para o italiano e venceu o jogo por 2 sets a 0, com duplo 6–2, avançando para as quartas de final da competição, onde venceu uma partida difícil contra o canadense Milos Raonic, então 12.º do mundo, por 4–6, 6–2 e 6–4. Em sua próxima partida, válida pela semifinal, ele bateu o tcheco Tomáš Berdych e se garantiu na decisão do Masters 1000 de Miami. Já na final, o espanhol Rafael Nadal, que buscava a primeira conquista em Miami, foi derrotado e perdeu a partida e o título para o sérvio Novak Djokovic por 2 sets a 0, com duplo 6–3. E com isso, o espanhol perdeu a sua quarta final no Masters de Miami.
Em abril, Nadal começou a temporada de saibro jogando no Masters 1000 de Monte Carlo. E ele venceu o russo Teymuraz Gabashvili na estreia por 2 sets a 0, com parciais de 6–4 e 6–1. Em seu próximo jogo, válido pelas oitavas de final, ele venceu o italiano Andreas Seppi em sets diretos, com parciais de 6–1 e 6–3. Já nas quartas de final, ele enfrentou o compatriota David Ferrer e perdeu em dois sets, pelas parciais de 7–6 e 6–4.
Depois de ser eliminado do Masters de Monte Carlo, o tenista espanhol, então número um do mundo, venceu o compatriota Albert Ramos na estreia do ATP 500 de Barcelon̴a por 2 sets a 0, com parciais de 7–6(2) e 6–4. Depois, Nadal enfrentou e venceu o croata Ivan Dodig nas oitavas de final, por duplo 6–3, e avançou no torneio. Porém, Nadal perde pela primeira vez na carreira para o compatriota Nicolas Almagro por 2–6, 7–6 (5) e 6–4, e é eliminado nas quartas de final do ATP 500 de Barcelon̴a.
Em maio, Rafael Nadal, então número 1 do mundo, venceu Juan Mónaco, Jarkko Nieminen, Tomas Berdych, Roberto Bautista Agut e se garantiu na final do Master 1000 de Madrid. Onde na decisão contra o japonês Kei Nishikori, ele esteve irreconhecível no primeiro set e perdeu por 6 a 2. No segundo, porém, Nadal recuperou-se e venceu por 6–4. Já no terceiro, quando era derrotado pelo japonês por 3 games a 0, Nishikori abandonou a partida devido a uma lesão nas costas. Este foi o quarto título do Master 1000 de Madrid e o 27.º título de Masters 1000 da carreira de Nadal.

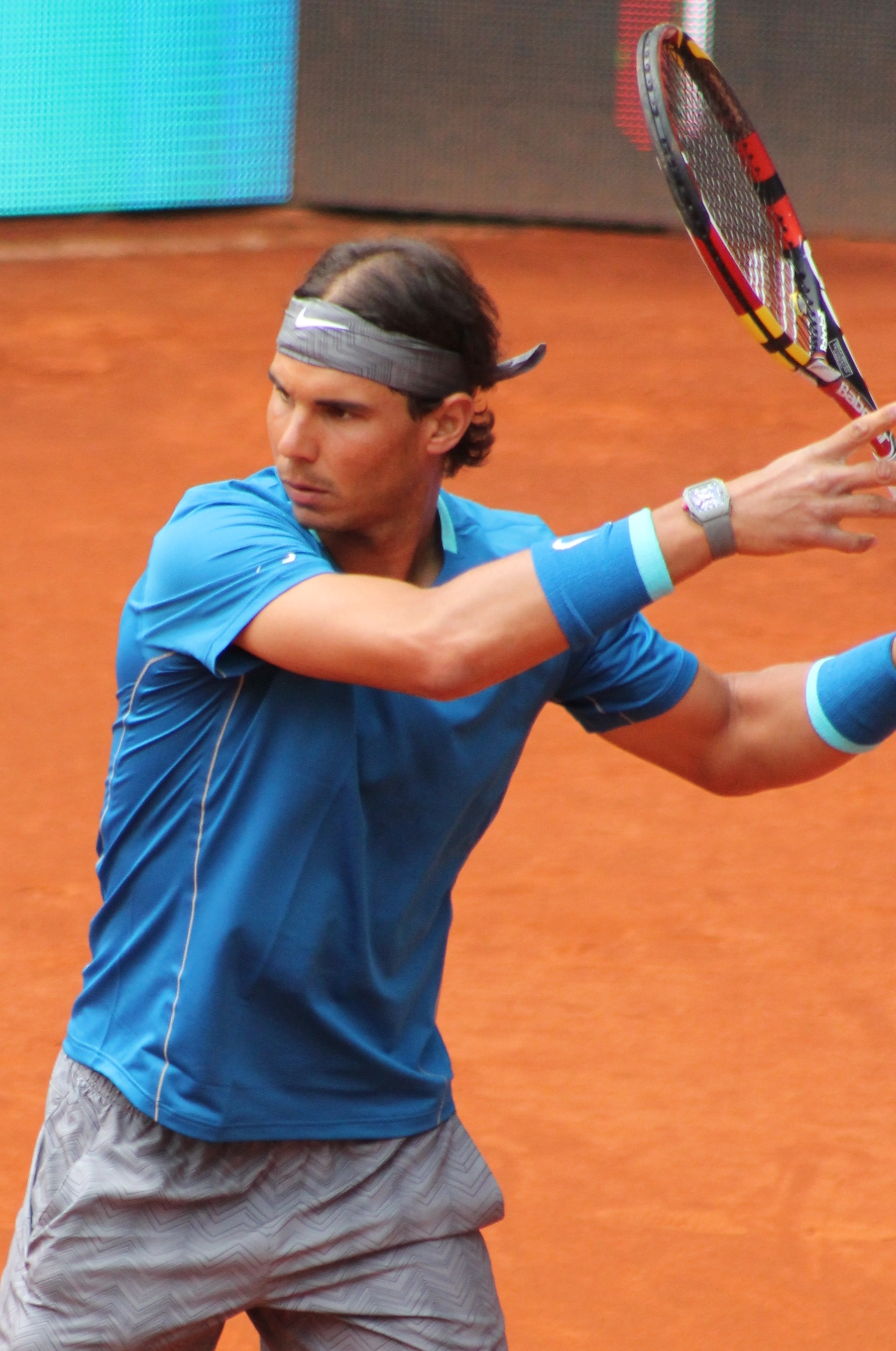
Nadal durante o Master 1000 de Madrid de 2014

Ainda em maio, ele disputou o Masters 1000 de Roma, na Itália. Onde durante o torneio, o espanhol eliminou os tenistas Gilles Simon, Mikhail Youzhny, Andy Murray e Grigor Dimitrov para chegar a final da competição. Mas na decisão, Rafael Nadal, então número 1 do mundo, foi derrotado de virada pelo sérvio Novak Djokovic por 2 sets a 1, com parciais de 6–4, 3–6 e 3–6.
Já no Grand Slam de Roland Garros, ele fez jus ao seu apelido de "Rei do Saibro" ao conquistar sua 60.ª vitória no torneio e o título da competição. A vítima na estreia foi o americano Robby Ginepri, então 279.º do mundo. El Toro Miúra (apelido de Nadal) venceu com direito a "pneus" pelas parciais de 6–0, 6–3 e 6–0. Logo após, pela segunda rodada, ele deu mostras de seu jogo inspirado ao derrotar a sensação austríaca Dominic Thiem por 6–2, 6–2 e 6–3. Em seguida, pela terceira rodada, o espanhol passou pelo argentino Leonardo Mayer, com uma vitória de 3 sets a 0, parciais de 6–2, 7–5 e 6–2. Em sua próxima partida, ele enfrentou o sérvio Dusan Lajovic, então 83° no ranking da ATP, nas oitavas de final. E ele venceu o sérvio com tranquilidade por 3 sets a 0, parciais de 6–1, 6–2 e 6–1. Pelas quartas de final, após perder o primeiro set, Nadal deu um show de bola e venceu com facilidade o conterrâneo David Ferrer por 3 sets a 1, com parciais de 4–6, 6–4, 6–0 e 6–1. Na semifinal, Nadal jogou pela liderança do ranking mundial da ATP e fez jus ao posto de então melhor tenista do mundo, pois ele dominou o escocês Andy Murray e venceu o jogo por 3 sets a 0, parciais de 6–3, 6–2 e 6–1. Já na final, ele venceu o sérvio Novak Djokovic por 3 sets a 1, parciais 3–6, 7–5, 6–2 e 6–4, em 3 horas e 32 minutos de partida. Esse foi o nono título de Nadal em Roland Garros.
Um dia após conquistar seu nono título em Roland Garros, Rafael Nadal não perdeu tempo e voou de Paris, na França, para Halle, na Alemanha, com o objetivo de disputar o primeiro torneio sobre quadras de grama. Mas, mesmo sendo cabeça de chave número 1 do ATP de Halle, na Alemanha, ele foi amplamente dominado pelo alemão Dustin Brown, então 85.º do ranking, e caiu na estreia do torneio por 4–6 e 1–6 em rápidos 59 minutos de partida.
Em junho, após perder o primeiro set, Rafael Nadal, então n° 1 do mundo, se recuperou, virou e venceu sua partida de estreia no Grand Slam de Wimbledon, contra o eslovaco Martin Klizan por 3 sets a 1, com parciais de 4–6, 6–3, 6–3 e 6–3. Logo depois, ele derrotou o tcheco Lukas Rosol, de virada, por 3 sets a 1, com parciais de 4–6, 7–6 (8–6), 6–4 e 6–4. Em seguida, ele também começou perdendo o primeiro set, mas virou e superou o cazaque Mikhail Kukushkin por 3 sets 1, parciais de 6–7(4), 6–1, 6–1 e 6–1. Já nas oitavas de final, o espanhol, então líder do ranking mundial, foi derrotado pelo australiano Nick Kyrgios, então 144.º do mundo e de apenas 19 anos, por 3 sets a 1, com parciais de 6–7(5), 7–5, 6–7(5) e 3–6. O jovem tenista australiano, que passou pelo qualifying, surpreendeu Nadal com saques fortíssimos e incríveis 37 aces, contra apenas 11 do canhoto espanhol.

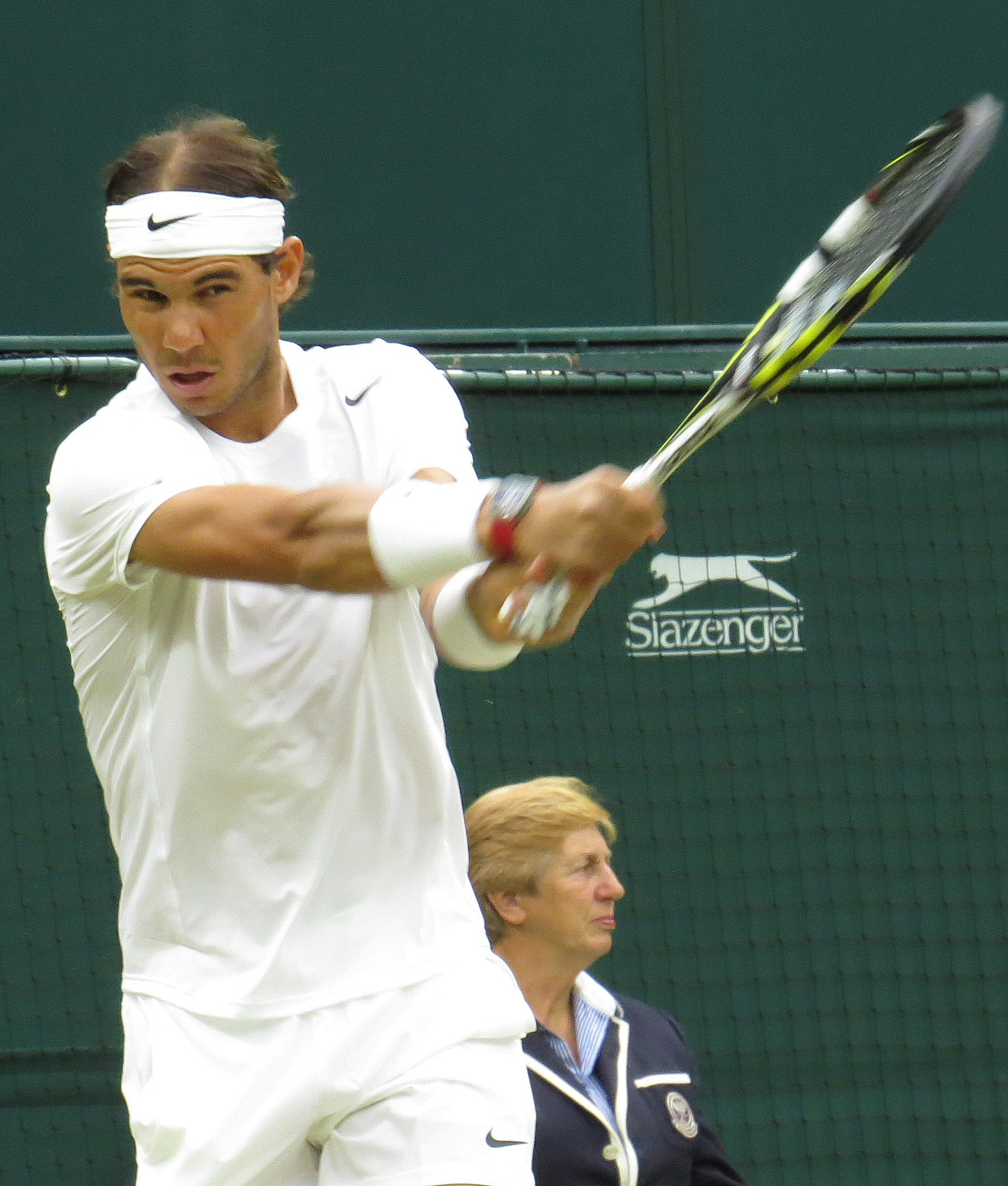
Nadal durante o Grand Slam de Wimbledon de 2014

Logo depois, devido a uma lesão no punho direito, o espanhol não participou de torneios importantes em agosto, como os Masters 1000 de Toronto e de Cincinnati, além do Grand Slam do US Open. Então número 2 do mundo, ele também não defendeu a Espanha no confronto contra o Brasil pela Copa Davis.
Já no final de setembro, depois de ficar quase três meses afastado do circuito profissional masculino de tênis por conta de uma lesão no punho direito, o espanhol Rafael Nadal voltou a disputar um jogo oficial. Só que na chave de duplas do ATP 500 de Pequim. E, ao lado do compatriota Pablo Andujar, acabou derrotado por 2 sets a 1 pelo tcheco Tomas Berdych e pelo norte-americano John Isner, pelas parciais de 5–7, 6–4 e 4–10.

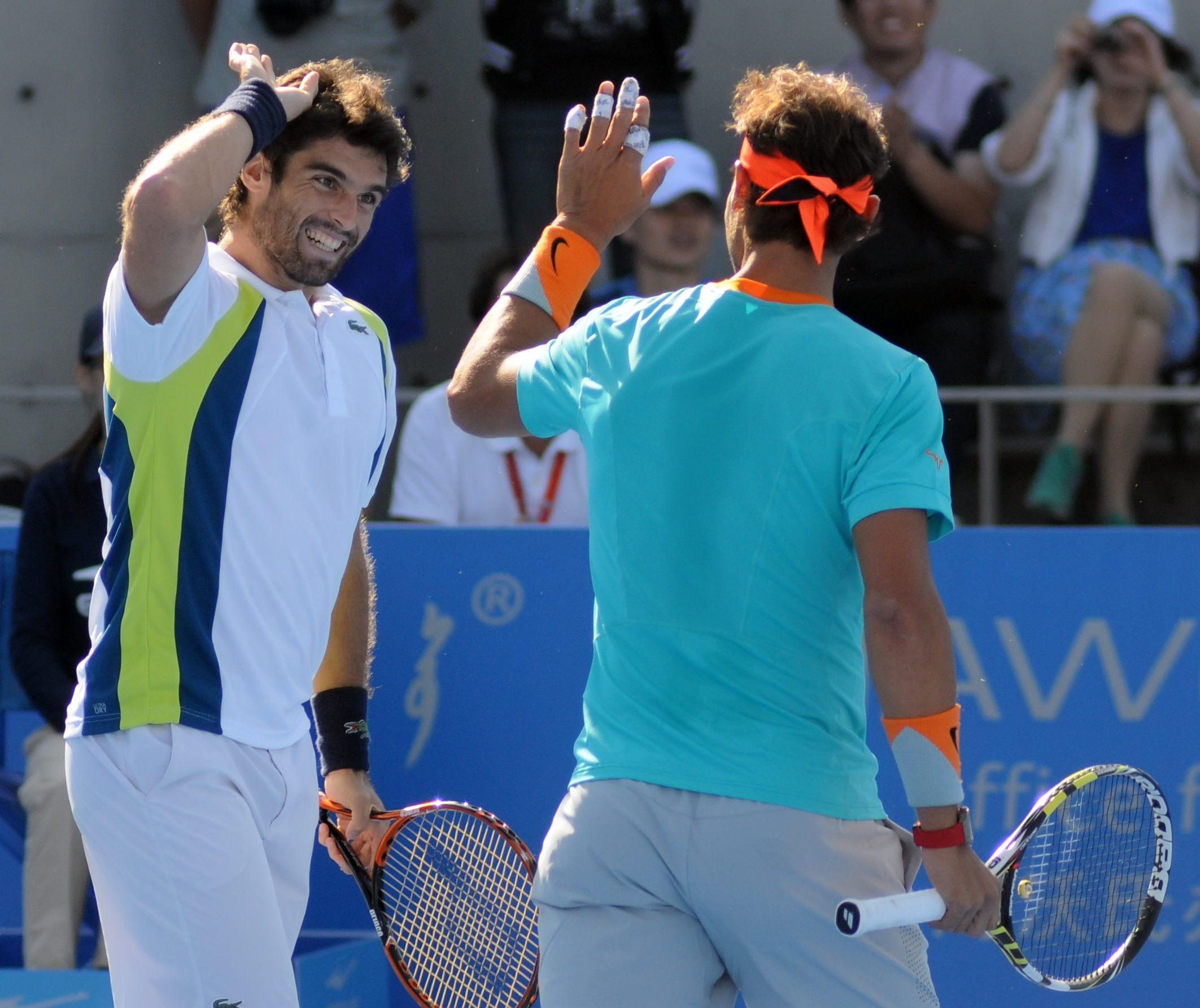
Rafael Nadal e o compatriota Pablo Andújar atuando juntos pelas duplas do ATP 500 de Pequim de 2014

Eliminado nas duplas, Nadal voltou suas atenções para a chave de simples do ATP 500 de Pequim, onde na estreia venceu o francês Richard Gasquet por 2 sets a 0, com parciais de 6–4 e 6–0. Logo em seguida, pelas oitavas de final, ele venceu com tranquilidade o alemão Peter Gojowczyk por 2 sets a 0, com parciais de 6–3 e 6–4. Já nas quartas de final, Nadal perdeu em três sets para o eslovaco Martin Klizan, este vindo do qualifying, com parciais de 7–6(4), 4–6 e 3–6.

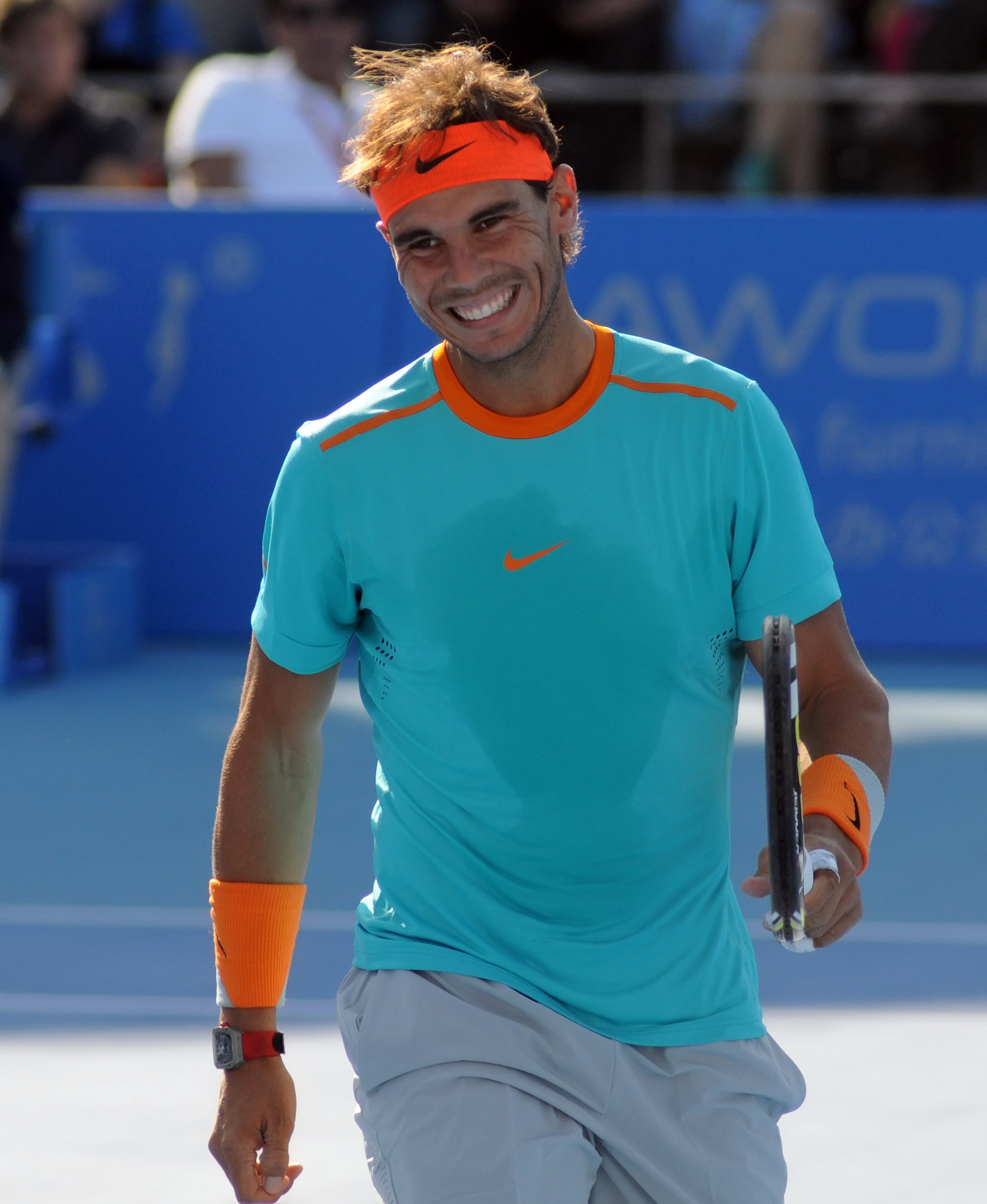
Nadal durante a edição 2014 do ATP 500 de Pequim

Em outubro, mesmo diagnosticado com apendicite, o espanhol Rafael Nadal disputou o Masters 1000 de Xangai, na China. E visivelmente longe da melhor forma, ele até lutou, mas foi derrotado e eliminado na estreia da competição pelo compatriota Feliciano Lopez por 2 sets a 0, com parciais de 3–6 no primeiro set e 6–7(6) no segundo.
Já no final de outubro, jogando sob efeitos de antibióticos por causa de uma apendicite, o espanhol Rafael Nadal derrotou com facilidade o italiano Simone Bolelli na estreia do ATP 500 da Basileia, na Suíça, por 2 sets a 0, com um duplo 6–2. Já na próxima rodada, válida pelas oitavas de final, então número 3 do ranking mundial, ele teve pela frente o francês Pierre-Hugues Herbert e o espanhol precisou de apenas 57 minutos para vencer a partida por 2 sets a 0, com um duplo 6–1. Em seguida, foi surpreendido pelo croata Borna Coric, de apenas 17 anos, e acabou eliminado nas quartas de final do ATP 500 da Basileia ao perder por 2 sets a 0, com parciais de 6–2 e 7–6.
Depois de sua eliminação nas quartas de final do ATP 500 da Basileia, o espanhol Rafael Nadal, necessitando passar por uma cirurgia de apendicite, decidiu não mais jogar na temporada de 2014. Desta forma, ele não disputou o Masters 1000 de Paris e mesmo classificado para o ATP World Tour Finals, em Londres, ele também não entrou em quadra para defender o vice-campeonato do ano anterior.
No começo de novembro, o espanhol Rafael Nadal realizou uma cirurgia de apendicite. E em dezembro, ele voltou aos treinamentos. E o tenista ao mostrar uma foto de seu primeiro treino após a cirurgia, escreveu: "Muito feliz por voltar aos treinamentos e com muita expectativa para 2015".

### 2015: Lesões e maus resultados
Em janeiro, após se ausentar de competições importantes no final da temporada de 2014 por conta de lesões e uma apendicite, Rafael Nadal, então número 3 do mundo, voltou a disputar partidas de tênis. E ele iniciou o ano no torneio exibição de Abu Dhabi nos Emirados Árabes Unidos. Onde foi derrotado na estreia pelo escocês Andy Murray por 2 sets a 0, com parciais de 2–6 e 0–6. Nessa partida, o espanhol esteve longe da regularidade característica que lhe rendeu tantos títulos, viu Murray comandar a maioria dos pontos e sofreu um pneu no segundo set, ou seja, não ganhou um game sequer. Já na sua segunda partida, válida pelo terceiro lugar do torneio exibição de Abu Dhabi, Nadal venceu o suíço Stanislas Wawrinka por 2 sets a 0, com parciais de 7–6(1) e 6–3.
Logo depois, Nadal perdeu de virada para o alemão Michael Berrer, então número 127 do ranking mundial, por 2 sets a 1 e foi eliminado na estreia do ATP 250 de Doha, no Qatar. Mesmo eliminado do torneio na modalidade de simples, ele seguiu na disputa de duplas, jogando com o argentino Juan Monaco. E a parceria formada por ele e o argentino conquistou o título de duplas do ATP 250 de Doha ao ganhar dos austríacos Julian Knowle e Philipp Oswald por 2 sets a 0, com parciais de 6–3 e 6–4. Especialista em simples, Nadal não conquistava um título de duplas desde a temporada de 2012, quando venceu o Masters 1000 de Indian Wells, nos EUA, junto ao compatriota Feliciano Lopez. Já sua última final em duplas, tinha sido justamente ao lado do argentino Juan Monaco em 2013, mas na ocasião eles ficaram com o vice-campeonato do ATP 250 de Viña del Mar, no Chile. Esse foi o nono título em duplas da carreira de Nadal e o quarto dele em duplas no ATP 250 de Doha.
Em seguida, Rafael Nadal, então número 3 do mundo, estreou no Grand Slam do Open da Austrália com uma convincente vitória por 3 sets a 0 e parciais de 6–3, 6–2 e 6–2 sobre o russo Mikhail Youzhny (então 49° do mundo). Depois, não poderia ter sido mais dramática a segunda rodada dele no torneio. Pois, diante do norte-americano Tim Smyczek (então 112.º do mundo), o espanhol chegou a passar mal, esteve longe de repetir suas melhores atuações no circuito e por pouco não sofreu sua primeira derrota para um qualifier em torneios do Grand Slam. Ainda assim, na raça, numa batalha que durou mais de 4 horas, Nadal venceu a partida por 3 sets a 2, com parciais de 6–2, 3–6, 6–7(2), 6–3 e 7–5. Em seguida, ele se recuperou fisicamente, jogou um tênis de alto nível e superou o israelense Dudi Sela (então 106° do mundo), por 3 sets a 0, com parciais de 6–1, 6–0 e 7–5. Com o triunfo, Nadal se garantiu nas oitavas de final do Grand Slam Australiano, onde ele impôs além de seu talento uma grande dose de coragem para vencer o "gigante" sul-africano Kevin Anderson — este com dois metros e três centímetros de altura — por 3 sets a 0 e parciais de 7–5, 6–1 e 6–4. Já nas quartas de final, ele enfrentou o tcheco Tomáš Berdych e perdeu, com direito a "pneu" no segundo set, por 3 sets a 0, com parciais de 2–6, 0–6 e 6–7(5). O resultado foi inesperado porque Berdych era um dos maiores fregueses da carreira de Nadal. Onde nas últimas 17 vezes em que se encontraram antes desta partida, o espanhol saiu de quadra com a vitória. A última vez que Berdych havia conseguido vence-lo foi em 2006, no Master de Madrid.
Em fevereiro, Rafael Nadal foi cabeça de chave n° 1 do ATP 500 do Rio Open. E ele venceu o brasileiro Thomaz Bellucci na estreia da competição em sets diretos por 6–4 e 6–1. Em sua segunda partida, válida pelas oitavas de final, ele enfrentou o compatriota Pablo Carreño Busta, que exigiu demais dele, pois chegou a sacar a 234 km/h. Mas, Nadal, então n° 3 do ranking mundial, usou boa parte de seu vasto repertório de jogadas para vencer por 7–5 e 6–3. Nas quartas de final, ele confirmou o favoritismo e venceu o uruguaio Pablo Cuevas, de virada, com direito a "pneu" no último set, por 2 sets a 1, com parciais de 4–6, 7–5 e 6–0. Em seguida, Nadal não resistiu ao cansaço e foi eliminado na semifinal, onde após primeiro set brilhante em que perdeu apenas um game, ele foi derrotado pelo italiano Fabio Fognini por 2 sets a 1, parciais de 6–1, 2–6 e 5–7. E por causa dessa eliminação na semifinal do Rio Open, Nadal caiu para o quarto lugar no ranking mundial ao perder a terceira colocação para o escocês Andy Murray. Além disso, ele perdeu a invencibilidade no Brasil e contabilizou sua primeira derrota em uma semifinal no saibro desde 2003.
Logo após ser eliminado na semifinal do Rio Open, Rafael Nadal estreou diretamente na segunda rodada do torneio de simples do ATP 250 de Buenos Aires, na Argentina. E o espanhol triunfou na estreia sobre o jovem argentino Facundo Argüello, com direito a "pneu", por 2 sets a 0, com parciais de 6–4 e 6–0. Já na próxima rodada, em duelo válido pelas quartas de final, ele enfrentou outro tenista argentino e não teve a menor dificuldade para garantir sua segunda semifinal seguida no saibro sul-americano. Então n° 4 do ranking mundial, ele atropelou o também canhoto Federico Delbonis em sets diretos pelo contundente placar de 6–1 e 6–1. Em seguida, pela semifinal, ele esteve próximo de perder o primeiro set da partida, mas reagiu de forma espetacular e venceu o argentino Carlos Berlocq com parciais de 7–6(7) e 6–2. Já na final do Torneio de Buenos Aires, enfim, Rafael Nadal voltou aos títulos. Quase oito meses depois de conquistar seu então último título, o canhoto espanhol conseguiu ganhar mais um troféu sobre o piso de saibro. Como era esperado, ele teve pouca dificuldade para superar o amigo argentino Juan Mónaco, anotou as parciais de 6–4 e 6–1, e voltou a ser o 3° colocado do ranking mundial. Ele, que ganhou de quatro tenistas argentinos na sua campanha em Buenos Aires, igualou assim a marca histórica do argentino Guillermo Vilas, também canhoto, ambos com 46 títulos na carreira sobre a quadra de saibro. Já no geral, Nadal atingiu o 65.º título de simples da carreira, então a quinta maior coleção de conquistas da Era Profissional, superando os ex-tenistas Pete Sampras e Bjorn Borg.
Em seguida, Rafael Nadal mostrou estar bem fisicamente na volta à quadra dura. De folga na primeira rodada, devido a ser um dos cabeças de chave do torneio, ele enfrentou o holandês Igor Sijsling na segunda rodada do Masters 1000 de Indian Wells, nos Estados Unidos, e venceu em sets diretos, com parciais de 6–4 e 6–2. Depois, para avançar mais uma etapa na competição, o espanhol bateu o norte-americano Donald Young por 2 sets a 0, com parciais de 6–4 e 6–2. Logo depois, precisou de pouco mais de uma hora para vencer o francês Gilles Simon em dois sets. Mas na sequência, o canadense Milos Raonic, então número 6 do mundo, surpreendeu Nadal e despachou-o nas quartas de final do Masters 1000 de Indian Wells. Onde após perder o primeiro set, Raonic se recuperou no jogo e venceu partida por 2 sets a 1, com parciais de 4–6, 7–6 (12–10) e 7–5.
Na semana seguinte, diante de um conhecido freguês, Rafael Nadal fez sua estreia no Masters 1000 de Miami, nos Estados Unidos, e venceu com certa tranquilidade o compatriota Nicolás Almagro (então 74.º do mundo) por 2 sets a 0, parciais de 6–4 e 6–2. Depois, novamente com um compatriota pela frente, Nadal não repetiu a atuação consistente diante de Almagro e acabou sofrendo uma dura derrota para Fernando Verdasco (então 34.º do mundo) por 2 sets a 1, parciais de 6–4, 2–6 e 6–3. E por causa dessa eliminação, Nadal caiu para o 4° lugar no ranking mundial.
Depois, Rafael Nadal foi a Mônaco disputar o Masters 1000 de Monte Carlo. E ele passeou na sua partida de estreia, onde ele derrotou o francês Lucas Pouille (então 108.º do mundo) por 2 sets a 0, com parciais de 6–2 e 6–1. Em seguida, Nadal sofreu para vencer o norte-americano John Isner (então 19.º do mundo) por 2 sets a 1, parciais de 7–6(6), 4–6 e 6–3, em duelo válido pelas oitavas de final. Logo depois, superou um compatriota, pois na quadra principal, o 'Touro Miúra' fez 2 sets a 1 diante de David Ferrer, com parciais de 6–4, 5–7 e 6–2. Mas na partida seguinte, pela semifinal, o sérvio Novak Djokovic fez valer a condição de ser então número 1 do mundo e derrubou Nadal por duplo 6–3 ao final de 1 hora e 37 minutos de altíssimo nível de disputa.

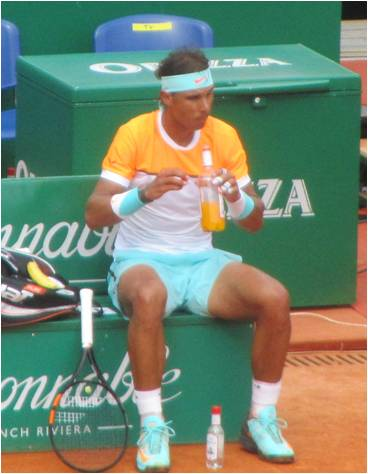
Rafael Nadal durante a semifinal do Masters 1000 de Monte Carlo de 2015

Na semana seguinte, Rafael Nadal estreou com vitória no ATP 500 de Barcelona ao atropelar o compatriota Nicolas Almagro (então 123.º do mundo) por 2 sets a 0, com parciais de 6–3 e 6–1. Mas em seguida, Nadal, então oito vezes campeão da competição e número 4 do mundo, foi surpreendido pelo italiano Fabio Fognini e perdeu em dois sets, pelas parciais de 6–4 e 7–6(6).
Na sequência, no início de maio, sem maiores dificuldades, Rafael Nadal contou com o apoio maciço da arquibancada na quadra central para vencer na estreia do Masters 1000 de Madri. Como cabeça de chave número 3 do torneio, o Touro Miúra disputou sua primeira partida já na segunda fase do torneio e venceu o americano Steve Johnson (54.º do ranking da ATP) por 2 sets a 0, parciais de 6–4 e 6–3, em 1h14min. Em seguida, sob os olhares de CR7, Nadal vence italiano Simone Bolelli 2 sets a 0, com duplo 6–2 em 1h13min. Logo depois, nas quartas de final, diante de Grigor Dimitrov (11.º), ele anotou 2 sets a 0, parciais de 6–3 e 6–4 em 1h47 e segue sem perder um set sequer na competição. Na sequência, Nadal se impõe e chega à segunda final da temporada de 2015. Espanhol faz 2 a 0 diante do tcheco Tomás Berdych, com parciais de 7–6(3) e 6–1. Mas na final, Andy Murray vence Nadal no saibro pela 1.ª vez — foi a sexta vitória de Murray no histórico de 21 duelos com Nadal. No piso preferido do espanhol, o britânico fez 2 sets a 0 (6–3 e 6–2).
Na semana seguinte, depois de perder o título em Madri e cair para a sétima posição no ranking mundial — a pior em dez anos -, Rafael Nadal voltou a vencer. O espanhol estreou com tranquilidade no Masters 1000 de Roma e derrotou o turco Marsel Ilhan por 2 sets a 0, com parciais 6–2 e 6–0, em 1h14min. Na partida seguinte, Nadal faz o simples, vence John Isner, americano e número 17 do ranking da ATP, em 1h19min de jogo, com as parciais de 6–4 e 6–4. Mas em seguida, atual número 7 do mundo e sete vezes campeão em Roma, Rafael Nadal não resistiu ao jogo agressivo e ao mesmo tempo paciente de Stan Wawrinka. O suíço número 9 do mundo venceu o espanhol por 7–6 (7) e 6–2 e avançou à semifinal do Masters 1000 na capital italiana. Esta foi apenas a segunda vitória de Stan sobre Nadal em 14 partidas disputadas entre eles.
Alguns dias depois, Rafael Nadal começou sua campanha no Torneio de Roland-Garros em xeque por conta dos maus resultados dos últimos meses. Mas, ele venceu sua partida de estreia contra o jovem francês Quentin Halys por 3 sets a 0, com parciais de 6–3, 6–3 e 6–4. Depois, o espanhol derrotou, sem dificuldades, o compatriota Nicolas Almagro (157.º), por 3 sets a 0, com parciais de 6–4, 6–3 e 6–1, em 2h22 de partida. Na terceira rodada, Pressionado pela temporada irregular, o espanhol chegou à sua terceira vitória na atual edição sem perder um set sequer. A vítima da vez foi o russo Andrey Kuznetsov (120.º no ranking) que batalhou em cada game, mas sofreu uma derrota arrasador por 3 sets a 0, parciais de 6–1, 6–3 e 6–2 em 2h01min. Na sequência, Nadal supera nervosismo e vence americano Jack Sock por 3 sets a 1, em parciais de 6–3, 6–1, 5–7 e 6–2. Mas em seguida, pelas quartas de final, o sérvio e então n° 1 do mundo Novak Djokovic vence Nadal, então n° 7 do mundo, pela 1.ª vez em Roland Garros, pois no dia de seu aniversário de 29 anos, espanhol sofre segunda derrota da carreira no Torneio de Roland-Garros ao perder por 3 sets a 0 (7–5, 6–3 e 6–1).

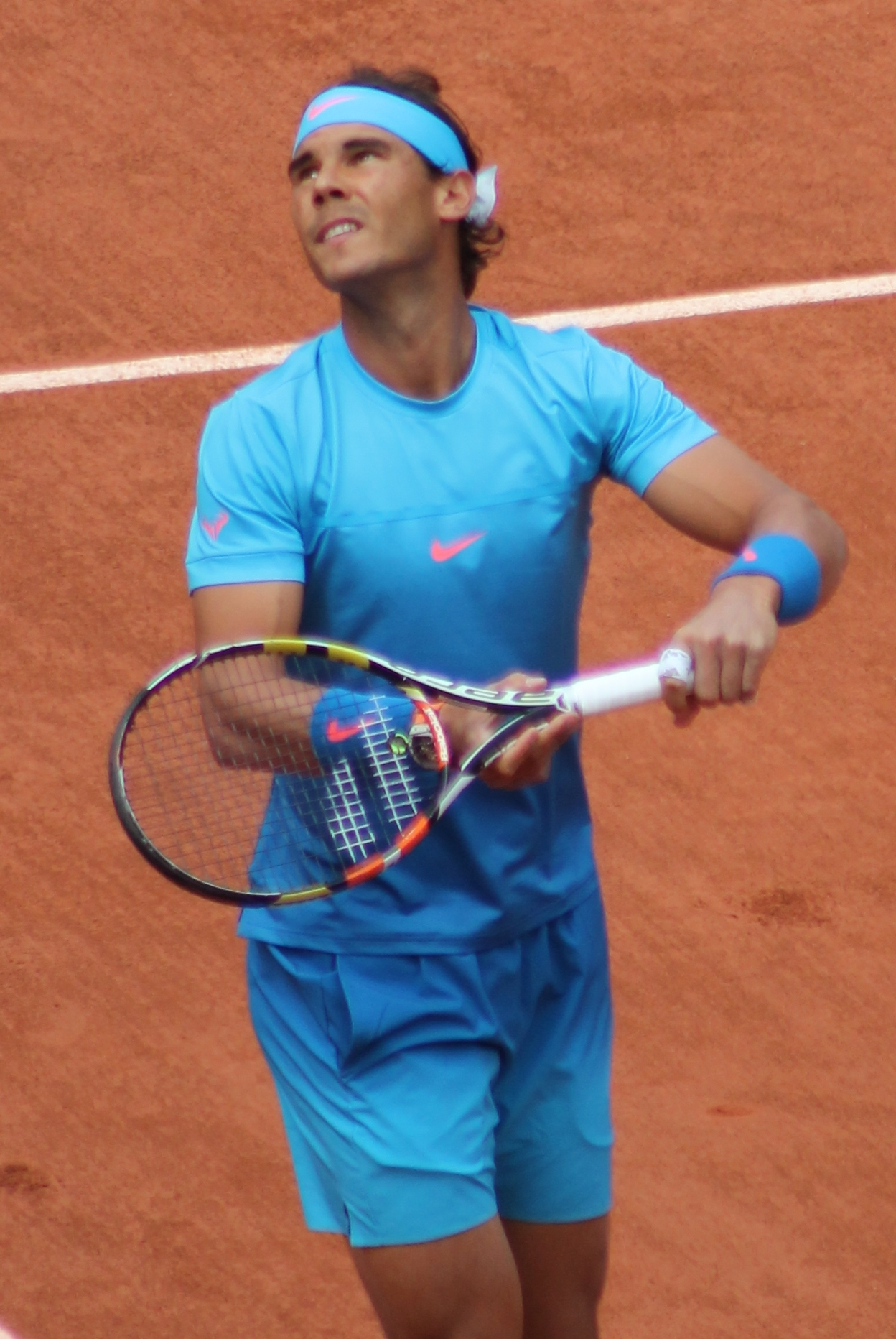
Rafael Nadal durante o Torneio de Roland-Garros de 2015

Posteriormente, próximo a meados de junho, Nadal sofre mas vence a primeira na grama na temporada de 2015 ao vencer o cipriota Marcos Baghdatis pelo ATP 250 de Stuttgart, na Alemanha, por 7–6(5), 4–7(4) e 6–2, em 2h40 de partida. No dia seguinte, assim como aconteceu em sua estreia, Nadal precisou jogar três sets para confirmar o seu favoritismo pelas quartas de final. Primeiro cabeça de chave do torneio alemão, ele desta vez venceu o australiano Bernard Tomic com parciais de 6–4, 6–7 (6–8) e 6–3, em 2h20min de confronto. Em seguida, Nadal derrotou o francês Gaël Monfils por dois sets a zero, parciais de 6–3 e 6–4, em 1h18 de partida e disputou sua terceira final na temporada. Na decisão, após cinco anos sem levantar um título na grama, Rafael Nadal venceu o ATP 250 alemão. O espanhol bateu o sérvio Viktor Troicki, número 28.º do mundo, por 2 a 0, parciais de 7–6 (7–4) e 6–3, após 1h24min de jogo. Esse foi o terceiro título de Nadal em Stuttgart e apenas o segundo título dele na temporada de 2015.
Após ser campeão do ATP 250 de Stuttgart, Nadal foi eliminado logo em sua estreia no tradicional ATP 500 de Queen’s, disputado em Londres, na Inglaterra. O algoz do ‘Touro Miura’ foi o ucraniano Alexandr Dolgopolov (79.º), que venceu por 2 sets a 1, com parciais de 6–3, 6–7 (6–8) e 6–4, após 2h13 de confronto.

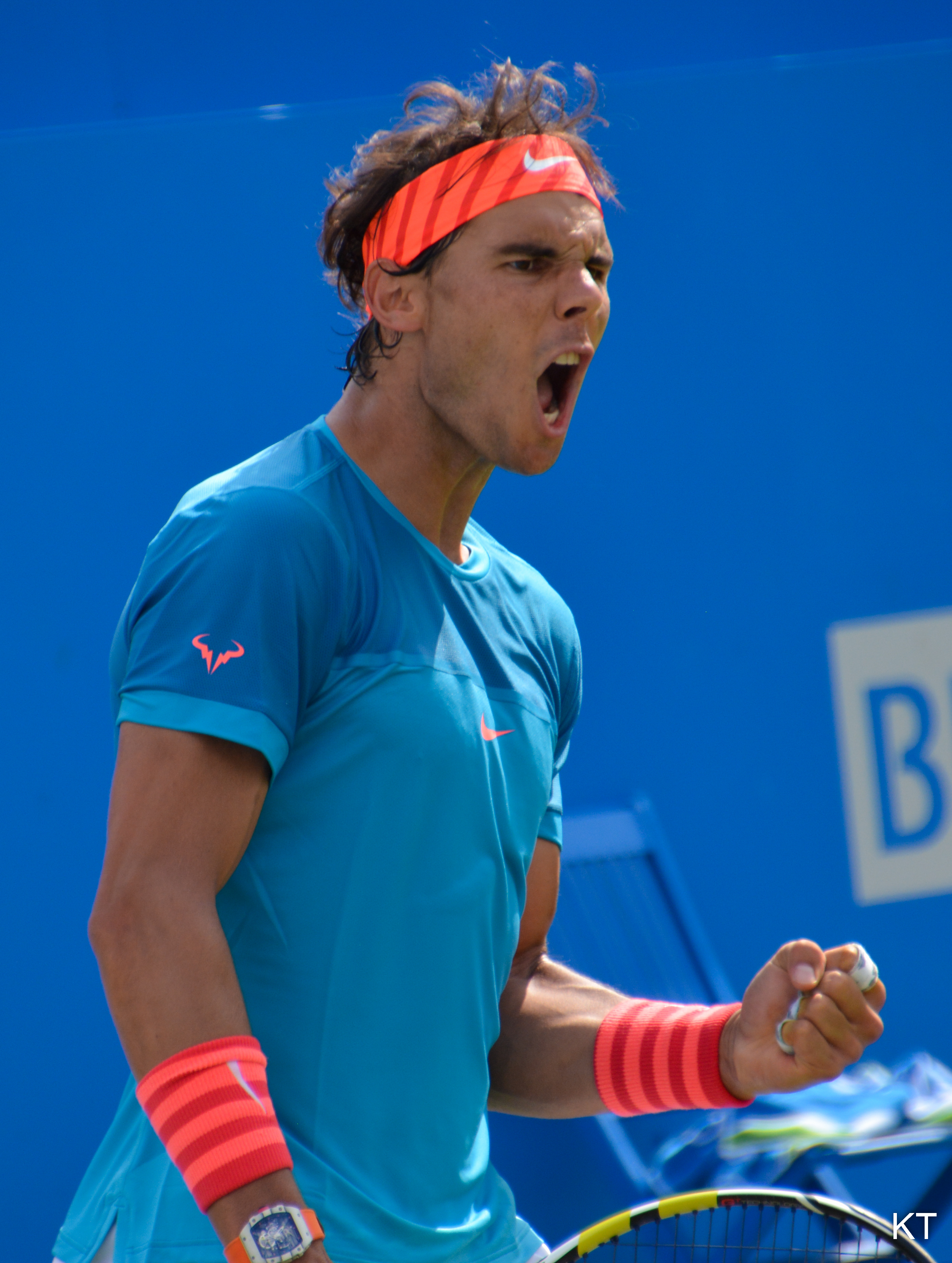
Rafael Nadal durante o ATP 500 de Queen’s de 2015

Na sequência, já no final de junho, Nadal domina e elimina Thomaz Bellucci com facilidade na 1.ª fase de Wimbledon. Espanhol despacha brasileiro em três sets e avança para a 2.ª rodada do Grand Slam. Este foi o quinto confronto entre os dois e a quinta vitória de Nadal sem perder sets. Mas em seguida, Rafael Nadal, então o 10.º colocado do ranking mundial, deu adeus à edição de 2015 do Grand Slam de Wimbledon. O espanhol foi eliminado na 2.ª rodada pelo alemão de ascendência jamaicana Dustin Brown por 3 sets a 1 (7–5, 3–6, 6–4 e 6–4).
Após uma frustrante participação em Wimbledon, quando foi eliminado na segunda fase da competição, Rafael Nadal oscila, mas vira e vence o compatriota Fernando Verdasco, com parciais de 3–6, 6–1 e 6–1 na estreia ATP 500 de Hamburgo, na Alemanha. Em seguida, Nadal continuou avançando no torneio ao derrotar o tcheco Jiri Vesely por 2 sets a 0, com parciais de 6–4 e 7–6 (7–2). Na partida seguinte, Nadal se impôs diante do uruguaio Pablo Cuevas, 31.º colocado no ranking da ATP, e o derrotou por 2 sets a 0, com parciais de 6–3 e 6–2, em 1 hora e 12 minutos. Na sequência, Nadal vai à final do ATP 500 alemão ao vencer sem dificuldades o italiano Andreas Seppi, com parciais de 6–1 e 6–2, atingindo a sua 96.ª final na carreira. Já na final, Nadal mostrou sua velha forma ao longo do ATP 500 de Hamburgo, disputado no saibro, e levou seu terceiro troféu na temporada de 2015. O espanhol, que entrou como convidado no torneio, superou Fabio Fognini (32.º no ranking) na decisão, se vingando das derrotas para o italiano na semifinal do Rio Open e nas oitavas do ATP 500 de Barcelona. Mesmo com dificuldades, o Touro Miúra anotou 2 sets a 0, com um duplo 7–5 em 2h34min e vibrou muito após o fim do jogo.
Posteriormente, próximo a meados de agosto, ainda longe do ideal, Rafael Nadal fez o suficiente para estrear com vitória no Masters 1000 de Montreal, no Canadá. Em quadra rápida, que não é sua especialidade, o espanhol oscilou bastante durante o jogo, errou em momentos decisivos nos sets, mas acabou derrotando o ucraniano Sergiy Stakhovsky (60.º do ranking da ATP) por 2 sets a 0, parciais de 7–6(4) e 6–3 em 1h26 de partida. Em seguida, Nadal venceu mais uma e se garantiu nas quartas de final do torneio. A vítima da vez foi o russo Mikhail Youzhny, superado pelo espanhol por duplo 6–3, em 1h41min de confronto. Mas na sequência, kei Nishikori do Japão vence Nadal pela 1.ª vez na carreira. Pois sem dar chances ao Touro Miúra, japonês vence com tranquilidade por 6–2 e 6–4. Quase em seguida à sua derrota para Nishikori na chave de simples, Rafael Nadal, juntamente com o compatriota Fernando Verdasco, caiu para os americanos Bob e Mike Bryan em um parelho 2 a 1 (parciais de 6–3, 6–7–5) e 10–8) e foi eliminado também nas quartas de final nas duplas, encerrando sua participação em Montreal.
Na semana seguinte, Rafael Nadal, então 8.º do ranking, não precisou de muito esforço para se garantir nas oitavas de final do Masters 1000 de Cincinnati. Com uma tranquila vitória por 2 sets a 0 (parciais de 6–3 e 6–4) sobre o francês Jeremy Chardy (27.º) ele avançou no torneio dos Estados Unidos. Mas na sequência, o Touro Miúra não passou das oitavas de final do torneio. O algoz foi o compatriota Feliciano Lopez, que o venceu de virada por 2 sets a 1 (parciais de 5–7, 6–4 e 7–6).
Alguns dias depois, como já era esperado, o espanhol Rafael Nadal não teve uma estreia fácil no US Open. Mas apesar de ter perdido um set, se classificou à segunda rodada do último Grand Slam do ano, ao vencer o jovem talento croata Borna Coric, 33.º colocado na ATP, por 3 sets a 1 com parciais de 6–3, 6–2, 4–6 e 6–4. Em seguida, Nadal conseguiu uma vitória suada contra o argentino Diego Schwartzman (74°). Após 2h41 de um jogo com sets longos, o espanhol venceu com as parciais de 7–6 (5), 6–3 e 7–5. Mas na sequência, depois de mais de três horas de uma luta sensacional, Fabio Fognini venceu de virada Nadal (parciais de 3–6, 4–6, 6–4, 6–3 e 6–4). O grande resultado valeu ao italiano entrar para a história do tênis, pois foi a primeira vez na carreira que Nadal, então 8.º do mundo, perdeu uma partida após colocar 2 a 0 de vantagem. Esta foi ainda a terceira vitória de Fognini sobre Nadal no ano: o 32.º colocado do ranking já levara a melhor nos ATPs de Rio de Janeiro e Barcelona. Com a queda na terceira rodada do US Open, o espanhol Rafael Nadal fechou a temporada sem conquistar um Grand Slam pela primeira vez nos últimos 10 anos.
Na primeira semana de outubro, em 1h26min, Nadal derrotou o chinês Wu Di, número 230 do ranking, em sua estreia no ATP 500 de Pequim, por 2 a 0, com um duplo 6–4. Em seguida, Nadal derrotou o canadense Vasek Pospisil em dois sets, por 7–6 (7–3) e 6–4. Na partida seguinte, o espanhol derrotou o norte-americano Jack Sock, número 30 mundial, de virada, por 2 sets a 1, com parciais de 3–6, 6–4 e 6–3, após 2h01 de confronto e se classificou às semifinais do torneio. Na semifinal, ao superar o italiano Fabio Fognini (28.º do ranking) por 2 sets a 0 (7–5 e 6–3), Nadal carimbou seu passaporte para a decisão. Mas na final, o sérvio e então líder do ranking mundial, Novak Djokovic derrotou com facilidade o velho rival Rafael Nadal, número oito do mundo, por 2 sets a 0, com duplo 6–2, em apenas 1h30 de confronto, e se tornou hexacampeão do ATP 500 de Pequim.
Na semana seguinte, depois de conseguir uma vitória difícil diante de Ivo Karlovic, Rafael Nadal entrou em quadra calejado para enfrentar mais um grande sacador. E, na partida com Milos Raonic (9.º do ranking) usou o feitiço contra o feiticeiro: sacou bem, não teve seu serviço quebrado em toda a partida — salvando apenas um break point — e venceu em sets diretos, parciais de 6–3 e 7–6(3) em 1h40 para avançar às quartas de final no Masters 1000 de Xangai. Em seguida, no momento mais seguro de Nadal na temporada e um dia com uma coleção de erros de Stan Wawrinka impediram o equilíbrio nas quartas de final. Pois de maneira muito confortável, o espanhol número 7 do mundo alcançou a 300.ª vitória em torneios da categoria ao marcar 6–2 e 6–1, em apenas 1h03. Mas na sequência, em um duelo emocionante e que durou 2h15, Jo-Wilfried Tsonga superou Rafael Nadal por 2 sets a 1 (parciais de 6–4, 0–6 e 7–5) na semifinal de Xangai. Pois depois de levar um pneu na segunda parcial, o francês mostrou força para se recuperar e eliminar o Touro Miúra.
Na última semana de outubro, em sua partida de estreia no ATP 500 da Basileia, Nadal, então número 7 do ranking mundial, protagonizou uma virada espetacular, ao vencer o tcheco Lukas Rosol por 2 sets a 1, parciais de 1–6 e 7–5 e 7–6(4), em 2h16 de partida. Na partida seguinte, Nadal continuou perfeito contra o búlgaro Grigor Dimitrov (28.º). Onde, pelas oitavas de final, o espanhol venceu o 'freguês' pela sétima vez na carreira, por 2 sets a 1, com parciais de 6–4, 4–6 e 6–3. Em seguida, Nadal voltou a enfrentar problemas nas quadras duras da Basileia, mas encontrou uma forma de superá-los e avançar às semifinais do torneio suíço. Onde largou atrás de Marin Cilic, mas conseguiu a vitória de virada por 2 sets a 1, com parciais de 4–6, 6–3 e 6–3. Na semifinal, Nadal e Richard Gasquet se enfrentaram em busca de uma vaga na final do torneio. E o tenista espanhol teve dificuldades, mas conseguiu levar a melhor em cima de seu adversário francês em um duelo muito equilibrado: 2 sets a 0, parciais de 6–4 e 7–6 (7). Mas na sequência, o suíço Roger Federer venceu Rafael Nadal na final do ATP 500 da Basileia para conquistar pela sétima vez com o título da competição jogado em sua cidade natal. Em partida que teve 2h03min de duração, Federer superou o seu maior algoz, por 2 sets a 1, parciais de 6–3, 5–7 e 6–3. Antes deste duelo, a última vitória de Federer sobre Nadal, foi em março de 2012, no Masters 1000 de Indian Wells. Apesar da derrota, o retrospecto ainda era totalmente favorável a Nadal. Este foi 34.º duelo entre eles, e o suíço marcou a 11.ª vitória.
Depois de decidir o Torneio da Basileia, Nadal estreou muito bem no Masters 1000 de Paris e atropelou sem nenhuma dificuldade o checo Lukas Rosol por 2 sets a 0, com duplo 6–2, em pouco mais de uma hora de jogo. Na partida seguinte, Nadal salva match point e pelas parciais de 4–6, 7–6(6) e 6–2 avança em Paris com virada sobre 12.º do ranking Kevin Anderson, em 2h26 de jogo. Mas na sequência, em duelo válido pelas quartas de final, o suíço Stan Wawrinka derrotou Rafael Nadal por dois sets a zero, um duplo 7–6, com placares de 10–8 e 9–7 nos tie-breaks, em 2h20 de partida. Esta foi a terceira vitória de Wawrinka sobre Nadal em 16 confrontos entre eles.
Dez dias depois, Rafael Nadal deu o troco com juros e correção monetária para cima de Stan Wawrinka, quarto colocado mundial, e largou com vitória no Grupo B do ATP World Tour Finals. Para isso acontecer, ele superou o suíço por 6–3 e 6–2 após 1h23min de duração. Essa foi a 17.ª partida entre os dois, sendo a 14.ª vitória do espanhol empatando o retrospecto no ano em dois a dois. Em seguida, Nadal tinha, diante de Andy Murray, um grande desafio. Pois, além de duelar contra o segundo colocado no ranking mundial, o espanhol, em quinto entre os maiores tenistas do mundo, jogava na casa do adversário, em Londres, palco do ATP Finals. Ele, contudo, superou todas as adversidades e venceu por 2 sets a 0, com parciais de 6–4 e 6–1. Esse foi o primeiro resultado positivo de Nadal contra um top 3 do ranking em 2015. Na sequência, Nadal venceu sua terceira partida do grupo contra o também espanhol David Ferrer, com parciais 6–7(2) 6–3 e 6–4, em 2h37 de jogo, confirmando o primeiro lugar no grupo com 3 vitórias. Mas na partida seguinte, Nadal, que fez uma primeira fase brilhante, passou em primeiro lugar e foi à semifinal cheio de expectativa, parou de novo em Novak Djokovic. Pois com 2 sets a 0 (6–3 e 6–3), o sérvio não tomou conhecimento dele e avançou para a decisão do ATP Finals. A vitória fez Djokovic igualar Nadal no confronto direto entre eles. Pois naquele momento, cada um tinha 23 vitórias em um dos confrontos mais recorrentes do tênis.
Próximo a meados de dezembro, Rafael Nadal e Roger Federer se enfrentaram na Índia, válido pelo torneiro amistoso entre equipes, o IPTL (International Premier Tennis League). E o espanhol, que fazia parte da equipe Indian Aces, acabou vencendo por 6–5(4) o suíço, que integrava o UAE Royals. Nadal e Federer ainda se enfrentaram pelo duelo de duplas masculinas. Onde o “rei do saibro” e Rohan Bopanna derrotaram o croata Marin Cilic e o suíço. A parcial foi fechada em 6–4.

### 2016: Medalha de ouro olímpica no Rio de Janeiro
Após uma temporada de 2015 complicada, Rafael Nadal começou 2016 com vitória. Pois no primeiro dia do ano, o espanhol que ocupava a 5.ª posição no ranking da ATP venceu o compatriota David Ferrer (nº 7) por 2 sets a 1 (6–3, 6–7(4) e 6–3) e avançou para disputar a final do Torneio de exibição Mubadala. A partida, mesmo amistosa, foi muito acirrada e durou duas horas e 23 minutos. Já na decisão, Nadal superou o canadense Milos Raonic (14.º do ranking da ATP) por 2 sets a 0 — parciais de 7–6 (2) e 6–3, e abriu a temporada 2016 com o título do torneio de exibição de Abu Dhabi, no Emirados Árabes Unidos.
Na semana seguinte, passado o peso da estreia oficial na temporada, quando teve dificuldades para bater Pablo Carreño Busta na estreia em mais de duas horas de jogo, Rafael Nadal jogou mais solto e agressivo pela segunda rodada do ATP 250 de Doha. E o resultado não poderia ter sido mais positivo: uma vitória contundente sobre o holandês Robin Haase (66.º do ranking) por 2 sets a 0, parciais de 6–3 e 6–2, em 1h05 de confronto. Na sequência, ele teve muito trabalho para superar o russo Andrey Kuznetsov, 79.º. Pois depois de vencer a primeira parcial com certa facilidade, Nadal passou a cometer muitos erros, viu o rival fechar a segunda parcial, e só concluiu a vitória com apertado placar no set decisivo. Onde após 2h07min de luta, o espanhol superou o jovem rival, por 2 sets a 1, parciais de 6–3, 5–7 e 6–4. Após passar dificuldades nas quartas de final, Nadal consegue vitória tranquila sobre o ucraniano Illya Marchenko (94.º) por 2 sets a 0, parciais de 6–3 e 6–4 em 1h18. Com o resultado, ele se garantiu na decisão do torneio. Mas na final, o sérvio Novak Djokovic, então número um do ranking mundial, passeou na decisão do ATP 250 de Doha e venceu o espanhol Rafael Nadal por 2 sets a 0, parciais de 6–1 e 6–2. Com a vitória, Djokovic passou a ser o mais vitorioso no confronto entre os dois tenistas — o duelo mais repetido na história do circuito masculino à época — pela primeira vez. Pois em 47 jogos entre eles, a sérvio chegava a 24 vitórias contra 23 de Nadal.
Alguns dias depois, Rafael Nadal foi eliminado na estreia do Aberto da Austrália. Pois em jogo válido pela primeira rodada do torneio, ele acabou derrotado pelo compatriota Fernando Verdasco por 3 sets a 2. As parciais foram de 7–6 (8–6), 4–6, 3–6, 7–6 (7–4) e 6–2, em partida que durou 4h41min. Foi apenas a terceira vitória de Verdasco em 17 confrontos contra Nadal — porém, a terceira nas últimas quatro partidas entre eles. A eliminação foi apenas a segunda da carreira de Nadal na primeira rodada de um Grand Slam desde que entrou na disputa de tais torneios em 2003. Antes, ele só havia repetido tal derrota na estreia de Wimbledon (2013).
Posteriormente, na segunda semana de fevereiro, Nadal, então número 5 do ranking mundial, iniciou a sua série de competições pela América do Sul com uma fácil vitória peloTorneio de Buenos Aires. Onde no ATP 250 disputado em quadras de saibro na capital da Argentina, ele, então cabeça de chave número 1, por ter sido "bye" na primeira rodada, derrotou já na segunda rodada, que valia como oitavas de final, o local Juan Monaco por 2 sets a 0 — com um duplo 6–4. Em seguida, com o placar de 7–6 (3) e 6–2, Nadal venceu pelas quartas de final e avançou após 1h51 de partida contra o italiano Paolo Lorenzi (52°). Mas na partida seguinte, o Touro Miúra perdeu a chance de disputar a centésima final de sua carreira. Pois em mais um dia de altos e baixos, o espanhol teve um match point, mas se despediu na semifinal do ATP 250 de Buenos Aires, superado pelo austríaco de 22 anos Dominic Thiem, com parciais de 6–4, 4–6 e 7–6 (7–4) em 2h50 de partida.
Na semana seguinte, ainda em sua série de competições pela América do Sul, Rafael Nadal largou bem no ATP 500 do Rio Open e estreou com vitória ao levar a melhor sobre seu compatriota Pablo Carreño Busta por 2 sets a 0, com parciais de 6–1 e 6–4. Em seguida, diante de um velho freguês, Nadal fez 2 sets a 0, com parciais de 6–3 e 7–5, e eliminou o compatriota Nicolás Almagro. Na sequência, Nadal sequer precisou entrar em quadra para avançar à semifinal da competição. Pois o ucraniano Alexandr Dolgopolov (33.º), rival do espanhol nas quartas de final, abandonou o torneio por causa de uma lesão no ombro direito. Mas nas semifinais do Rio Open, o uruguaio Pablo Cuevas mostrou excepcional resistência física e mental para bater Nadal em incrível maratona de 3h28, marcando vitória histórica por 2 sets a 1 e parciais de 6–7 (6–8), 7–6 (7–3) e 6–4.
Vindo de tropeços diante de rivais menos experientes, no Rio Open e em Buenos Aires, Rafael Nadal precisou de três sets para vencer na estreia do Masters 1000 de Indian Wells, nos Estados Unidos. Pois quarto cabeça de chave, ele superou o também canhoto Gilles Müller, de Luxemburgo por 6–2, 2–6 e 6–4, em 2h11min. Na sequência, em jogo marcado por altos e baixos, voou no primeiro set, conseguindo um pneu para cima do compatriota Fernando Verdasco, mas teve que suar para se salvar no segundo e vencer o set e a partida no tie-break. Em seguida, pelas oitavas de final, salvou match point e venceu de virada o jovem alemão Alexander Zverev, então com 18 anos, por 2 sets a 1, com direito a mais um pneu no segundo set: 6–7 (8), 6–0 e 7–5. Na próxima fase, válida pelas quartas de final, em confronto que durou 1h33min, superou um começo ruim de partida para vencer o japonês kei Nishikori, então 6.º do ranking, por 2 sets a 0, com parciais de 6–4 e 6–3. Já na partida seguinte, em duelo válido pelas semifinais, lutou muito, mas o sérvio Novak Djokovic, então número 1 do mundo, soube manter a tranquilidade para dominar o jogo e vencer por 2 sets a 0, em quase duas horas, pelas parciais de 7–6(5) e 6–2. Foi a sexta vitória seguida de Djokovic sobre Nadal, ampliando a vantagem no confronto direto: 25 a 23.

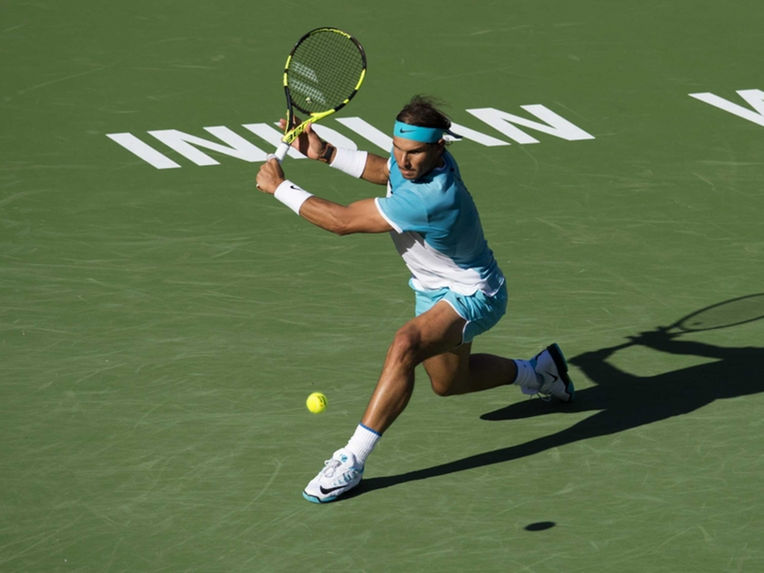
Rafael Nadal durante o Masters 1000 de Indian Wells de 2016

Após parar na semi de Indian Wells, ainda jogando nos Estados Unidos, Rafael Nadal disputou o Masters 1000 de Miami na semana seguinte. Mas em um momento irregular no circuito e vivendo fase nebulosa na carreira, encarou o bósnio Damir Dzumhur, então número 94 do mundo, e deu adeus na estreia ao sentir-se mal e desistir no terceiro set da partida. Mas, passados pouco mais de 15 dias, retomou a força no primeiro torneio da gira européia de saibro ao vencer Aljaz Bedene, Dominic Thiem e Stan Wawrinka para ir às semifinais do Masters 1000 de Monte Carlo. Em seguida pela semifinal, mesmo perdendo seu primeiro set na competição, bateu de virada o britânico Andy Murray, então vice-colocado do ranking mundial da ATP, após duas horas e 43 minutos, por 2 sets a 1, com parciais de 2–6, 6–4 e 6–2. Já na decisão, em sua centésima final da carreira, Nadal venceu o francês Gaël Monfils, com direito a 'pneu' na terceira parcial, por 2 sets à 1 (7–5, 5–7 e 6–0) e levantou pela nona vez o troféu em Monte Carlo. Essa conquista foi bastante comemorada pois, ao ganhar seu 28° Masters 1000, igualou-se ao sérvio Novak Djokovic como maior campeão de torneios deste nível, voltando a ganhar um título desse porte após 2 anos e tornando-se no primeiro jogador da história a conquistar por nove vezes um Grand Slam (Roland Garros) e um Masters 1000 (Monte Carlo).
Após título em Monte Carlo, Rafael Nadal jogou o ATP 500 de Barcelona e não teve qualquer dificuldade para em sets diretos vencer seus dois primeiros jogos contra os compatriotas Marcel Granollers e Albert Montañés. Em seguida, derrotou o italiano Fabio Fognini, então 31.º no ranking ATP, nas quartas de final, por 2 sets a 0, parciais de 6–2 e 7–6 (1) em 1h50 de jogo. Logo após vencer Fognini, superou o alemão Philipp Kohlschreiber, então 27.º colocado no ranking da ATP, na semifinal, por duplo 6–3, para jogar a sua primeira final desde 2013 em Barcelona, onde já havia sido campeão em impressionantes oito vezes. Já na decisão, não deu chances para o japonês kei Nishikori, então o atual bicampeão da competição, e venceu por 2 sets a 0, parciais de 6–4 e 7–5. Com a vitória, Nadal, então número 5 do ranking, chegou à marca de 49 títulos no saibro. Assim, igualou o lendário recorde de Guillermo Vilas como tenista com mais conquistas nesse piso e aumentou para 69 o número de títulos em simples na carreira. Ainda com essa conquista, Nadal, que já não vencia dois títulos de forma consecutiva desde Toronto e Cincinnati, em 2013, tornou-se no primeiro jogador da história a conquistar por nove vezes um Grand Slam (Roland Garros), um Masters 1000 (Monte Carlo) e um torneio da categoria ATP 500 (Barcelona).
Vindo de títulos, no Masters de Montecarlo e no Torneio de Barcelona, Rafael Nadal estreou direto na segunda rodada do Masters 1000 de Madri e não encontrou grande resistência do russo Andrey Kuznetsov, superando seu primeiro obstáculo no torneio em sets diretos e com duplo 6–3, após 1h18 de jogo. Em seguida, pelas oitavas de final, a vítima foi o americano Sam Querrey, que até impôs alguma resistência, mas caiu após 1h09 de partida, com parciais de 6–4 e 6–2. Na sequência, num duelo válido pelas quartas de final, teve amplo domínio no princípio da partida contra o português João Sousa, com direito a um pneu no primeiro set, mas viu o rival equilibrar o jogo e precisou subir de nível para resolver as coisas no fim, fazendo 2 sets a 1, parciais de 6–0 e 4–6 e 6–3 em 2h05 de confronto. Em seu próximo desafio, com 13 vitórias em sequência no saibro, o favoritismo estava todo ao seu lado na semifinal. Porém, do outro lado tinha o britânico Andy Murray, então o atual campeão do torneio e motivado a não perder o posto de número 2 do mundo. Assim, o tenista da Grã-Bretanha dominou pontos essenciais da partida, superando o não apoio da torcida espanhola e, subindo o nível nos momentos decisivos, salvou 11 break points no jogo para garantir mais uma ida à final na Espanha ao vencer Nadal por 2 sets a 0, parciais de 7–5 e 6–4 em 2h11.
Depois de cair nas semifinais em Madri, o 'touro miura' começou sua trajetória em seus dois próximos torneios disputados sobre o saibro disposto a retomar a condição de "rei do saibro". Mas, após derrotar em sets diretos o alemão Philipp Kohlschreiber na estreia e bater de virada o australiano Nick Kyrgios nas oitavas do Masters 1000 de Roma, enfrentou o sérvio Novak Djokovic, que então número 1 do mundo, vence Rafael Nadal nas quartas de final por 7–5 e 7–6(4) e chega a 26.ª vitória no 49.º encontro entre eles, sendo a sétima de forma consecutiva. Já no Grand Slam de Roland Garros, depois de vencer o australiano Sam Groth e o argentino Facundo Bagnis com extrema facilidade nas duas primeiras rodadas, Nadal, que procurava o décimo título no torneio, anunciou a sua desistência do Grand Slam francês devido a uma lesão no pulso esquerdo que o afetava há duas semanas. Após abandonar Roland Carros, ele também desistiu de disputar os torneios de Queen's, Wimbledon e Toronto.
Depois de ficar fora das quadras por mais de dois meses por causa de uma lesão no pulso esquerdo, Rafael Nadal voltou às competições nos Jogos Olímpicos de Verão de 2016, no Rio de Janeiro, disputados entre 6 e 14 de agosto, no Centro Olímpico de Tênis, no Parque Olímpico da Barra, na Barra da Tijuca, em quadras de piso rápido. E durante os jogos, após ser o porta-bandeira da Espanha na cerimônia de abertura da Olimpíada na sexta-feira, foi terceiro cabeça de chave e superou o argentino Federico Delbonis na 1.ª rodada, o italiano Andreas Seppi na 2.ª rodada, o francês Gilles Simon nas oitavas e o brasileiro Thomaz Bellucci nas quartas. Já na semifinal, o argentino Juan Martín del Potro o derrotou por 2 sets a 1, com parciais de 5–7, 6–4 e 7–6 (5), em uma partida com contornos dramáticos. Com a derrota, Nadal ficou fora da disputa pela medalha de ouro e jogou pela de bronze contra o japonês Nishikori. Mas inspiradíssimo, kei Nishikori levou o Bronze para o Japão ao vence-lo por 2 sets a 1, parciais de 6–2, 6–7 (1–7) e 6–3.

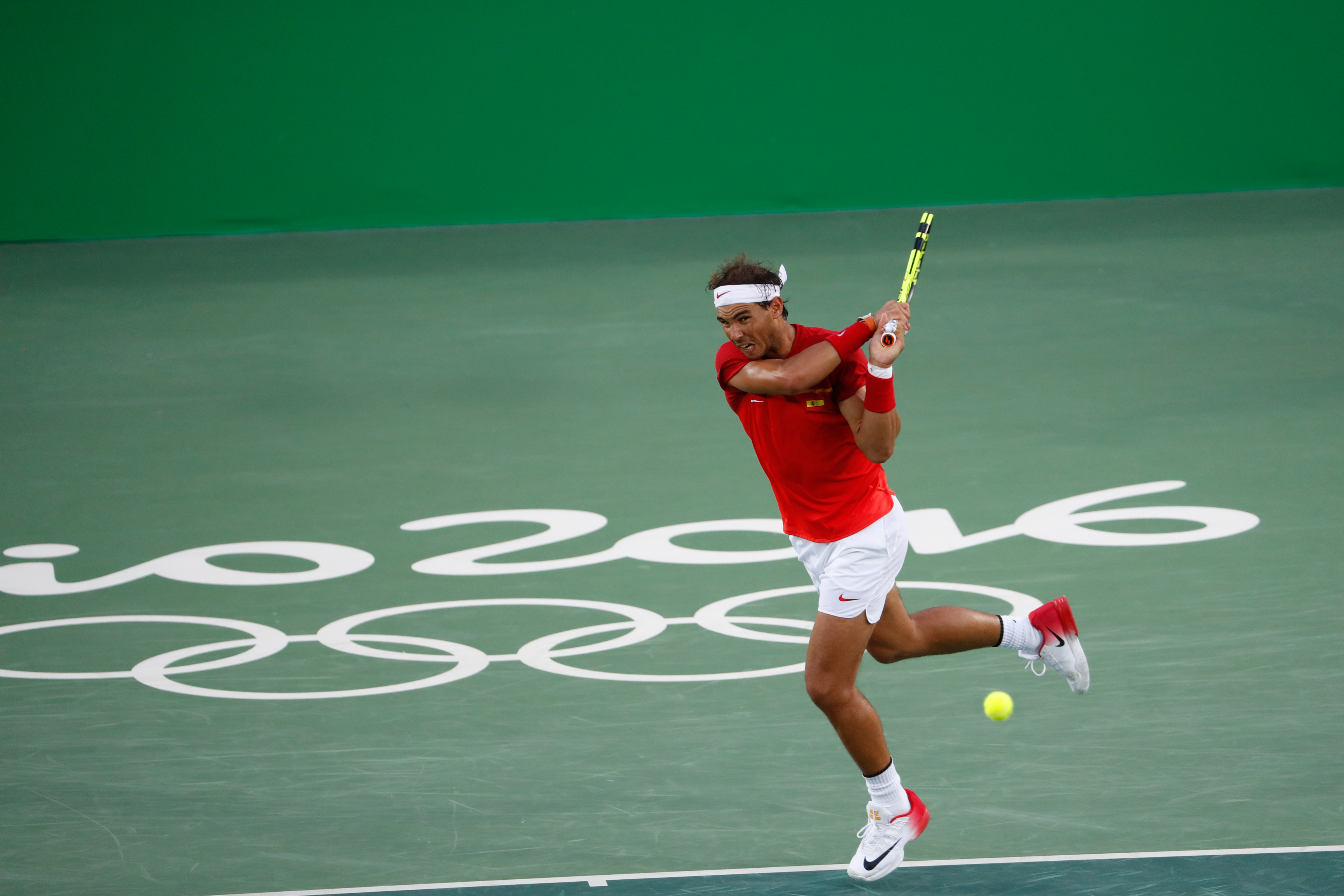
Nadal durante os Jogos Olímpicos de Verão de 2016

Rafael Nadal, porém, não saiu dos Jogos Olímpicos de Verão de 2016 de mãos abanando. O espanhol conseguiu, ao lado do compatriota, Marc Lopez, a medalha de ouro na dupla masculina, ao vencer os romenos Horia Tecău e Florin Mergea na final, por 2 sets a 1 e parciais de 6–2, 3–6 e 6–4.

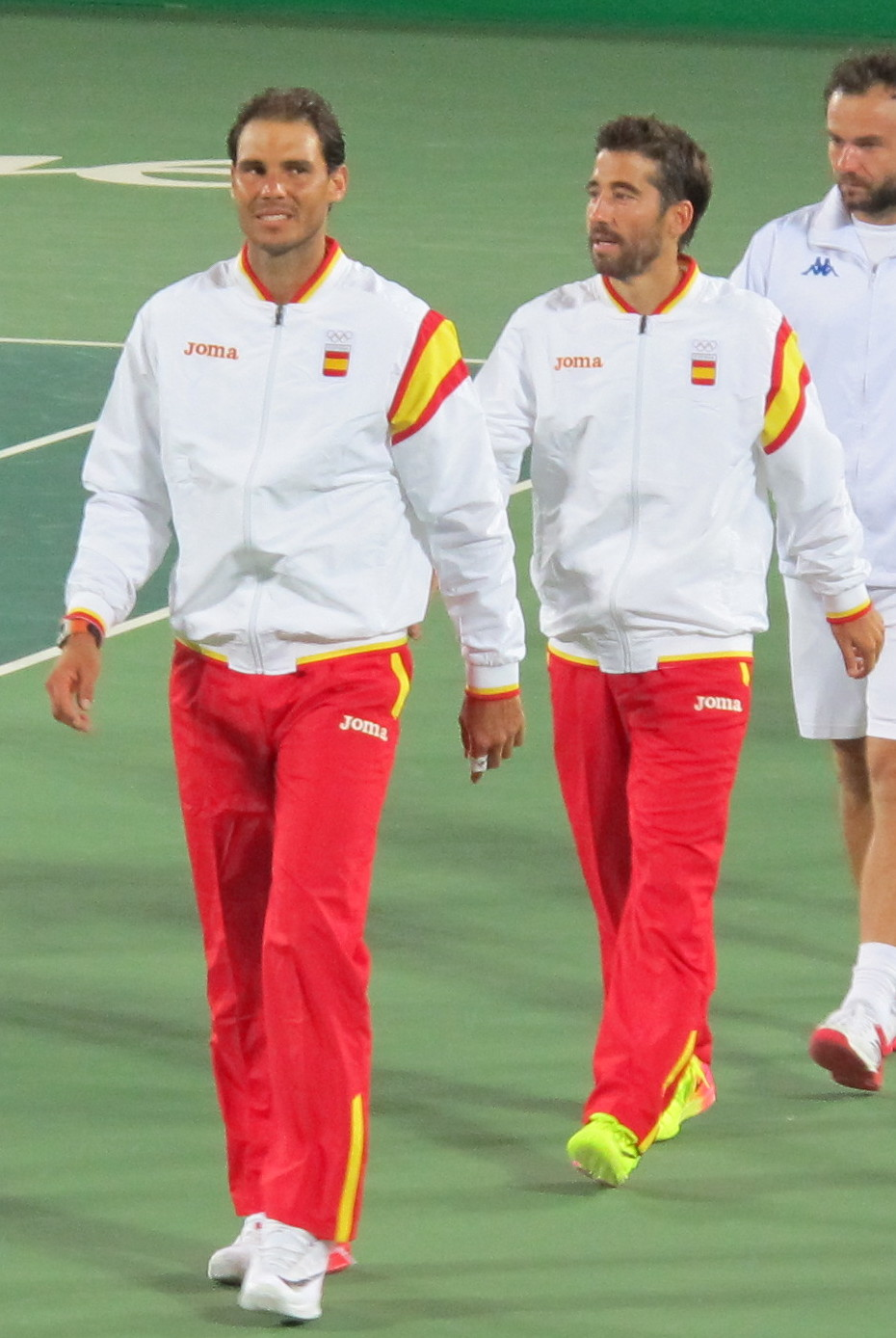
Nadal e Lopez caminham para receber as medalhas de ouro na dupla masculina dos Jogos Olímpicos de Verão de 2016, no Rio de Janeiro, Brasil.

Apenas três dias após disputar onze partidas entre simples e duplas em apenas uma semana nos Jogos Olímpicos do Rio de Janeiro, Rafael Nadal tentou a sorte no Masters 1000 de Cincinnati e acabou superando na estreia o uruguaio Pablo Cuevas (então 19.º do mundo) por 2 sets a 0, com parciais de 6–1 e 7–6 (7–4). Entretanto, parou no duelo seguinte, válido pelas oitavas de final. Pois visivelmente desgastado, caiu para o croata Borna Coric por 6–1 e 6–3 em apenas 1h05 de partida. Após ser eliminado em Cincinnati, Nadal fez boa estreia no US Open, quarto e último Grand Slam da temporada, ao ceder apenas sete games e superar o usbeque Denis Istomin por 3 sets a 0, com parciais de 6–1, 6–4 e 6–2, em 2h05min. Em seguida, passou voando pela segunda rodada ao derrotar o italiano Andreas Seppi (então 87.º colocado do ranking da ATP) por 3 sets a 0 (parciais de 6–0, 7–5 e 6–1) em 2h18min. Na sequência, sem qualquer dificuldade e em apenas 1h59min, derrotou o russo Andrey Kuznetsov por 3 sets a 0 — com parciais de 6–1, 6–4 e 6–2. Logo após, pelas oitavas de final, mesmo empurrado pela torcida, apresentou um tênis irregular, perdeu os primeiros sets na competição e foi derrotado pelo francês Lucas Pouille, então número 25 do mundo, por 3 sets a 2 (6–1, 2–6, 6–4, 3–6 e 7–6), em uma maratona de mais de 4 horas.
Quase duas semanas após cair nas oitavas do US Open, Rafael Nadal voltou a defender o seu país na Copa Davis contra a Índia, pelos playoffs, em Nova Deli, entre os dias 16 e 18 de setembro. E, ao lado do compatriota Marc Lopez, com quem faturou a medalha de ouro olímpica nos Jogos do Rio, superou, de virada, os indianos Leander Paes e Saketh Myneni por 3 sets a 1, com parciais de 4–6, 7–6 (7–2), 6–4 e 6–4, em 3 horas 23 minutos. Assim, ao vencer esse jogo de duplas, assegurou a vitória da Espanha no confronto por 3 a 0 e a volta da mesma para o Grupo Mundial. Com essa vitória, também impediu que o veterano Leander Paes, então com 43 anos, se tornasse naquele momento o tenista com mais vitórias em jogo de duplas na Davis — pois com 42 triunfos, ele estava empatado com o italiano Nicola Pietrangeli.
Pouco mais de quinze dias após jogar pela Copa Davis, Rafael Nadal venceu seu jogo de estreia no ATP 500 de Pequim com muita tranquilidade ao derrotar o italiano Paolo Lorenzi, então 39.º do mundo, em 1h04min, por duplo 6–1. Na sequência, em dois sets distintos, passou por mais um desafio ao vencer o francês Adrian Mannarino, então 64.º do mundo, nas oitavas de final, por 6–1 e 7–6(6), em 1h51min. Mas em seguida, em partida válida pelas quartas de final, perdeu para o búlgaro Grigor Dimitrov, pela primeira vez em oito confrontos, por 6–2 e 6–4, em jogo que teve 1h33min de duração. Entretanto, se a fase não era boa nos torneios de simples, não podia dizer o mesmo em relação ao seu desempenho nas competições em que disputava a chave de duplas. Pois, ele e o compatriota Pablo Carreño Busta conquistaram o título do ATP 500 de Pequim, na China, ao derrotarem a parceria formada pelo norte-americano Jack Sock e pelo australiano Bernard Tomic. O triunfo veio de virada, por 6–7(6), 6–2 e 10–8, em 1h29min. Esse foi o 11.º título de Nadal nas duplas, mas, curiosamente, o primeiro ATP 500. Antes, ele havia conquistado 6 ATPs 250, 3 Masters 1000 e o ouro nos Jogos Olímpicos do Rio de Janeiro.
Depois de jogar em Pequim, ainda disputando torneios na China, Rafael Nadal perdeu logo na estreia do Masters 1000 de Xangai, para o sérvio Viktor Troicki, então 31.º do ranking mundial, por 2 sets a 0, com parciais de 6–3 e 7–6 (7–3). Após ser eliminado em Xangai, então em sexto lugar no ranking mundial, Nadal disputaria o ATP 500 da Basileia, o Masters 1000 de Paris, e estava a caminho de se classificar para o ATP World Tour Finals, mas encerrou oficialmente sua temporada de 2016 ainda na segunda semana de outubro dizendo que precisava de tempo para se recuperar totalmente da lesão no pulso esquerdo que sofreu no meio do ano. Entretanto, nos últimos dias de dezembro, Nadal começou bem sua pré-temporada visando 2017 ao conquistar o Torneio de exibição Mubadala, realizado em Abu Dhabi nos Emirados Árabes Unidos. No caminho rumo ao título venceu fácil o tcheco Tomáš Berdych na estreia com direito a pneu: 6–0 e 6–4. Em seguida, pelas semifinais, teve mais dificuldade diante do canadense Milos Raonic, a quem derrotou por 2 sets a 1, parciais de 6–1, 3–6 e 6–3. Já na decisão, então 9.º do mundo, levou a melhor sobre o belga David Goffin, então 11.º do mundo, em apenas dois sets, pelas parciais de 6–4 e 7–6(5).

### 2017: Número um e dois títulos de Grand Slam
Após um ano de 2016 complicado, onde conviveu com lesões, Rafael Nadal começa 2017 na Austrália, onde joga o ATP de Brisbane. E ele começou bem o torneio, pois em duelo que teve 1h14min de duração, Nadal que não começou bem a partida e viu o rival marcar 3–1, ainda no primeiro set, foi achando uma forma de controlar o jogo, induziu o adversário a cometer incríveis 32 erros, e ao final, marcou 2 sets a 0, parciais de 6–3 e 6–3, no ucraniano Alexandr Dolgopolov. Na próxima fase, Rafael não deu chances ao alemão Mischa Zverev e avançou com muita facilidade. Pois disputando a competição pela primeira vez, Nadal demonstrou que estava cada vez melhor fisicamente. E em duelo que teve apenas 0h55min, ele atropelou o rival, ao marcar inapeláveis 2 sets a 0, parciais de 6–1 e 6–1. Mas após duas boas vitórias sem perder um set sequer, Nadal não foi páreo diante do saque do canadense Milos Raonic, então terceiro colocado mundial no ranking da ATP, e foi eliminado nas quartas de final da competição. O canadense venceu o espanhol e avançou a semifinal da competição. Pois então atual campeão, Raonic soube virar uma partida que começou com Nadal mandando nos pontos. Com uma quebra, o espanhol saiu na frente ao vencer a primeira parcial, depois, apoiado no forte e eficiente saque, Raonic reagiu, e ao final, marcou 2 sets a 1, parciais de 4–6, 6–3 e 6–4 em 2h20min de jogo.
Quase duas semanas após ser eliminado em Brisbane, Rafael Nadal não teve trabalho em seus primeiros desafios no Open da Austrália, em Melbourne, e superou facilmente o alemão Florian Mayer na estreia, assim como o que aconteceu contra o cipriota Marcos Baghdatis na segunda rodada. Mas depois de duas vitórias em sets diretos, Rafael sofreu contra o alemão Alexander Zverev na terceira rodada. Pois depois de ficar por duas vezes atrás do placar, ele mostrou poder de reação, e com a tradicional garra e competência, superou o rival, ao marcar 3 sets a 2, parciais de 4–6, 6–3, 6–7(5), 6–3 e 6–2 em 4h08min de jogo. Depois de sobreviver contra Zverev, o espanhol venceu o francês Gaël Monfils, então número seis do mundo, nas oitavas de final. A partida teve 2h55 de duração e parciais de 6–3, 6–3, 4–6 e 6–4. Na sequência, em um jogo válido pelas quartas de final, o Miúra superou em sets diretos o então número 3 do mundo Milos Raonic, com parciais de 6–4, 7–6 (9–7) e 6–4. Em seguida, em partida que teve 4h56min de duração, Nadal marcou 3 sets a 2, parciais de 6–3, 5–7, 7–6, 6–7 e 6–4, diante do búlgaro Grigor Dimitrov, pela semifinal. Já na decisão, Nadal e Roger Federer se reencontraram em uma final dos sonhos no Open da Austrália. Mas o protagonista da vez foi Federer, que, então com 35 anos, provou ter a genialidade como elixir da juventude, vencendo por 3 sets a 2, parciais de 6–4, 3–6, 6–1, 3–6 e 6–3, em 3h37 de um jogo duríssimo.

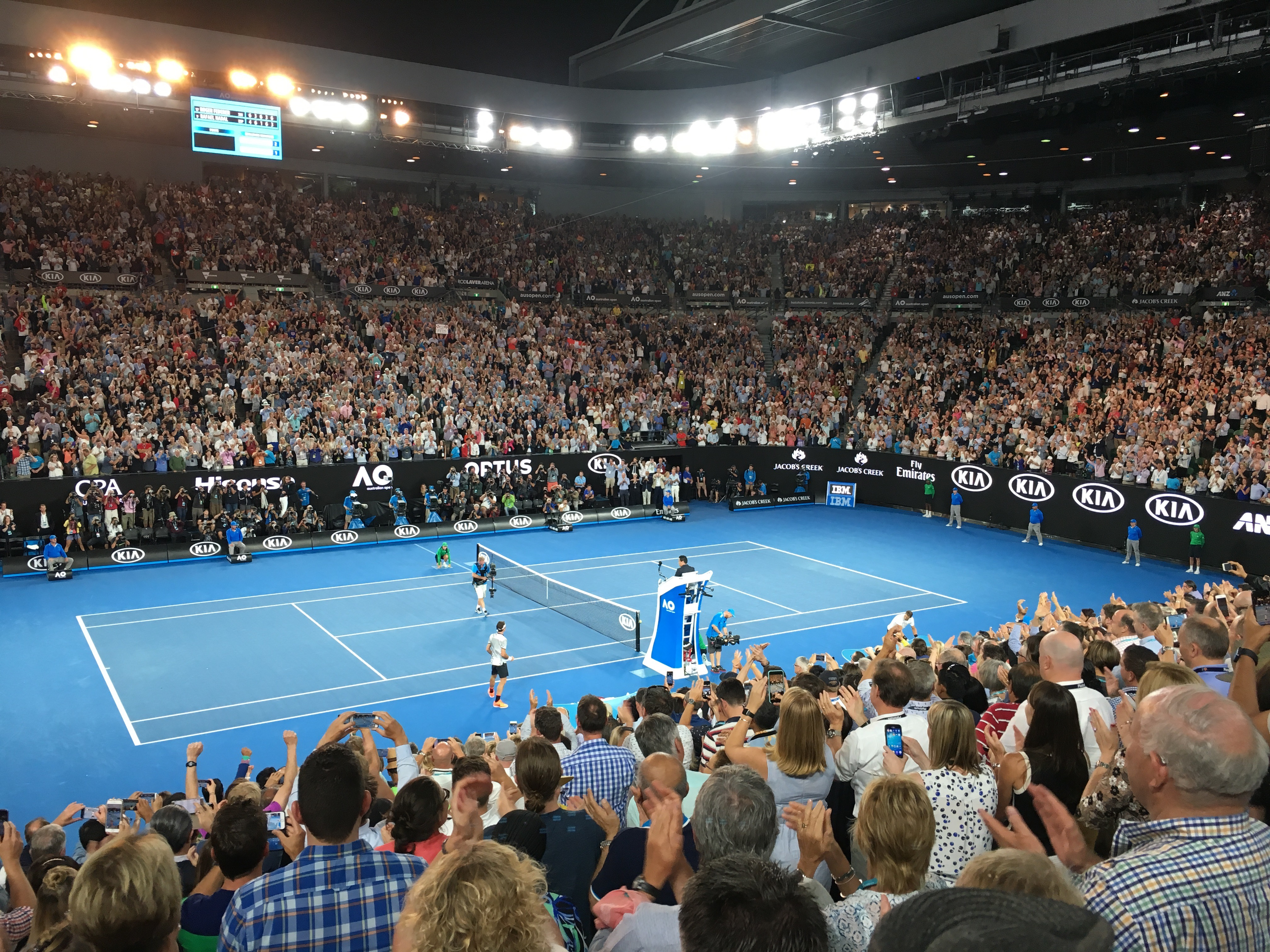
Partida entre Rafael Nadal e Roger Federer pelo Open da Austrália de 2017

Pouco mais de um mês após o vice-campeonato no Open da Austrália, Rafael Nadal, então 6.º do mundo, não tomou conhecimento de seus rivais e avançou a decisão do ATP 500 de Acapulco, no México. Durante essa campanha, os adversários que ele superou pelo caminho foram o alemão Mischa Zverev na estreia, o italiano Paolo Lorenzi nas oitavas, o japonês Yoshihito Nishioka nas quartas e o croata Marin Čilić na semifinal. Mas na partida decisiva, em uma final disputada saque a saque, o norte-americano Sam Querrey conquistou o torneio após vencer Rafael por 6–3 e 7–6 (7–3) em 1h34. A primeira vitória de Querrey em cinco partidas contra Nadal também encerrou uma sequência invicta de 14 jogos do espanhol em Acapulco, já que Nadal foi bicampeão em 2005 e 2013, quando o torneio ainda era realizado no saibro. Além disso, o resultado impediu que Nadal voltasse a conquistar um torneio em quadras duras. O último título neste tipo de piso veio em janeiro de 2014, em Doha. Desde então, o espanhol disputou 30 torneios no piso duro e chegou a seis finais. Querrey também impôs a primeira derrota de Nadal para um norte-americano desde o Masters 1000 de Cincinnati em 2011, quando o espanhol havia caído para Mardy Fish nas quartas de final. Desde então, o Rei do Saibro venceu 16 jogos seguidos contra tenistas dos Estados Unidos.
Uma semana após ficar com o vice-campeonato em Acapulco, a estreia do espanhol Rafael Nadal no Masters 1000 de Indian Wells não foi das mais duras, com apenas cinco games cedidos ao rival argentino Guido Pella, mas mesmo assim, o canhoto de Mallorca acabou sofrendo duas quebras. Já em sua segunda partida no torneio, com uma atuação segura, Nadal venceu seu compatriota Fernando Verdasco, ao marcar 2 sets a 0, parciais de 6–3 e 7–5 após 1h28min de jogo. Com a vitória sobre Verdasco, Rafael qualificou-se para enfrentar Roger Federer, então 9.º do mundo, nas oitavas de finais. Mas com uma atuação irrepreensível, Federer dominou a partida, e após 1h08min, marcou 2 sets a 0, parciais de 6–2 e 6–3. Este foi o 36.º duelo entre eles, e o suíço marcou a 13.ª vitória sobre o espanhol.
Alguns dias após cair nas oitavas de Indian Wells, Rafael Nadal venceu Dudi Sela, Philipp Kohlschreiber, Nicolas Mahut, Jack Sock e Fabio Fognini para avançar a decisão do ATP 1000 de Miami. Na decisão em Miami pela quinta vez, Nadal mediu forças com o suíço Federer pela 37.ª vez na carreira. E deu Roger Federer, de novo. Em sua terceira batalha diante do espanhol nesta temporada, o suíço ganhou mais um título de peso. Desta vez, voltou a conquistar o Masters 1000 de Miami depois de 11 anos, ao marcar as parciais de 6–3 e 6–4 em cima de seu maior rival. Com o resultado, Nadal amargou o terceiro vice da temporada (Melbourne, Acapulco e Miami) e manteve a terrível sina de cinco finais sem sucesso na competição, sendo duas agora diante de Federer, repetindo 2005. O espanhol não vencia um torneio sobre piso sintético desde janeiro de 2014 e não faturava um Masters fora do saibro há quase quatro anos, depois de ser campeão no Canadá e Cincinnati em 2013.
Após participação em Miami, Rafael Nadal disputou o Masters 1000 de Monte Carlo, em Mônaco. E durante sua campanha venceu o britânico Kyle Edmund na estreia, o alemão Alexander Zverev nas oitavas de final, o argentino Diego Schwartzman nas quartas de final, e o belga David Goffin na semifinal para avançar à final da competição pelo segundo ano consecutivo. Já na decisão, com a esperada facilidade, Nadal se tornou o primeiro tenista na Era Profissional a ganhar 10 vezes o mesmo torneio. Ele repetiu seu histórico domínio no saibro lento de Monte Carlo, ao derrotar sem qualquer dificuldade o também espanhol e canhoto Albert Ramos, com parciais de 6–1 e 6–3, em duelo de apenas 74 minutos. Manteve assim a sina de jamais ter perdido para outro espanhol numa final de nível ATP, chegando a 15 consecutivas. A façanha deu outros números incríveis. Pois ele chegou ao 50.º troféu sobre o saibro e tornou-se o recordista absoluto sobre a superfície, deixando para trás o argentino Guillermo Vilas. Também atingiu o 20.º Masters sobre o saibro.
Uma semana após se tornar o primeiro tenista decacampeão de um torneio, no Masters 1000 de Monte Carlo, o espanhol Rafael Nadal repetiu o feito no ATP 500 de Barcelona, onde chegou à 10.ª conquista. O rival superado na decisão foi o austríaco Dominic Thiem, derrotado por 2 sets a 0, com parciais de 6–4 e 6–1. Depois de uma hora e 30 minutos em quadra, o "Rei do Saibro" venceu o cabeça de chave número quatro. Este foi o 71.º título na carreira de Rafael que, na temporada, já somava cinco finais: no Australian Open, no ATP 500 de Acapulco, no Masters 1000 de Miami e em Monte Carlo, na semana passada. No torneio, o natural de Manacor não perdeu sets: além de Thiem, derrotou o brasileiro Rogério Dutra Silva, o sul africano Kevin Anderson, o sul coreano Hyeon Chung e o argentino Horacio Zeballos. Com os 500 pontos conquistados nesta semana, Rafael se manteve na quinta posição do ranking mundial e diminuiu a distância para o suíço Roger Federer para apenas 390 pontos. O ATP 500 de Barcelona, na Espanha, ocorreu entre os dias 24 e 30 de abril.
Depois de conquistar o Torneio de Barcelona, Rafael Nadal venceu o seu segundo Masters do ano. Inspirado, o espanhol construiu boa campanha no Masters de Madri, com vitórias contra o italiano Fabio Fognini (na estreia), o australiano Nick Kyrgios (oitavas de final), o belga David Goffin (quartas de final), e o sérvio Novak Djokovic (semifinal). Na final, manteve sua total soberania sobre as quadras de saibro na Europa e alcançou seu terceiro título consecutivo, ao repetir em Madri o sucesso de Monte Carlo e Barcelona. Assim como fez há três semanas, derrotou o austríaco Dominic Thiem, desta vez com placar mais apertado e parciais de 7–6 (10–8) e 6–4. Foi seu quinto troféu em Madri, sendo quatro sobre a terra. Com a nova conquista, Nadal chega a 30 troféus de nível Masters 1000 e novamente se iguala ao sérvio Novak Djokovic. O 72.º título da carreira também lhe valeu o retorno ao quarto lugar do ranking, superando o suíço Roger Federer. O Masters 1000 de Madri de 2017 ocorreu entre os dias seis e 13 de maio.
Após vencer o Masters 1000 de Madrid, Nadal chegou a Roma com a confiança lá em cima. E foi bem rápida a estreia do espanhol no Masters 1000 de Roma. Pois em duelo válido pela segunda rodada do torneio, ele jogou por apenas 24 minutos e disputou apenas três games e meio contra o compatriota Nicolás Almagro, que sentiu um problema no joelho esquerdo e precisou abandonar a partida. Já na próxima fase, Rafael venceu fácil o americano Jack Sock, (então 14.º do ranking), pelas oitavas de final do Masters de Roma, por 2 a 0, com parciais de 6–3 e 6–4. Mas na rodada seguinte, foi quebrada a invencibilidade de Rafael Nadal no saibro em 2017. Pois nas quartas de final, o espanhol, então número cinco do mundo, foi superado pelo austríaco Dominic Thiem (então 7.º do ranking), que venceu em sets diretos, com parciais de 6–4 e 6–3, em quase duas horas de confronto. Thiem conseguiu errar pouco, tendo no saque uma importante arma. O austríaco ainda se aproveitou dos erros do espanhol, selando assim, uma difícil vitória sobre o espanhol.
Apesar da eliminação nas quartas de final do Masters 1000 de Roma, Rafael Nadal segue bastante confiante para Roland Garros, onde chegou como principal favorito. E ele estreou com o pé direito ao superar o francês Benoît Paire, por 6–1, 6–4 e 6–1 após 1h52min. Na segunda rodada, teve vida extremamente fácil ao vencer o holandês Robin Haase por 6–1, 6–4 e 6–3, em apenas 1h49. Na terceira rodada, conquistou a vitória ao dominar e dar bicicleta ao georgiano Nikoloz Basilashvili. Nas oitavas, não tomou conhecimento do espanhol Roberto Bautista-Agut, 17.º favorito, e superou o adversário por 3 sets a 0, com parciais de 6–1, 6–2 e 6–2, após 1h51min. Nas quartas, jogou apenas dez games e quando vencia por 6–2 e 2–0 em 50 minutos, viu Pablo Carreño Busta, 20.º favorito, abandonar. Na semifinal, superou o austríaco Dominic Thiem, então sétimo do mundo, por 6–3, 6–4 e 6–0, após 2h07. Já na final, enfim conquistou seu décimo título no saibro parisiense. O feito veio com uma atuação de gala contra o suíço Stan Wawrinka, que não conseguiu fazer muito para evitar a derrota e acabou superado em sets diretos, com placar final de 6–2, 6–3 e 6–1, em 2h05 de confronto. Com o título, tornou-se o primeiro homem da história a conseguir vencer um mesmo Grand Slam pelo menos 10 vezes. Esta foi a 15.ª conquista de Nadal em um dos quatro principais torneios do circuito. A campanha do espanhol nesta edição de Roland Garros foi praticamente impecável, sem perder um set sequer, repetindo o feito das conquistas de 2008 e 2010. Em relação aos games perdidos, ele anotou sua melhor marca, deixando apenas 35 pelo caminho, superando os 41 de nove anos atrás.

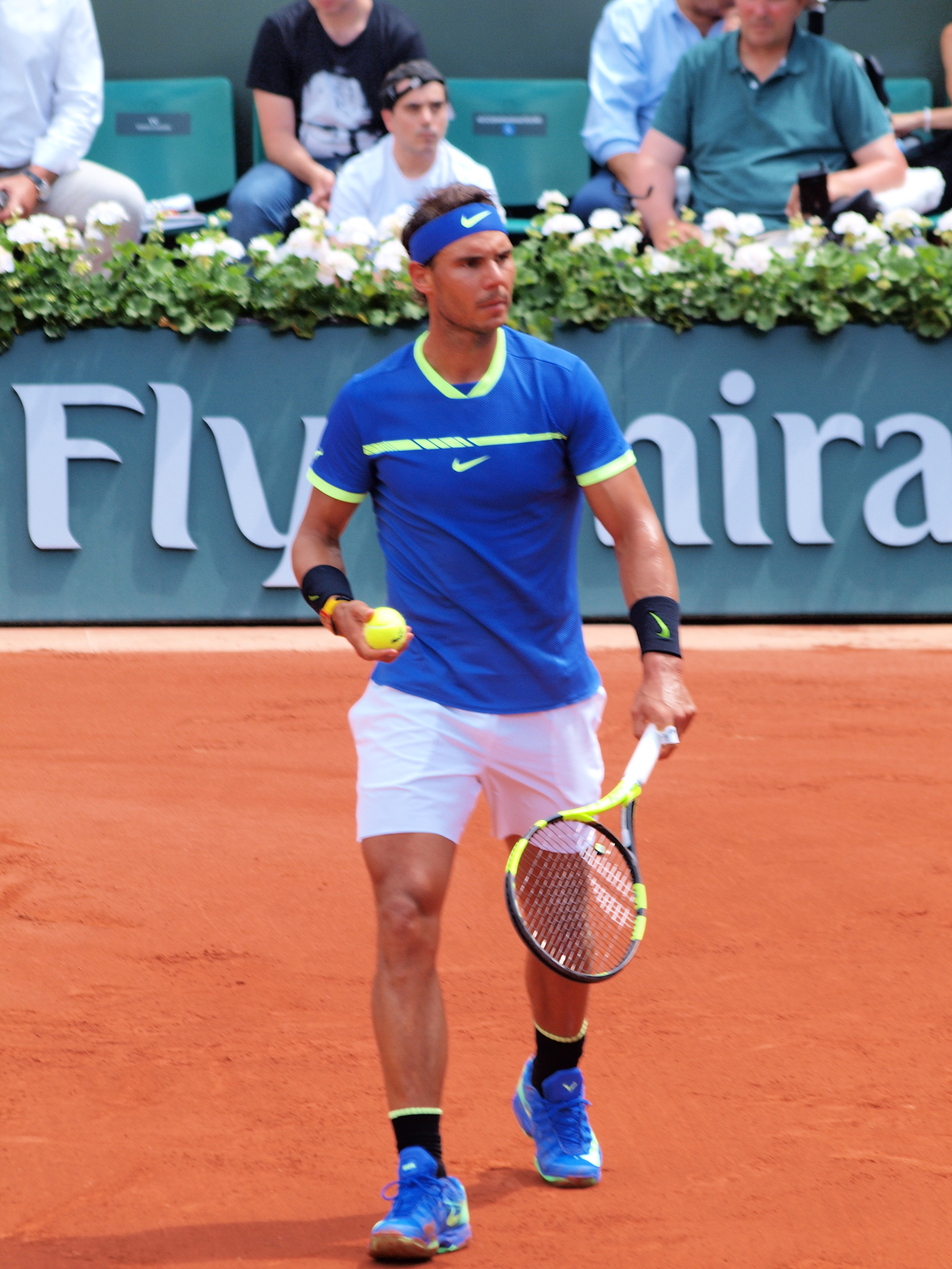
Nadal em Roland Garros 2017

Depois da conquista do 10.º título em Roland Garros, Rafael Nadal voltou às quadras e estreou com vitória no Grand Slam de Wimbledon. Na quadra um do All England Club, o espanhol não teve problemas para derrotar o australiano John Millman, por 3 sets a 0 (6–1, 6–3 e 6–2), em 1h45. Na sequência da competição, o touro miura fez mais uma vítima no torneio. Pois em jogo válido pela segunda rodada, o espanhol jogou para o gasto na quadra principal e venceu o norte-americano Donald Young, por 3 sets a 0 (6–4, 6–2 e 7–5), em 2h11. Já na terceira rodada, Rafael teve um desempenho com intensidade e não enfrentou dificuldades para derrotar a promessa russa, Karen Khachanov, por 3 sets a 0 (6–1, 6–4 e 7–6), em 2h14. Infelizmente, a série de vitórias no torneio acabaria numa dura derrota para Gilles Müller por 15–13 no quinto set num jogo de quase 5 horas de duração.
De volta à temporada de piso duro, Rafael Nadal teve duras derrotas para jogadores da nova geração. Perderia para Denis Shapovalov no ATP 1000 do Canadá, jogo onde o jovem canadense se apresentaria ao mundo como potencial futura estrela do circuito ATP. E depois em Cincinatti viu Nick Kyrgios vencer-lhe em dois sets. Na chegada ao Us Open, gerou-se muita expectativa sobre quem seria campeão do torneio visto os maus resultados de Rafael Nadal nos dois torneios anteriores e a lesão de Federer. No final das contas, o espanhol acabaria sendo coroado com seus décimo sexto Grand Slam e terceiro Us Open, vencendo Kevin Anderson na final. Embalado com a vitória, Rafael chegaria a mais uma final, desta vez na China onde reencontraria Nick Kyrgios. Porém desta vez, o espanhol sairia vitorioso ganhando o seu sexto título na temporada de 2017.
No final da temporada, Rafael ainda chegaria a mais uma final de ATP 1000, em Shanghai. Mais uma vez, acabaria por perder para Roger Federer, totalizando a quarta derrota (terceira em finais) para o Suíço em 2017 fazendo com que 2017 fosse um dos poucos anos em que Rafael mais perdeu do que ganhou de Federer. Ao seguimento deste jogo, Rafael acabaria por garantir o número um do Ranking ATP em 2017, ao vencer Pablo Cuevas em Paris. Depois, Rafael se despediria da temporada devido a lesão no joelho.

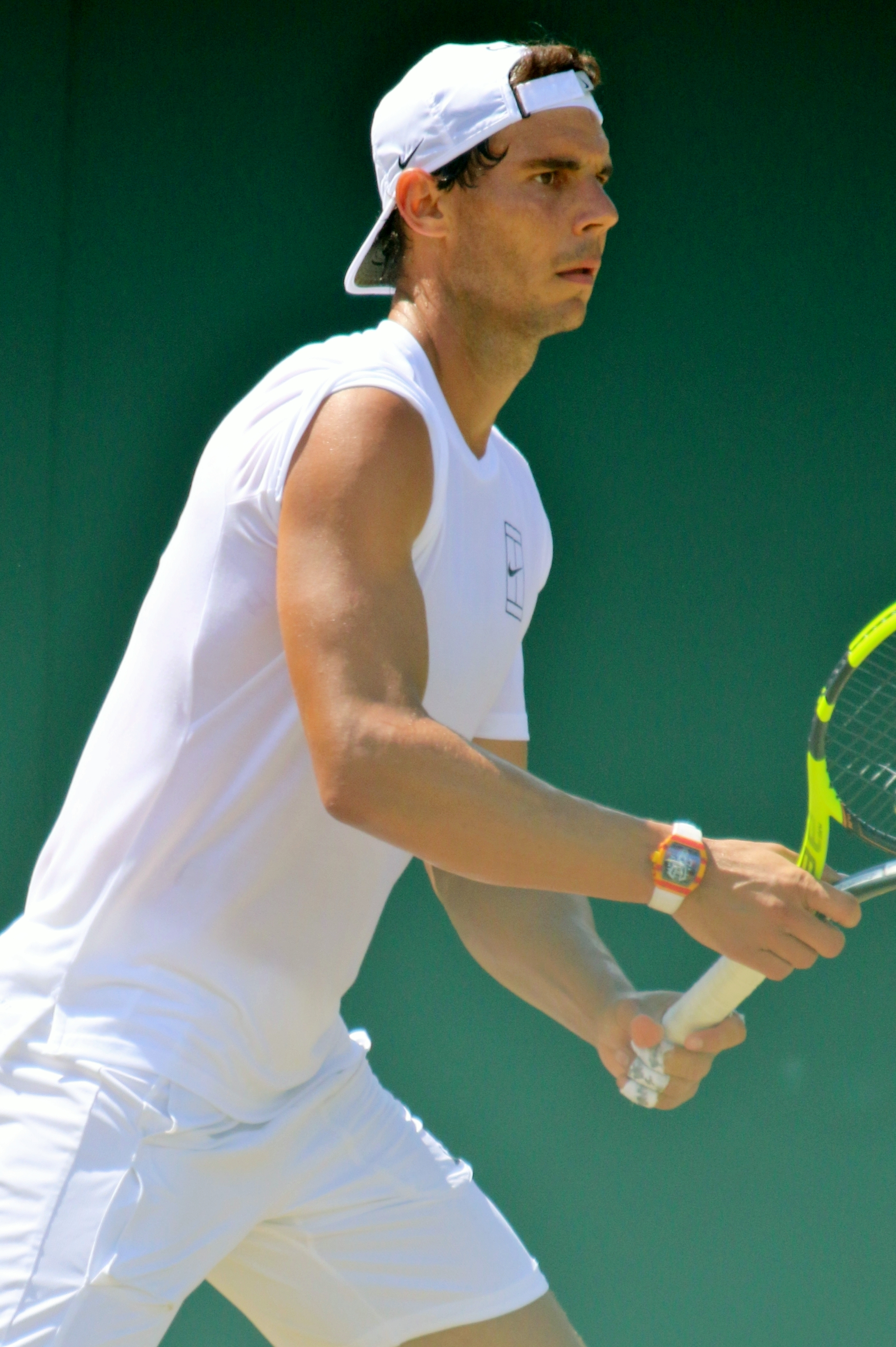
Rafael Nadal durante o Grand Slam de Wimbledon de 2017

### 2022: Recorde de títulos de Grand Slam
Com sua vitória no Australian Open 2022, Nadal reivindicou a propriedade exclusiva do recorde de mais títulos de Grand Slam masculinos, superando Roger Federer e Novak Djokovic, ambos com 20 títulos importantes. O jogador de 35 anos, que também conquistou o troféu em Melbourne em 2009, tornou-se apenas o segundo jogador da Era Aberta, ao lado de Djokovic, a vencer cada um dos quatro principais torneios pelo menos duas vezes.
Nadal derrotou o norueguês Casper Ruud para erguer o 14.º troféu do Aberto da França, um recorde, ampliando a liderança entre os maiores vencedores de títulos de Grand Slams. A vitória deu a Nadal o 22.º título de Grand Slam, recorde absoluto.

### Aposentadoria
No dia 10 de outubro de 2024, Nadal anunciou a sua aposentadoria do tênis, quando disse que jogaria o seu último torneio, a Copa Davis, entre os dias 19 e 24 de novembro de 2024.

## Marcas importantes
- É o segundo tenista a conseguir atingir a posição de número dois do ranking mundial masculino da ATP antes dos vinte anos — o primeiro foi Boris Becker.
- Nadal é o tenista mais vezes número 2 e o dono do recorde de semanas consecutivas (160 semanas).
- É o tenista com maior número de vitórias seguidas sobre saibro (81 vitórias).
- Com a vitória do US Open em 2010 Rafael entrou para o seleto grupo de tenista que venceram todos os Grand Slam: Andre Agassi, Rod Laver, Roger Federer, Roy Emerson, Don Budge, Fred Perry e Novak Djokovic.
- Nadal é o tenista mais novo a completar o Career Slam (vencer os 4 torneios do Grand Slam) e o fez após apenas 26 participações nos torneios.
- Nadal é o único tenista a conquistar o Grand Slam do saibro (Master de Monte Carlo, Master de Roma, Master de Madrid e Roland Garros) na mesma temporada (2010).
- Nadal é o segundo tenista (o primeiro foi Andre Agassi) a completar o Golden Slam (há quem o chame de Career Slam): vencer os quatro Grand Slam (Open dos Estados Unidos, Open da Austrália, Torneio de Roland Garros e Torneio de Wimbledon) e ganhar uma medalha de ouro olímpica.
- Nadal foi, aos 24 anos e 10 meses de idade, o segundo tenista mais jovem a alcançar 500 vitórias, atrás de Bjorn Borg, que conseguiu o feito com 23 anos e 7 meses.
- Nadal é o único tenista a ganhar três Grand Slam em três superfícies diferentes no mesmo ano (2010 — Roland Garros, Wimbledon e US Open).
- Nadal é o segundo tenista da história (o primeiro foi Mats Wilander) a ganhar pelo menos dois Grand Slam em todas as superfícies (saibro ou terra batida, grama ou relva e superfície dura).
- A conquista do décimo quarto título em Roland Garros aumenta a marca de Nadal como o maior campeão do torneio, seguido de Björn Borg, que tem 6 títulos.
- Em 2022, Nadal se tornou o único tenista da história a conquistar 14 vezes o mesmo Grand Slam (Roland Garros).
- Nadal é o primeiro tenista da era aberta a conquistar quatro torneios ao menos 10 vezes: Roland Garros (14), os Masters 1000 de Monte Carlo (11) e de Roma (10), e o ATP 500 de Barcelon̴a (12).
- Nadal é o único tenista masculino a ganhar pelo menos um torneio do Grand Slam durante dez anos consecutivos (Década Slam).
- Nadal é o único tenista a ganhar pelo menos um torneio ATP Masters Series 1000 durante dez anos consecutivos (Década Masters).
- Com os títulos em 2014 de Roland Garros e Master 1000 de Madrid, Nadal se tornou o único tenista a ganhar pelo menos um torneio do Grand Slam e um torneio ATP Masters 1000 em uma mesma temporada durante dez anos consecutivos (Década Masters Slam).
- Nadal é o quarto tenista a ganhar o Masters do Canadá e de Cincinnati no mesmo ano.
- Nadal é o segundo tenista da história, depois de Andy Roddick, a ganhar o Emirates Airlines US Open Series Bonus Challenge duas vezes (2008 e 2013).
- Nadal é o terceiro tenista a conquistar o Summer Slam: ganhar os Masters 1000 de Cincinnati e Montreal e o US Open em uma mesma temporada (Patrick Rafter e Andy Roddick também alcançaram o mesmo feito).
- Em 2013, Nadal participou de oito Masters 1000 (não jogou em Miami) e chegou à semifinal de todos, sendo o primeiro tenista a conseguir tal feito.
- Nadal é o primeiro tenista a conquistar, perder e reconquistar o topo do ranking mundial masculino ao final da temporada duas vezes, terminando 2008, 2010 e 2013 como número um do mundo.
- Nadal é o segundo jogador mais jovem a entrar na lista Top 100 do ranking da ATP, o primeiro foi Michael Chang. É também o segundo jogador mais jovem a vencer um Master Series, coincidentemente, também após Chang.
- Nadal é o único tenista a ganhar 5 vezes consecutivas Roland Garros (French Open).
- Nadal é o único tenista a ganhar dez vezes o mesmo torneio em quatro oportunidades (Monte Carlo, Barcelona, Roma e Roland Garros).
- Nadal é o maior vencedor em quadras de saibro (63 títulos).
- Nadal é o maior vencedor de torneios Grand slams (22 títulos).

## Finais Significantes

### Simples: 30 (22 títulos, 8 vices)
| Resultado | Ano  | Campeonato          | Piso   | Oponente        | Placar                        |
| --------- | ---- | ------------------- | ------ | --------------- | ----------------------------- |
| Campeão   | 2005 | Roland Garros (1)   | Saibro | Mariano Puerta  | 6–7(6), 6–3, 6–1, 7–5         |
| Campeão   | 2006 | Roland Garros (2)   | Saibro | Roger Federer   | 1–6, 6–1, 6–4, 7–6(4)         |
| Vice      | 2006 | Wimbledon           | Grama  | Roger Federer   | 0–6, 6–7(5), 7–6(2), 3–6      |
| Campeão   | 2007 | Roland Garros (3)   | Saibro | Roger Federer   | 6–3, 4–6, 6–3, 6–4            |
| Vice      | 2007 | Wimbledon           | Grama  | Roger Federer   | 6–7(7), 6–4, 6–7(3), 6–2, 2–6 |
| Campeão   | 2008 | Roland Garros (4)   | Saibro | Roger Federer   | 6–1, 6–3, 6–0                 |
| Campeão   | 2008 | Wimbledon (1)       | Grama  | Roger Federer   | 6–4, 6–4, 6–7(5), 6–7(8), 9–7 |
| Campeão   | 2009 | Australian Open (1) | Duro   | Roger Federer   | 7–5, 3–6, 7–6(3), 3–6, 6–2    |
| Campeão   | 2010 | Roland Garros (5)   | Saibro | Robin Söderling | 6–4, 6–2, 6–4                 |
| Campeão   | 2010 | Wimbledon (2)       | Grama  | Tomáš Berdych   | 6–3, 7–5, 6–4                 |
| Campeão   | 2010 | US Open (1)         | Duro   | Novak Djokovic  | 6–4, 5–7, 6–4, 6–2            |
| Campeão   | 2011 | Roland Garros (6)   | Saibro | Roger Federer   | 7–5, 7–6(3), 5–7, 6–1         |
| Vice      | 2011 | Wimbledon           | Grama  | Novak Djokovic  | 4–6, 1–6, 6–1, 3–6            |
| Vice      | 2011 | US Open             | Duro   | Novak Djokovic  | 2–6, 4–6, 7–6(3), 1–6         |
| Vice      | 2012 | Australian Open     | Duro   | Novak Djokovic  | 7–5, 4–6, 2–6, 7–6(5), 5–7    |
| Campeão   | 2012 | Roland Garros (7)   | Saibro | Novak Djokovic  | 6–4, 6–3, 2–6, 7–5            |
| Campeão   | 2013 | Roland Garros (8)   | Saibro | David Ferrer    | 6–3, 6–2, 6–3                 |
| Campeão   | 2013 | US Open (2)         | Duro   | Novak Djokovic  | 6–2, 3–6, 6–4, 6–1            |
| Vice      | 2014 | Australian Open     | Duro   | Stan Wawrinka   | 3–6, 2–6, 6–3, 3–6            |
| Campeão   | 2014 | Roland Garros (9)   | Saibro | Novak Djokovic  | 3–6, 7–5, 6–2, 6–4            |
| Vice      | 2017 | Australian Open     | Duro   | Roger Federer   | 4–6, 6–3, 1–6, 6–3, 3–6       |
| Campeão   | 2017 | Roland Garros (10)  | Saibro | Stan Wawrinka   | 6–2, 6–3, 6–1                 |
| Campeão   | 2017 | US Open (3)         | Duro   | Kevin Anderson  | 6–3, 6–3, 6–4                 |
| Campeão   | 2018 | Roland Garros (11)  | Saibro | Dominic Thiem   | 6–4, 6–3, 6–2                 |
| Vice      | 2019 | Australian Open     | Duro   | Novak Djoković  | 6–3, 6–2, 6–3                 |
| Campeão   | 2019 | Roland Garros (12)  | Saibro | Dominic Thiem   | 6–3, 5–7, 6–1, 6–1            |
| Campeão   | 2019 | US Open (4)         | Duro   | Daniil Medvedev | 7–5, 6–3, 5–7, 4–6, 6–4       |
| Campeão   | 2020 | Roland Garros (13)  | Saibro | Novak Djoković  | 6–0, 6–2, 7–5                 |
| Campeão   | 2022 | Australian Open (2) | Duro   | Daniil Medvedev | 2–6, 6–7(5), 6–4, 6–4, 7–5    |
| Campeão   | 2022 | Roland Garros (14)  | Saibro | Casper Ruud     | 6–3, 6–3, 6–0                 |

### Olimpíadas

#### Simples: 1 (1 ouro)
| Resultado | Ano  | Campeonato           | Piso | Oponente          | Placar           |
| --------- | ---- | -------------------- | ---- | ----------------- | ---------------- |
| Ouro      | 2008 | Olimpíadas de Pequim | Duro | Fernando González | 6–3, 7–6(2), 6–3 |

### ATP World Tour Finals

#### Simples: 2 (2 Vices)
| Resultado | Ano  | Campeonato                     | Piso     | Oponente       | Placar        |
| --------- | ---- | ------------------------------ | -------- | -------------- | ------------- |
| Vice      | 2010 | ATP World Tour Final (Londres) | Duro (i) | Roger Federer  | 3–6, 6–3, 1–6 |
| Vice      | 2013 | ATP World Tour Final (Londres) | Duro (i) | Novak Djokovic | 3–6, 4–6      |

## Desempenho em torneios da ATP

### Simples: 130 Finais (92–38)
| Por Categoria                                              |
| ---------------------------------------------------------- |
| Grand Slam (22–8)                                          |
| Jogos Olímpicos (1–0)                                      |
| Tennis Masters Cup / ATP World Tour Final (0–2)            |
| ATP Masters Series / ATP Tour Masters 1000 (36–16)         |
| ATP International Series Gold / ATP Tour 500 Series (20–6) |
| ATP International Series / ATP Tour 250 Series (9–4)       |

| Por superfície                          |
| --------------------------------------- |
| Dura (BR) ou Piso Rápido (PT) (25–27)   |
| Saibro (BR) ou Terra Batida (PT) (63–7) |
| Grama (BR) ou Relva (PT) (4–3)          |
| Carpete (BR) (0–0)                      |

| Por Ambiente     |
| ---------------- |
| Outdoors (90–31) |
| Indoors (2–4)    |

### Campeão: 92
| Nr. | Data                    | Torneio                                  | Superfície | Adversário           | Pontos                           |
| 1.  | 16 de agosto de 2004    | ATP de Sopot — Polônia                   | Saibro     | José Acasuso         | 6–3, 6–4                         |
| 2.  | 20 de fevereiro de 2005 | Brasil Open (Costa do Sauípe) (1–2)      | Saibro     | Alberto Martín       | 6–0, 6–7(2), 6–1                 |
| 3.  | 27 de fevereiro de 2005 | ATP de Acapulco — México (1–2)           | Saibro     | Albert Montañés      | 6–1, 6–0                         |
| 4.  | 17 de abril de 2005     | Master Series Monte Carlo (1–11)         | Saibro     | Guillermo Coria      | 6–3, 6–1, 0–6, 7–5               |
| 5.  | 24 de abril de 2005     | ATP de Barcelona — Espanha (1–11)        | Saibro     | Juan Carlos Ferrero  | 6–1, 7–6(3), 6–3                 |
| 6.  | 8 de março de 2005      | Masters Series Roma — Itália (1–8)       | Saibro     | Guillermo Coria      | 6–4, 3–6, 6–3, 4–6, 7–6(6)       |
| 7.  | 5 de junho de 2005      | Roland-Garros (1–12)                     | Saibro     | Mariano Puerta       | 6–7(6), 6–3, 6–1, 7–5            |
| 8.  | 17 de junho de 2005     | ATP de Bastad — Suécia                   | Saibro     | Tomas Berdych        | 2–6, 6–2, 6–4                    |
| 9.  | 24 de julho de 2005     | ATP de Stuttgart — Alemanha (1–3)        | Saibro     | Gaston Gaudio        | 6–3, 6–3, 6–4                    |
| 10. | 14 de agosto de 2005    | Masters Series Canadá (Montreal) (1–3)   | Dura       | Andre Agassi         | 6–4, 4–6, 6–2                    |
| 11. | 18 de setembro de 2005  | ATP de Pequim — China (1–2)              | Dura       | Guillermo Coria      | 5–7, 6–1, 6–2                    |
| 12. | 23 de outubro de 2005   | Masters Series Madrid — Espanha (1–5)    | Dura (i)   | Ivan Ljubicic        | 3–6, 2–6, 6–3, 6–4, 7–6(3)       |
| 13. | 5 de março de 2006      | ATP de Dubai — Emirados Árabes Unidos    | Dura       | Roger Federer        | 2–6, 6–4, 6–4                    |
| 14. | 23 de abril de 2006     | Master Series Monte Carlo (2–11)         | Saibro     | Roger Federer        | 6–2, 6–7(2), 6–3, 7–6(5)         |
| 15. | 1 de maio de 2006       | ATP de Barcelona — Espanha (2–11)        | Saibro     | Tommy Robredo        | 6–4, 6–4, 6–0                    |
| 16. | 14 de maio de 2006      | Masters Series Roma — Itália (2–8)       | Saibro     | Roger Federer        | 6–7(0), 7–6(5), 6–4, 2–6, 7–6(5) |
| 17. | 11 de junho de 2006     | Roland-Garros (2–12)                     | Saibro     | Roger Federer        | 1–6, 6–1, 6–4, 7–6(4)            |
| 18. | 18 de março de 2007     | Masters Series Indian Wells — EUA (1–3)  | Dura       | Novak Djokovic       | 6–2, 7–5                         |
| 19. | 22 de abril de 2007     | Master Series Monte Carlo (3–11)         | Saibro     | Roger Federer        | 6–4, 6–4                         |
| 20. | 29 de abril de 2007     | ATP de Barcelona — Espanha (3–11)        | Saibro     | Guillermo Cañas      | 6–3, 6–4                         |
| 21. | 13 de maio de 2007      | Masters Series Roma — Itália (3–8)       | Saibro     | Fernando Gonzalez    | 6–2, 6–2                         |
| 22. | 11 de junho de 2007     | Roland-Garros (3–12)                     | Saibro     | Roger Federer        | 6–3, 4–6, 6–3, 6–4               |
| 23. | 22 de julho de 2007     | ATP de Stuttgart — Alemanha (2–3)        | Saibro     | Stanislas Wawrinka   | 6–4, 7–5                         |
| 24. | 27 de abril de 2008     | Master Series Monte Carlo (4–11)         | Saibro     | Roger Federer        | 7–5, 7–5                         |
| 25. | 4 de maio de 2008       | ATP de Barcelona — Espanha (4–11)        | Saibro     | David Ferrer         | 6–1, 4–6, 6–1                    |
| 26. | 18 de maio de 2008      | Masters Series Hamburgo — Alemanha (1–2) | Saibro     | Roger Federer        | 7–5, 6–7(3), 6–3                 |
| 27. | 8 de junho de 2008      | Roland-Garros (4–12)                     | Saibro     | Roger Federer        | 6–1, 6–3, 6–0                    |
| 28. | 15 de junho de 2008     | ATP de Queen's — Reino Unido             | Grama      | Novak Đjoković       | 7–6(6), 7–5                      |
| 29. | 6 de julho de 2008      | Wimbledon (1–2)                          | Grama      | Roger Federer        | 6–4, 6–4, 6–7(5), 6–7(8), 9–7    |
| 30. | 27 de julho de 2008     | Masters Series Canadá (Toronto) (2–3)    | Dura       | Nicolas Kiefer       | 6–3, 6–2                         |
| 31. | 17 de agosto de 2008    | Jogos Olímpicos de Pequim                | Dura       | Fernando González    | 6–3, 7–6(2), 6–3                 |
| 32. | 1 de fevereiro de 2009  | Australian Open (1–2)                    | Dura       | Roger Federer        | 7–5, 3–6, 7–6(3), 3–6, 6–2       |
| 33. | 22 de março de 2009     | Masters Series Indian Wells — EUA (2–3)  | Dura       | Andy Murray          | 6–1, 6–2                         |
| 34. | 19 de abril de 2009     | Master Series Monte Carlo (5–11)         | Saibro     | Novak Đjoković       | 6–3, 2–6, 6–1                    |
| 35. | 26 de abril de 2009     | ATP de Barcelona — Espanha (5–11)        | Saibro     | David Ferrer         | 6–2, 7–5                         |
| 36. | 3 de maio de 2009       | Masters Series Roma — Itália (4–8)       | Saibro     | Novak Đjoković       | 7–6(2), 6–2                      |
| 37. | 18 de abril de 2010     | Master Series Monte Carlo (6–11)         | Saibro     | Fernando Verdasco    | 6–0, 6–1                         |
| 38. | 2 de maio de 2010       | Masters Series Roma — Itália (5–8)       | Saibro     | David Ferrer         | 7–5, 6–2                         |
| 39. | 16 de maio de 2010      | Masters Series Madrid — Espanha (2–6)    | Saibro     | Roger Federer        | 6–4, 7–6(5)                      |
| 40. | 6 de junho de 2010      | Roland-Garros (5–12)                     | Saibro     | Robin Soderling      | 6–4, 6–2, 6–4                    |
| 41. | 4 de julho de 2010      | Wimbledon (2–2)                          | Grama      | Tomáš Berdych        | 6–3, 7–5, 6–4                    |
| 42. | 13 de setembro de 2010  | US Open (1–2)                            | Dura       | Novak Đjoković       | 6–4, 5–7, 6–4, 6–2               |
| 43. | 10 de outubro de 2010   | ATP de Tóquio — Japão                    | Dura       | Gaël Monfils         | 6–1, 7–5                         |
| 44. | 17 de abril de 2011     | Master Series Monte Carlo (7–11)         | Saibro     | David Ferrer         | 6–4, 7–5                         |
| 45. | 24 de abril de 2011     | ATP de Barcelona — Espanha (6–11)        | Saibro     | David Ferrer         | 6–2, 7–5                         |
| 46. | 5 de junho de 2011      | Roland-Garros (6–12)                     | Saibro     | Roger Federer        | 7–5, 7–6(3), 5–7, 6–1            |
| 47. | 22 de setembro de 2012  | Master Series Monte Carlo (8–11)         | Saibro     | Novak Đjoković       | 6–3, 6–1                         |
| 48. | 29 de abril de 2012     | ATP de Barcelona — Espanha (7–11)        | Saibro     | David Ferrer         | 7–6(1), 7–5                      |
| 49. | 21 de maio de 2012      | Masters Series Roma — Itália (6–8)       | Saibro     | Novak Đjoković       | 7–5, 6–3                         |
| 50. | 11 de junho de 2012     | Roland-Garros (7–12)                     | Saibro     | Novak Djokovic       | 6–4, 6–3, 2–6, 7–5               |
| 51. | 17 de fevereiro de 2013 | Brasil Open (São Paulo) (2–2)            | Saibro     | David Nalbandian     | 6–2, 6–3                         |
| 52. | 2 de março de 2013      | ATP de Acapulco — México (1–2)           | Saibro     | David Ferrer         | 6–0, 6–2                         |
| 53. | 17 de março de 2013     | Masters Series Indian Wells — EUA (3–3)  | Dura       | Del Potro            | 4–6, 6–3, 6–4                    |
| 54. | 28 de abril de 2013     | ATP de Barcelona — Espanha (8–11)        | Saibro     | Nicolás Almagro      | 6–4, 6–3                         |
| 55. | 12 de maio de 2013      | Masters Series Madrid — Espanha (3–6)    | Saibro     | Stanislas Wawrinka   | 6–2, 6–4                         |
| 56. | 19 de maio de 2013      | Masters Series Roma — Itália (7–8)       | Saibro     | Roger Federer        | 6–1, 6–3                         |
| 57. | 9 de junho de 2013      | Roland-Garros (8–12)                     | Saibro     | David Ferrer         | 6–3, 6–2, 6–3                    |
| 58. | 11 de agosto de 2013    | Masters Series Canadá (Montreal) (3–3)   | Dura       | Milos Raonic         | 6–2, 6–2                         |
| 59. | 18 de agosto de 2013    | Masters Series Cincinnati — EUA          | Dura       | John Isner           | 7–6(8), 7–6(3)                   |
| 60. | 9 de setembro de 2013   | US Open (2–2)                            | Dura       | Novak Djoković       | 6–2, 3–6, 6–4, 6–1               |
| 61. | 4 de janeiro de 2014    | ATP de Doha — Catar                      | Dura       | Gaël Monfils         | 6–2, 6–7(2), 6–3                 |
| 62. | 24 de fevereiro de 2014 | ATP do Rio de Janeiro                    | Saibro     | Alexandr Dolgopolov  | 6–3, 7–6(3)                      |
| 63. | 11 de maio de 2014      | Masters Series Madrid — Espanha (5–6)    | Saibro     | Kei Nishikori        | 2–6, 6–4, 3–0 Ret.               |
| 64. | 8 de junho de 2014      | Roland-Garros (9–12)                     | Saibro     | Novak Djoković       | 3–6, 7–5, 6–2, 6–4               |
| 65. | 1 de março de 2015      | ATP de Buenos Aires — Argentina          | Saibro     | Juan Monaco          | 6–4, 6–1                         |
| 66. | 14 de junho de 2015     | ATP de Stuttgart — Alemanha (3–3)        | Grama      | Viktor Troicki       | 7–6(3), 6–3                      |
| 67. | 2 de agosto de 2015     | Masters Series Hamburgo — Alemanha (2–2) | Saibro     | Fabio Fognini        | 7–5, 7–5                         |
| 68. | 17 de abril de 2016     | Master Series Monte Carlo (9–11)         | Saibro     | Gaël Monfils         | 7–5, 5–7, 6–0                    |
| 69. | 24 de abril de 2016     | ATP de Barcelona — Espanha (9–11)        | Saibro     | Kei Nishikori        | 6–4, 7–5                         |
| 70. | 23 de abril de 2017     | Master Series Monte Carlo (10–11)        | Saibro     | Albert Ramos Viñolas | 6–1, 6–3                         |
| 71. | 30 de abril de 2017     | ATP de Barcelona — Espanha (10–11)       | Saibro     | Dominic Thiem        | 6–4, 6–1                         |
| 72. | 14 de maio de 2017      | Masters Series Madrid — Espanha (6–6)    | Saibro     | Dominic Thiem        | 7–6(10), 6–4                     |
| 73. | 11 de Junho de 2017     | Roland Garros (10–12)                    | Saibro     | Stan Wawrinka        | 6–2, 6–3, 6–1                    |
| 74. | 10 de Setembro de 2017  | US Open (3–3)                            | Dura       | Kevin Anderson       | 6–3, 6–3, 6–4                    |
| 75. | 8 de Outubro de 2017    | ATP de Pequim — China (2–2)              | Dura       | Nick Kyrgios         | 6–2, 6–1                         |
| 76. | 22 de Abril de 2018     | Master Series Monte Carlo (11–11)        | Saibro     | Kei Nishikori        | 6–3, 6–2                         |
| 77. | 29 de Abril de 2018     | ATP de Barcelona — Espanha (11–11)       | Saibro     | Stefanos Tsitsipas   | 6–2, 6–1                         |
| 78. | 20 de Maio de 2018      | Masters Series Roma — Itália (8–8)       | Saibro     | Alexander Zverev     | 6–1, 1–6, 6–3                    |
| 79. | 10 de Junho de 2018     | Roland Garros (11–12)                    | Saibro     | Dominic Thiem        | 6–4, 6–3, 6–2                    |
| 80. | 12 de Agosto de 2018    | Masters Series Canadá (Toronto)          | Dura       | Stefanos Tsitsipas   | 6–2,7–6                          |
| 81. | 19 de Maio de 2019      | Masters Series Roma — Itália (9–9)       | Saibro     | Novak Djoković       | 6–0, 4–6, 6–1                    |
| 82. | 9 de Junho de 2019      | Roland Garros (12–12)                    | Saibro     | Dominic Thiem        | 6–3, 5–7, 6–1, 6–1               |
| 83. | 11 de Agosto de 2019    | Masters Series Canadá (Montreal)         | Dura       | Daniil Medvedev      | 6–3, 6–0                         |
| 84. | 8 de Setembro de 2019   | US Open (4–4)                            | Dura       | Daniil Medvedev      | 7–5, 6–3, 5–7, 4–6, 6–4          |
| 85. | 1 de Março de 2020      | ATP de Acapulco — México (1–3)           | Dura       | Taylor Fritz         | 6–3, 6–2                         |
| 86. | 11 de Outubro de 2020   | Roland Garros (13–13)                    | Saibro     | Novak Djoković       | 6–0, 6–2, 7–5                    |
| 87. | 25 de Abril de 2021     | ATP de Barcelona — Espanha (12–12)       | Saibro     | Stefanos Tsitsipas   | 6–4, 6–7, 7–5                    |
| 88. | 16 de Maio de 2021      | Masters Series Roma — Itália (10–10)     | Saibro     | Novak Djoković       | 7–5, 1–6, 6–3                    |
| 89. | 3 de janeiro de 2022    | ATP 250 Melbourne — Australia            | Dura       | Maxime Cressy        | 7–6, 6–3                         |
| 90. | 30 de janeiro de 2022   | Australian Open (2–2)                    | Dura       | Daniil Medvedev      | 2–6, 6–7(5), 6–4, 6–4 e 7–5      |
| 91. | 27 de fevereiro de 2022 | ATP de Acapulco- México (1–4)            | Dura       | Cameron Norrie       | 6–4, 6–4                         |
| 92. | 5 de junho de 2022      | Roland Garros (14–14)                    | Saibro     | Casper Ruud          | 6–3, 6–3, 6–0                    |

### Vice-Campeão: 37
| Nr. | Data                    | Torneio                               | Superfície | Adversário        | Pontos                        |
| 1.  | 18 de janeiro de 2004   | ATP de Auckland — Nova Zelândia       | Dura       | Dominik Hrbatý    | 4–6, 6–2, 7–5                 |
| 2.  | 3 de abril de 2005      | Masters Series Miami — EUA (1–5)      | Dura       | Roger Federer     | 2–6, 6–7(4), 7–6(5), 6–3, 6–1 |
| 3.  | 9 de julho de 2006      | Wimbledon (1–3)                       | Grama      | Roger Federer     | 6–0, 7–6(5), 6–7(2), 6–3      |
| 4.  | 20 de maio de 2007      | Master Series Hamburgo — Alemanha     | Saibro     | Roger Federer     | 2–6, 6–2, 6–0                 |
| 5.  | 8 de julho de 2007      | Wimbledon (2–3)                       | Grama      | Roger Federer     | 7–6(7), 4–6, 7–6(3), 2–6, 6–2 |
| 6.  | 4 de novembro de 2007   | Masters Series Paris                  | Dura (i)   | David Nalbandian  | 6–4, 6–0                      |
| 7.  | 6 de janeiro de 2008    | ATP de Chennai — Índia                | Dura       | Mikhail Youzhny   | 6–0, 6–1                      |
| 8.  | 6 de abril de 2008      | Masters Series Miami — EUA (2–5)      | Dura       | Nikolay Davydenko | 6–4, 6–2                      |
| 9.  | 15 de fevereiro de 2009 | ATP de Roterdã — Holanda              | Dura (i)   | Andy Murray       | 6–3, 4–6, 6–0                 |
| 10. | 17 de maio de 2009      | Masters Series Madrid — Espanha (1–2) | Saibro     | Roger Federer     | 6–4, 6–4                      |
| 11. | 18 de outubro de 2009   | Masters Series Shanghai — China (1–2) | Dura       | Nikolay Davydenko | 7–6(3), 6–3                   |
| 12. | 9 de janeiro de 2010    | ATP de Doha — Catar                   | Dura       | Nikolay Davydenko | 0–6, 7–6(8), 6–4              |
| 13. | 28 de novembro de 2010  | ATP World Tour Final (Londres) (1–2)  | Dura (i)   | Roger Federer     | 6–3, 3–6, 6–1                 |
| 14. | 20 de março de 2011     | Masters Series Indian Wells — EUA     | Dura       | Novak Djoković    | 4–6, 6–3, 6–2                 |
| 15  | 3 de abril de 2011      | Masters Series Miami — EUA (3–5)      | Dura       | Novak Djoković    | 4–6, 6–3, 7–6(4)              |
| 16. | 8 de maio de 2011       | Masters Series Madrid — Espanha (2–2) | Saibro     | Novak Djoković    | 7–5, 6–4                      |
| 17. | 15 de maio de 2011      | Masters Series Roma — Itália (1–2)    | Saibro     | Novak Djoković    | 6–4, 6–4                      |
| 18. | 3 de julho de 2011      | Wimbledon (3–3)                       | Grama      | Novak Djoković    | 6–4, 6–1, 1–6, 6–3            |
| 19. | 12 de Setembro de 2011  | US Open                               | Dura       | Novak Djoković    | 6–2, 6–4, 6–7(3), 6–1         |
| 20. | 9 de outubro de 2011    | ATP de Tóquio — Japão                 | Dura       | Andy Murray       | 3–6, 6–2, 6–0                 |
| 21. | 29 de janeiro de 2012   | Australian Open (1–4)                 | Dura       | Novak Djoković    | 5–7, 6–4, 6–2, 6–7(5), 7–5    |
| 22. | 10 de fevereiro de 2013 | ATP de Vina del Mar — Chile           | Saibro     | Horacio Zeballos  | 6–7(2), 7–6(6), 6–4           |
| 23. | 21 de abril de 2013     | Master Series Monte Carlo             | Saibro     | Novak Djoković    | 6–2, 7–6(1)                   |
| 24. | 6 de outubro de 2013    | ATP de Pequim — China (1–2)           | Dura       | Novak Djoković    | 6–3, 6–4                      |
| 25. | 11 de novembro de 2013  | ATP World Tour Final (Londres) (2–2)  | Dura (i)   | Novak Djoković    | 6–3, 6–4                      |
| 26. | 26 de janeiro de 2014   | Australian Open (2–4)                 | Dura       | Stan Wawrinka     | 6–3, 6–2, 3–6, 6–3            |
| 27. | 13 de abril de 2014     | Masters Series Miami — EUA (4–5)      | Dura       | Novak Djoković    | 6–3, 6–3                      |
| 28. | 18 de maio de 2014      | Masters Series Roma — Itália (2–2)    | Saibro     | Novak Djoković    | 4–6, 6–3, 6–3                 |
| 29. | 11 de outubro de 2015   | ATP de Pequim — China (2–2)           | Dura       | Novak Djoković    | 6–2, 6–2                      |
| 30. | 1 de novembro de 2015   | ATP da Basileia — Suíça               | Dura       | Roger Federer     | 6–3, 5–7 e 6–3                |
| 31. | 29 de janeiro de 2017   | Australian Open (3–4)                 | Dura       | Roger Federer     | 6–4, 3–6, 6–1, 3–6, 6–3       |
| 32. | 4 de março de 2017      | ATP de Acapulco — México              | Dura       | Sam Querrey       | 6–3, 7–6(3)                   |
| 33. | 3 de abril de 2017      | Masters Series Miami — EUA (5–5)      | Dura       | Roger Federer     | 6–3, 6–4                      |
| 34. | 15 de outubro de 2017   | Masters Series Shanghai — China (2–2) | Dura       | Roger Federer     | 6–4, 6–3                      |
| 35. | 27 de janeiro de 2019   | Australian Open (4–4)                 | Dura       | Novak Djoković    | 6–3, 6–2, 6–3                 |
| 36. | 12 de janeiro de 2020   | Copa atp                              | Dura       | Novak Djokovic    | 6–2, 7–6                      |
| 37. | 20 de março de 2022     | Masters Series Indian Wells — EUA     | Dura       | Taylor Fritz      | 6–3, 7–6                      |

### Duplas: 14 Finais (10–4)
| Por Categoria                                             |
| --------------------------------------------------------- |
| Grand Slam (21–8)                                         |
| Jogos Olímpicos (0–0)                                     |
| Tennis Masters Cup / ATP World Tour Final (0–0)           |
| ATP Masters Series / ATP Tour Masters 1000 (3–0)          |
| ATP International Series Gold / ATP Tour 500 Series (0–2) |
| ATP International Series / ATP Tour 250 Series (6–2)      |

| Por superfície                         |
| -------------------------------------- |
| Dura (BR) ou Piso Rápido (PT) (7–1)    |
| Saibro (BR) ou Terra Batida (PT) (2–3) |
| Grama (BR) ou Relva (PT) (0–0)         |
| Carpete (BR) (0–0)                     |

| Por Ambiente   |
| -------------- |
| Outdoors (9–4) |
| Indoors (0–0)  |

| Resultado | N. | Data               | Torneio                                | Piso   | Parceiro         | Oponentes                       | Placar             |
| --------- | -- | ------------------ | -------------------------------------- | ------ | ---------------- | ------------------------------- | ------------------ |
| Campeão   | 1. | Julho 27, 2003     | ATP de Umag, Cróacia                   | Saibro | Álex López Morón | Todd Perry Thomas Shimada       | 6–1, 6–3           |
| Campeão   | 2. | Janeiro 11, 2004   | ATP de Chennai, Índia                  | Duro   | Tommy Robredo    | Jonathan Erlich Andy Ram        | 7–6(7–3), 4–6, 6–3 |
| Campeão   | 3. | Janeiro 9, 2005    | ATP de Doha, Qatar (1–4)               | Duro   | Albert Costa     | Andrei Pavel Mikhail Youzhny    | 6–3, 4–6, 6–3      |
| Vice      | 1. | Abril 24, 2005     | ATP de Barcelona, Espanha (1–2)        | Saibro | Feliciano López  | Leander Paes Nenad Zimonjić     | 3–6, 3–6           |
| Vice      | 2. | Janeiro 8, 2007    | ATP de Chennai, Índia                  | Duro   | Tomeu Salvà      | Xavier Malisse Dick Norman      | 6–7(4–7), 6–7(4–7) |
| Vice      | 3. | Abril 30, 2007     | ATP de Barcelona, Espanha (2–2)        | Saibro | Tomeu Salvà      | Andrei Pavel Alexander Waske    | 3–6, 6–7(1–7)      |
| Campeão   | 4. | Abril 27, 2008     | Masters Series Monte Carlo, França     | Saibro | Tommy Robredo    | Mahesh Bhupathi Mark Knowles    | 6–3, 6–3           |
| Campeão   | 5. | Janeiro 9, 2009    | ATP de Doha, Qatar (2–4)               | Duro   | Marc López       | Daniel Nestor Nenad Zimonjić    | 4–6, 6–4, [10–8]   |
| Campeão   | 6. | Março 20, 2010     | Masters Series Indian Wells, EUA (1–2) | Duro   | Marc López       | Daniel Nestor Nenad Zimonjić    | 7–6(10–8), 6–3     |
| Campeão   | 7. | Janeiro 7, 2011    | ATP de Doha, Qatar (3–4)               | Duro   | Marc López       | Daniele Bracciali Andreas Seppi | 6–3, 7–6(7–4)      |
| Campeão   | 8. | Março 17, 2012     | Masters Series Indian Wells, EUA (2–2) | Duro   | Marc López       | John Isner Sam Querrey          | 6–2, 7–6(7–3)      |
| Vice      | 4. | Fevereiro 10, 2013 | ATP de Viña del Mar, Chile             | Saibro | Juan Mónaco      | Paolo Lorenzi Potito Starace    | 2–6, 4–6           |
| Campeão   | 9. | Janeiro 9, 2015    | ATP de Doha, Qatar (4–4)               | Duro   | Juan Mónaco      | Julian Knowle Philipp Oswald    | 6–3, 6–4           |

### Estatísticas
- Para evitar confusões e contagem dupla, essa tabela é posta em dia somente após o final de um torneio ou da participação do jogador no torneio.
- Jogos da Copa Davis estão incluídos nas estatísticas
  - Estatísticas atualizadas após o Australian Open de 2016.

| Grand Slams            |                    |                    |                    |           |           |           |       |               |               |               |               |               |               |               |               |       |      |      |      |      |      |             |             |             |
| Australian Open        | A                  | A                  | 3R                 | 4R        | A         | QF        | SF    | V             | QF            | QF            | F             | A             | F             | QF            | 1R            | F     | QF   | F    | QF   | QF   | V    | 2 / 17      | 82–17       | 84,5%       |
| Roland-Garros          | A                  | A                  | A                  | V         | V         | V         | V     | 4R            | V             | V             | V             | V             | V             | QF            | 3R            | V     | V    | V    | V    | SF   | V    | 14 / 18     | 112–4       | 96,5%       |
| Wimbledon              | A                  | 3R                 | A                  | 2R        | F         | F         | V     | A             | V             | F             | 2R            | 1R            | 4R            | 2R            | A             | 4R    | SF   | SF   | A    | A    | SF   | 2 / 15      | 53–14       | 79,1%       |
| US Open                | A                  | 2R                 | 2R                 | 3R        | QF        | 4R        | SF    | SF            | V             | F             | A             | V             | A             | 3R            | 4R            | V     | SF   | V    | A    | A    |      | 4 / 15      | 65–11       | 85,5%       |
| V–D                    | 0–0                | 3–2                | 3–2                | 13–3      | 17–2      | 20–3      | 24–2  | 15–2          | 25–1          | 23–3          | 14–2          | 14–1          | 16–2          | 11–4          | 5–2           | 13–2  | 21/3 | 25/2 | 11/1 | 9/2  | 19–1 | 22 / 65     | 312–46      | 87,2%       |
| Tour Finals            |                    |                    |                    |           |           |           |       |               |               |               |               |               |               |               |               |       |      |      |      |      |      |             |             |             |
| ATP World Tour Finals  | Não se classificou | Não se classificou | Não se classificou | A         | SF        | SF        | A     | G             | F             | G             | A             | F             | A             | SF            | A             | G     |      |      |      |      |      | 0 / 8       | 16–14       | 53,3%       |
| Masters 1000           |                    |                    |                    |           |           |           |       |               |               |               |               |               |               |               |               |       |      |      |      |      |      |             |             |             |
| Indian Wells           | A                  | A                  | 3R                 | A         | SF        | V         | SF    | V             | SF            | F             | SF            | V             | 3R            | QF            | SF            | 4R    | A    | SF   |      | A    | F    | 3 / 13      | 50–10       | 83,3%       |
| Miami                  | A                  | A                  | 4R                 | F         | 2R        | QF        | F     | QF            | SF            | F             | SF            | A             | F             | 3R            | 2R            | F     |      |      |      |      |      | 0 / 13      | 40–12       | 76,9%       |
| Monte Carlo            | A                  | 3R                 | A                  | V         | V         | V         | V     | V             | V             | V             | V             | F             | QF            | SF            | V             | V     | V    |      |      |      |      | 10 / 14     | 65–4        | 94,2%       |
| Roma                   | A                  | A                  | A                  | V         | V         | V         | 2R    | V             | V             | F             | V             | V             | F             | QF            | QF            | QF    | V    | V    |      | V    |      | 7 / 12      | 53–6        | 89,8%       |
| Madri                  | A                  | 3R                 | A                  | A         | A         | F         | V     | F             | V             | F             | 3R            | V             | V             | F             | SF            | V     |      |      |      |      |      | 5 / 12      | 46–7        | 86,7%       |
| Canadá                 | A                  | A                  | 1R                 | V         | 3R        | SF        | V     | QF            | SF            | 2R            | A             | V             | A             | QF            | A             | 3R    |      |      |      |      |      | 3 / 11      | 29–8        | 78,4%       |
| Cincinnati             | A                  | A                  | 1R                 | 1R        | QF        | 2R        | SF    | SF            | QF            | QF            | A             | V             | A             | 3R            | 3R            | QF    |      |      |      |      |      | 1 / 12      | 22–11       | 66,7%       |
| Xangai                 | A                  | 1R                 | 2R                 | V         | QF        | QF        | SF    | F             | 3R            | 3R            | A             | SF            | 2R            | SF            | 2R            | F     |      |      |      |      |      | 1 / 14      | 29–13       | 69,0%       |
| Paris                  | A                  | Q1                 | A                  | A         | A         | F         | QF    | SF            | A             | A             | A             | SF            | A             | QF            | A             | QF    |      |      |      |      |      | 0 / 6       | 16–6        | 72,7%       |
| V–D                    | 0–0                | 4–3                | 5–5                | 28–2      | 23–5      | 31–6      | 32–6  | 34–6          | 29–5          | 25–7          | 19–2          | 35–3          | 16–5          | 21–9          | 15–6          | 28–7  |      |      |      |      |      | 30 / 107    | 350–77      | 82,0%       |
| Representação nacional |                    |                    |                    |           |           |           |       |               |               |               |               |               |               |               |               |       |      |      |      |      |      |             |             |             |
| Olimpíadas             | Não houve          | Não houve          | A                  | Não houve | Não houve | Não houve | V     | Não houve     | Não houve     | Não houve     | A             | Não houve     | Não houve     | Não houve     | 4th           | 1 / 2 |      |      |      |      |      | 10–2        | 83%         |             |
| Copa Davis             | A                  | A                  | V                  | PO        | PO        | A         | V     | V             | A             | V             | A             | PO            | A             | PO            |               |       |      |      |      |      |      | 4 / 8       | 22–1        | 95%         |
| Estatísticas           |                    |                    |                    |           |           |           |       |               |               |               |               |               |               |               |               |       |      |      |      |      |      |             |             |             |
|                        | 2002               | 2003               | 2004               | 2005      | 2006      | 2007      | 2008  | 2009          | 2010          | 2011          | 2012          | 2013          | 2014          | 2015          | 2016          | 2017  | 2018 | 2019 | 2020 | 2021 | 2022 | T / A       | V–D         | Vit%        |
| Torneios               | 1                  | 11                 | 18                 | 21        | 16        | 20        | 19    | 17            | 17            | 17            | 11            | 17            | 15            | 23            | 16            | 11    |      |      |      |      |      | 250         | 250         | 250         |
| Títulos                | 0                  | 0                  | 1                  | 11        | 5         | 6         | 8     | 5             | 7             | 3             | 4             | 10            | 4             | 3             | 2             | 4     |      |      |      |      |      | 73          | 73          | 68%         |
| Finais                 | 0                  | 0                  | 2                  | 12        | 6         | 9         | 10    | 8             | 9             | 10            | 5             | 14            | 7             | 6             | 3             | 7     |      |      |      |      |      | 108         | 108         | 68%         |
| Dura V–D               | 0–0                | 1–2                | 14–10              | 28–6      | 25–10     | 31–12     | 46–10 | 42–12         | 40–9          | 33–11         | 17–3          | 36–4          | 20–6          | 30–12         | 18–10         | 19–5  |      |      |      |      |      | 16 / 137    | 400–122     | 77%         |
| Saibro V–D             | 1–1                | 11–6               | 14–3               | 50–2      | 26–0      | 31–1      | 24–1  | 24–2          | 22–0          | 28–2          | 23–1          | 39–2          | 25–3          | 26–6          | 21–4          | 24–1  |      |      |      |      |      | 53 / 90     | 389–35      | 91,75%      |
| Grama V–D              | 0–0                | 2–1                | 0–0                | 1–2       | 8–2       | 8–2       | 12–0  | 0–0           | 9–1           | 8–2           | 2–2           | 0–1           | 3–2           | 5–2           | 0–0           | 3–1   |      |      |      |      |      | 4 / 22      | 58–17       | 77%         |
| Carpete V–D            | 0–0                | 0–2                | 2–4                | 0–0       | 0–0       | 0–0       | 0–0   | Descontinuado | Descontinuado | Descontinuado | Descontinuado | Descontinuado | Descontinuado | Descontinuado | Descontinuado |       |      |      |      |      |      | 0 / 5       | 2–6         | 25%         |
| Total V–D              | 1–1                | 14–11              | 30–17              | 79–10     | 59–12     | 70–15     | 82–11 | 66–14         | 71–10         | 69–15         | 42–6          | 75–7          | 48–11         | 61–20         | 39–14         | 46–7  |      |      |      |      |      | 73 / 250    | 852–181     | 80%         |
| Vit %                  | 50%                | 56%                | 64%                | 89%       | 83%       | 82%       | 88%   | 83%           | 88%           | 82%           | 88%           | 91%           | 81%           | 75%           | 74%           | 86%   |      |      |      |      |      | 82,48%      | 82,48%      | 82,48%      |
| Ranking                | 200                | 49                 | 51                 | 2         | 2         | 2         | 1     | 2             | 1             | 2             | 4             | 1             | 3             | 5             | 9             | 1     |      |      |      |      |      | $85,920,132 | $85,920,132 | $85,920,132 |